# 1974
Portal Geschichte | Portal Biografien | Aktuelle Ereignisse | Jahreskalender | Tagesartikel

◄ |
19. Jahrhundert |
20. Jahrhundert
| 21. Jahrhundert

◄ |
1940er |
1950er |
1960er |
1970er
| 1980er | 1990er | 2000er | ►

◄◄ |
◄ |
1970 |
1971 |
1972 |
1973 |
1974
| 1975 | 1976 | 1977 | 1978 | ► | ►►
 Jan.
| Feb.
| Mär.
| Apr.
| Mai
| Jun.
| Jul.
| Aug.
| Sep.
| Okt.
| Nov.
| Dez.
Staatsoberhäupter · Wahlen · Nekrolog  · Literaturjahr · Musikjahr · Filmjahr · Rundfunkjahr · Sportjahr
| Januar | Januar | Januar | Januar | Januar | Januar | Januar | Januar |
| Kw     | Mo     | Di     | Mi     | Do     | Fr     | Sa     | So     |
| ------ | ------ | ------ | ------ | ------ | ------ | ------ | ------ |
| 1      |        | 1      | 2      | 3      | 4      | 5      | 6      |
| 2      | 7      | 8      | 9      | 10     | 11     | 12     | 13     |
| 3      | 14     | 15     | 16     | 17     | 18     | 19     | 20     |
| 4      | 21     | 22     | 23     | 24     | 25     | 26     | 27     |
| 5      | 28     | 29     | 30     | 31     |        |        |        |

| Februar | Februar | Februar | Februar | Februar | Februar | Februar | Februar |
| Kw      | Mo      | Di      | Mi      | Do      | Fr      | Sa      | So      |
| ------- | ------- | ------- | ------- | ------- | ------- | ------- | ------- |
| 5       |         |         |         |         | 1       | 2       | 3       |
| 6       | 4       | 5       | 6       | 7       | 8       | 9       | 10      |
| 7       | 11      | 12      | 13      | 14      | 15      | 16      | 17      |
| 8       | 18      | 19      | 20      | 21      | 22      | 23      | 24      |
| 9       | 25      | 26      | 27      | 28      |         |         |         |

| März | März | März | März | März | März | März | März |
| Kw   | Mo   | Di   | Mi   | Do   | Fr   | Sa   | So   |
| ---- | ---- | ---- | ---- | ---- | ---- | ---- | ---- |
| 9    |      |      |      |      | 1    | 2    | 3    |
| 10   | 4    | 5    | 6    | 7    | 8    | 9    | 10   |
| 11   | 11   | 12   | 13   | 14   | 15   | 16   | 17   |
| 12   | 18   | 19   | 20   | 21   | 22   | 23   | 24   |
| 13   | 25   | 26   | 27   | 28   | 29   | 30   | 31   |

| April | April | April | April | April | April | April | April |
| Kw    | Mo    | Di    | Mi    | Do    | Fr    | Sa    | So    |
| ----- | ----- | ----- | ----- | ----- | ----- | ----- | ----- |
| 14    | 1     | 2     | 3     | 4     | 5     | 6     | 7     |
| 15    | 8     | 9     | 10    | 11    | 12    | 13    | 14    |
| 16    | 15    | 16    | 17    | 18    | 19    | 20    | 21    |
| 17    | 22    | 23    | 24    | 25    | 26    | 27    | 28    |
| 18    | 29    | 30    |       |       |       |       |       |

| Mai | Mai | Mai | Mai | Mai | Mai | Mai | Mai |
| Kw  | Mo  | Di  | Mi  | Do  | Fr  | Sa  | So  |
| 18  |     |     | 1   | 2   | 3   | 4   | 5   |
| 19  | 6   | 7   | 8   | 9   | 10  | 11  | 12  |
| 20  | 13  | 14  | 15  | 16  | 17  | 18  | 19  |
| 21  | 20  | 21  | 22  | 23  | 24  | 25  | 26  |
| 22  | 27  | 28  | 29  | 30  | 31  |     |     |
| --- | --- | --- | --- | --- | --- | --- | --- |

| Juni | Juni | Juni | Juni | Juni | Juni | Juni | Juni |
| Kw   | Mo   | Di   | Mi   | Do   | Fr   | Sa   | So   |
| ---- | ---- | ---- | ---- | ---- | ---- | ---- | ---- |
| 22   |      |      |      |      |      | 1    | 2    |
| 23   | 3    | 4    | 5    | 6    | 7    | 8    | 9    |
| 24   | 10   | 11   | 12   | 13   | 14   | 15   | 16   |
| 25   | 17   | 18   | 19   | 20   | 21   | 22   | 23   |
| 26   | 24   | 25   | 26   | 27   | 28   | 29   | 30   |

| Juli | Juli | Juli | Juli | Juli | Juli | Juli | Juli |
| Kw   | Mo   | Di   | Mi   | Do   | Fr   | Sa   | So   |
| ---- | ---- | ---- | ---- | ---- | ---- | ---- | ---- |
| 27   | 1    | 2    | 3    | 4    | 5    | 6    | 7    |
| 28   | 8    | 9    | 10   | 11   | 12   | 13   | 14   |
| 29   | 15   | 16   | 17   | 18   | 19   | 20   | 21   |
| 30   | 22   | 23   | 24   | 25   | 26   | 27   | 28   |
| 31   | 29   | 30   | 31   |      |      |      |      |

| August | August | August | August | August | August | August | August |
| Kw     | Mo     | Di     | Mi     | Do     | Fr     | Sa     | So     |
| ------ | ------ | ------ | ------ | ------ | ------ | ------ | ------ |
| 31     |        |        |        | 1      | 2      | 3      | 4      |
| 32     | 5      | 6      | 7      | 8      | 9      | 10     | 11     |
| 33     | 12     | 13     | 14     | 15     | 16     | 17     | 18     |
| 34     | 19     | 20     | 21     | 22     | 23     | 24     | 25     |
| 35     | 26     | 27     | 28     | 29     | 30     | 31     |        |

| September | September | September | September | September | September | September | September |
| Kw        | Mo        | Di        | Mi        | Do        | Fr        | Sa        | So        |
| --------- | --------- | --------- | --------- | --------- | --------- | --------- | --------- |
| 35        |           |           |           |           |           |           | 1         |
| 36        | 2         | 3         | 4         | 5         | 6         | 7         | 8         |
| 37        | 9         | 10        | 11        | 12        | 13        | 14        | 15        |
| 38        | 16        | 17        | 18        | 19        | 20        | 21        | 22        |
| 39        | 23        | 24        | 25        | 26        | 27        | 28        | 29        |
| 40        | 30        |           |           |           |           |           |           |

| Oktober | Oktober | Oktober | Oktober | Oktober | Oktober | Oktober | Oktober |
| Kw      | Mo      | Di      | Mi      | Do      | Fr      | Sa      | So      |
| ------- | ------- | ------- | ------- | ------- | ------- | ------- | ------- |
| 40      |         | 1       | 2       | 3       | 4       | 5       | 6       |
| 41      | 7       | 8       | 9       | 10      | 11      | 12      | 13      |
| 42      | 14      | 15      | 16      | 17      | 18      | 19      | 20      |
| 43      | 21      | 22      | 23      | 24      | 25      | 26      | 27      |
| 44      | 28      | 29      | 30      | 31      |         |         |         |

| November | November | November | November | November | November | November | November |
| Kw       | Mo       | Di       | Mi       | Do       | Fr       | Sa       | So       |
| -------- | -------- | -------- | -------- | -------- | -------- | -------- | -------- |
| 44       |          |          |          |          | 1        | 2        | 3        |
| 45       | 4        | 5        | 6        | 7        | 8        | 9        | 10       |
| 46       | 11       | 12       | 13       | 14       | 15       | 16       | 17       |
| 47       | 18       | 19       | 20       | 21       | 22       | 23       | 24       |
| 48       | 25       | 26       | 27       | 28       | 29       | 30       |          |

| Dezember | Dezember | Dezember | Dezember | Dezember | Dezember | Dezember | Dezember |
| Kw       | Mo       | Di       | Mi       | Do       | Fr       | Sa       | So       |
| -------- | -------- | -------- | -------- | -------- | -------- | -------- | -------- |
| 48       |          |          |          |          |          |          | 1        |
| 49       | 2        | 3        | 4        | 5        | 6        | 7        | 8        |
| 50       | 9        | 10       | 11       | 12       | 13       | 14       | 15       |
| 51       | 16       | 17       | 18       | 19       | 20       | 21       | 22       |
| 52       | 23       | 24       | 25       | 26       | 27       | 28       | 29       |
| 1        | 30       | 31       |          |          |          |          |          |

| Januar | Januar | Januar | Januar | Januar | Januar | Januar | Januar |
| Kw     | Mo     | Di     | Mi     | Do     | Fr     | Sa     | So     |
| ------ | ------ | ------ | ------ | ------ | ------ | ------ | ------ |
| 1      |        | 1      | 2      | 3      | 4      | 5      | 6      |
| 2      | 7      | 8      | 9      | 10     | 11     | 12     | 13     |
| 3      | 14     | 15     | 16     | 17     | 18     | 19     | 20     |
| 4      | 21     | 22     | 23     | 24     | 25     | 26     | 27     |
| 5      | 28     | 29     | 30     | 31     |        |        |        |

| Februar | Februar | Februar | Februar | Februar | Februar | Februar | Februar |
| Kw      | Mo      | Di      | Mi      | Do      | Fr      | Sa      | So      |
| ------- | ------- | ------- | ------- | ------- | ------- | ------- | ------- |
| 5       |         |         |         |         | 1       | 2       | 3       |
| 6       | 4       | 5       | 6       | 7       | 8       | 9       | 10      |
| 7       | 11      | 12      | 13      | 14      | 15      | 16      | 17      |
| 8       | 18      | 19      | 20      | 21      | 22      | 23      | 24      |
| 9       | 25      | 26      | 27      | 28      |         |         |         |

| März | März | März | März | März | März | März | März |
| Kw   | Mo   | Di   | Mi   | Do   | Fr   | Sa   | So   |
| ---- | ---- | ---- | ---- | ---- | ---- | ---- | ---- |
| 9    |      |      |      |      | 1    | 2    | 3    |
| 10   | 4    | 5    | 6    | 7    | 8    | 9    | 10   |
| 11   | 11   | 12   | 13   | 14   | 15   | 16   | 17   |
| 12   | 18   | 19   | 20   | 21   | 22   | 23   | 24   |
| 13   | 25   | 26   | 27   | 28   | 29   | 30   | 31   |

| April | April | April | April | April | April | April | April |
| Kw    | Mo    | Di    | Mi    | Do    | Fr    | Sa    | So    |
| ----- | ----- | ----- | ----- | ----- | ----- | ----- | ----- |
| 14    | 1     | 2     | 3     | 4     | 5     | 6     | 7     |
| 15    | 8     | 9     | 10    | 11    | 12    | 13    | 14    |
| 16    | 15    | 16    | 17    | 18    | 19    | 20    | 21    |
| 17    | 22    | 23    | 24    | 25    | 26    | 27    | 28    |
| 18    | 29    | 30    |       |       |       |       |       |

| Mai | Mai | Mai | Mai | Mai | Mai | Mai | Mai |
| Kw  | Mo  | Di  | Mi  | Do  | Fr  | Sa  | So  |
| 18  |     |     | 1   | 2   | 3   | 4   | 5   |
| 19  | 6   | 7   | 8   | 9   | 10  | 11  | 12  |
| 20  | 13  | 14  | 15  | 16  | 17  | 18  | 19  |
| 21  | 20  | 21  | 22  | 23  | 24  | 25  | 26  |
| 22  | 27  | 28  | 29  | 30  | 31  |     |     |
| --- | --- | --- | --- | --- | --- | --- | --- |

| Juni | Juni | Juni | Juni | Juni | Juni | Juni | Juni |
| Kw   | Mo   | Di   | Mi   | Do   | Fr   | Sa   | So   |
| ---- | ---- | ---- | ---- | ---- | ---- | ---- | ---- |
| 22   |      |      |      |      |      | 1    | 2    |
| 23   | 3    | 4    | 5    | 6    | 7    | 8    | 9    |
| 24   | 10   | 11   | 12   | 13   | 14   | 15   | 16   |
| 25   | 17   | 18   | 19   | 20   | 21   | 22   | 23   |
| 26   | 24   | 25   | 26   | 27   | 28   | 29   | 30   |

| Juli | Juli | Juli | Juli | Juli | Juli | Juli | Juli |
| Kw   | Mo   | Di   | Mi   | Do   | Fr   | Sa   | So   |
| ---- | ---- | ---- | ---- | ---- | ---- | ---- | ---- |
| 27   | 1    | 2    | 3    | 4    | 5    | 6    | 7    |
| 28   | 8    | 9    | 10   | 11   | 12   | 13   | 14   |
| 29   | 15   | 16   | 17   | 18   | 19   | 20   | 21   |
| 30   | 22   | 23   | 24   | 25   | 26   | 27   | 28   |
| 31   | 29   | 30   | 31   |      |      |      |      |

| August | August | August | August | August | August | August | August |
| Kw     | Mo     | Di     | Mi     | Do     | Fr     | Sa     | So     |
| ------ | ------ | ------ | ------ | ------ | ------ | ------ | ------ |
| 31     |        |        |        | 1      | 2      | 3      | 4      |
| 32     | 5      | 6      | 7      | 8      | 9      | 10     | 11     |
| 33     | 12     | 13     | 14     | 15     | 16     | 17     | 18     |
| 34     | 19     | 20     | 21     | 22     | 23     | 24     | 25     |
| 35     | 26     | 27     | 28     | 29     | 30     | 31     |        |

| September | September | September | September | September | September | September | September |
| Kw        | Mo        | Di        | Mi        | Do        | Fr        | Sa        | So        |
| --------- | --------- | --------- | --------- | --------- | --------- | --------- | --------- |
| 35        |           |           |           |           |           |           | 1         |
| 36        | 2         | 3         | 4         | 5         | 6         | 7         | 8         |
| 37        | 9         | 10        | 11        | 12        | 13        | 14        | 15        |
| 38        | 16        | 17        | 18        | 19        | 20        | 21        | 22        |
| 39        | 23        | 24        | 25        | 26        | 27        | 28        | 29        |
| 40        | 30        |           |           |           |           |           |           |

| Oktober | Oktober | Oktober | Oktober | Oktober | Oktober | Oktober | Oktober |
| Kw      | Mo      | Di      | Mi      | Do      | Fr      | Sa      | So      |
| ------- | ------- | ------- | ------- | ------- | ------- | ------- | ------- |
| 40      |         | 1       | 2       | 3       | 4       | 5       | 6       |
| 41      | 7       | 8       | 9       | 10      | 11      | 12      | 13      |
| 42      | 14      | 15      | 16      | 17      | 18      | 19      | 20      |
| 43      | 21      | 22      | 23      | 24      | 25      | 26      | 27      |
| 44      | 28      | 29      | 30      | 31      |         |         |         |

| November | November | November | November | November | November | November | November |
| Kw       | Mo       | Di       | Mi       | Do       | Fr       | Sa       | So       |
| -------- | -------- | -------- | -------- | -------- | -------- | -------- | -------- |
| 44       |          |          |          |          | 1        | 2        | 3        |
| 45       | 4        | 5        | 6        | 7        | 8        | 9        | 10       |
| 46       | 11       | 12       | 13       | 14       | 15       | 16       | 17       |
| 47       | 18       | 19       | 20       | 21       | 22       | 23       | 24       |
| 48       | 25       | 26       | 27       | 28       | 29       | 30       |          |

| Dezember | Dezember | Dezember | Dezember | Dezember | Dezember | Dezember | Dezember |
| Kw       | Mo       | Di       | Mi       | Do       | Fr       | Sa       | So       |
| -------- | -------- | -------- | -------- | -------- | -------- | -------- | -------- |
| 48       |          |          |          |          |          |          | 1        |
| 49       | 2        | 3        | 4        | 5        | 6        | 7        | 8        |
| 50       | 9        | 10       | 11       | 12       | 13       | 14       | 15       |
| 51       | 16       | 17       | 18       | 19       | 20       | 21       | 22       |
| 52       | 23       | 24       | 25       | 26       | 27       | 28       | 29       |
| 1        | 30       | 31       |          |          |          |          |          |

Das Jahr 1974 war vor allem durch die Nachwirkungen der Ölkrise des Jahres 1973 beeinflusst. In diesem Jahr trat zudem der Präsident der Vereinigten Staaten, Richard Nixon, aufgrund der Watergate-Affäre zurück.
Im Nahen Osten bestimmten die Nachwirkungen des 1973 geführten Jom-Kippur-Kriegs die Politik. Nach dem Rücktritt Golda Meirs wegen der hohen israelischen Verluste übernahm Jitzchak Rabin das Amt des israelischen Regierungschefs.
Im Norden Zyperns begann das Jahr mit dem Einmarsch und der Besetzung durch türkische Truppen der Zypernkrieg, in Portugal kam es zur sogenannten Nelkenrevolution. In Westdeutschland gab es durch den Rücktritt Willy Brandts aufgrund der Spionageaffäre um seinen persönlichen Referenten Günter Guillaume einen Regierungswechsel.
Sportlich wurde das Jahr vor allem durch die Fußball-Weltmeisterschaft in Deutschland, bei der die deutsche Nationalelf den Meister-Titel gewann, sowie den Boxkampf zwischen Muhammad Ali und George Foreman in Zaire („Rumble in the Jungle“) dominiert.

## Politik
| Übersicht | Übersicht |
| Januar | Januar |
| --- | --- |
| 1. Januar | Schweiz: Ernst Brugger wird Bundespräsident. Schweden: Die Elternversicherung tritt in Kraft. Finnland schließt ein Freihandelsabkommen mit der EG. Die Bundesrepublik Deutschland trifft mit Botswana ein Rahmenabkommen über die Entwicklungshilfe. EG: Die Bundesrepublik Deutschland übernimmt den Vorsitz im Rat der Europäischen Gemeinschaften. |
| 2. Januar | Spanien: Carlos Arias Navarro wird als Ministerpräsident vereidigt. |
| 18. Januar | Abkommen über eine Truppenentflechtung Ägyptens und Israels. Bundesrepublik Deutschland: Der Bundestag verabschiedet das Bundes-Immissionsschutzgesetz. |
| 23. Januar | Das österreichische Parlament verabschiedet ein neues Strafgesetzbuch, das zum 1. Januar 1975 in Kraft tritt. |
| 25. Januar | UN-Truppen rücken in die von den Israelis frei gemachten Stellungen am Sueskanal ein. |
| 31. Januar | Überfälle von Mitgliedern der Volksfront zur Befreiung Palästinas (PFLP) auf die japanische Botschaft in Kuwait und der Japanischen Roten Armee (JRA) auf eine Shell-Anlage in Singapur. Bei Letzteren lassen sich mehrere Regierungsmitarbeiter Singapurs freiwillig gefangen nehmen, darunter auch der spätere Präsident Sellapan Ramanathan. Die Geiseln werden gegen Zahlung eines Lösegeldes und sicheren Flug mit einer japanischen Maschine in den Südjemen freigelassen.                                            |
| Februar | |
| 7. Februar | Grenada erhält seine Unabhängigkeit von Großbritannien. |
| 8. Februar | In Obervolta ereignet sich ein Militärputsch. |
| 21. Februar | Jugoslawien: Eine neue Verfassung wird erlassen. Tito wird zum Präsidenten auf Lebenszeit bestimmt. |
| 28. Februar | Großbritannien: Keine Mehrheit („Hung parliament“) bei den Unterhauswahlen, Neuwahlen am 10. Oktober Der äthiopische Premierminister Tsehafi Aklilu Habte-Wold, seit 1961 im Amt, wird von Kaiser Haile Selassie entlassen und durch Endelkachew Makonnen ersetzt. |
| März | |
| 2. März | In Spanien werden der Anarchist Salvador Puig Antich und der deutsche Flüchtling Georg Michael Welzel hingerichtet. |
| 3. März | Bei der Bürgerschaftswahl in Hamburg verliert die SPD die absolute Mehrheit. |
| 7. März | Einigung über die Einrichtung ständiger Vertretungen in Bonn und Ostberlin |
| 10. März | Sieg der Christsozialen bei den Parlamentswahlen in Belgien. |
| 12. März | In Venezuela tritt Carlos Andrés Pérez das Amt des Staatspräsidenten an. |
| 14. März | Der stellvertretende Außenminister der DDR, Kurt Nier, und der bundesdeutsche Staatssekretär Günter Gaus unterzeichnen in Bonn das Protokoll über die Errichtung „Ständiger Vertretungen“. |
| 22. März | Bundesrepublik Deutschland: Der Bundestag beschließt, das Alter für Volljährigkeit von 21 auf 18 zu senken und beschließt Rücktrittsmöglichkeit vom Teilzahlungskauf. |
| 26. März | Bundespräsident Gustav Heinemann auf dreitägigen Staatsbesuch in Belgien. |
| 27. März | US-Außenminister Henry Kissinger beendet mehrtägige Besprechungen in Moskau. |
| 28. März | Parteichef Nicolae Ceaușescu wird zum Präsidenten der Republik Rumänien gewählt. Das Amt wurde neu geschaffen. |
| April | |
| 1. April | Burma: Eine neue Verfassung tritt in Kraft. |
| 2. April | Die Republik Niger wird Mitglied in der UMOA (Westafrikanische Währungsunion) und der BOAD (Westafrikanische Entwicklungsbank). |
| 11. April | Israel: Golda Meir tritt als Premierministerin zurück, ihr Nachfolger wird Jitzchak Rabin. Arabischer Terroranschlag auf die israelische Grenzstadt Kirjat Schmoneh, 18 Tote. |
| 16. April | Niger: Präsident Hamani Diori wird durch einen Armeeputsch gestürzt. |
| 19. April | Bundeskanzler Willy Brandt besucht als erster deutscher Regierungschef Algerien. |
| 21. April | Willy Brandt auf Besuch in Ägypten. |
| 24. April | Südafrika: Wahlen, die National Party behält ihre absolute Mehrheit. Bundesrepublik Deutschland: Günter Guillaume, persönlicher Referent von Bundeskanzler Willy Brandt, wird als Spion der DDR entlarvt. |
| 25. April | Portugal: Sturz der Diktatur durch die „Nelkenrevolution“. Die Militärjunta „Bewegung der Streitkräfte“ übernimmt die Macht. |
| 30. April | Hinrichtung der 22-jährigen Leyla Kassim und vier weiterer Studenten nach schweren Folterungen wegen „Begünstigung und Gutheißung der separatistischen Bestrebungen“ in Südkurdistan |
| Mai | |
| 1. Mai | In der Bundesrepublik Deutschland wird weltweit erstmals ein Punktesystem im Fahrerlaubnisrecht eingeführt, mit dem Einträge im Verkehrszentralregister des Kraftfahrt-Bundesamtes in Flensburg-Mürwik bewertet werden. |
| 6. Mai | Bundesrepublik Deutschland: Willy Brandt tritt als Bundeskanzler wegen der Spionage-Affäre um Günter Guillaume zurück. |
| 9. Mai | In Kanada wird Premierminister Pierre Trudeau durch ein Misstrauensvotum gestürzt. Bei den Wahlen, die daraufhin abgehalten werden, gewinnt Trudeaus Partei die absolute Mehrheit; Trudeau wird wieder Premierminister. |
| 13. Mai | Bei einer Volksabstimmung in Italien für die Beibehaltung oder Abschaffung der Scheidung stimmen 59,1 Prozent für die Beibehaltung. |
| 15. Mai | Bundesrepublik Deutschland: Walter Scheel wird zum deutschen Bundespräsidenten gewählt. Portugal: General António Ribeiro de Spínola wird Staatspräsident. Nordirland: Das Ulster Workers Council ruft einen Generalstreik aus. |
| 16. Mai | Bundesrepublik Deutschland: Helmut Schmidt wird vom Bundestag zum Bundeskanzler gewählt. Portugal: Adelino da Palma Carlos wird Ministerpräsident (bis 17. Juli). |
| 18. Mai | Indien führt den ersten Atomwaffentest durch („Operation Smiling Buddha“). |
| 19. Mai | In Frankreich wird Valéry Giscard d’Estaing (50,8 Prozent) vor François Mitterrand (49,1 Prozent) zum Staatspräsidenten gewählt. |
| 21. Mai | Die Regierung unter Sanya Thammasak in Thailand tritt zurück. |
| 23. Mai | 25-jähriges Bestehen der Bundesrepublik Deutschland. |
| 26. Mai | Die Volksrepublik China kündigt öffentlich ein Militärhilfe-Abkommen mit den Roten Khmer an. |
| Juni | |
| 2. Juni | Bhutan: Jigme Singye Wangchuck wird zum König gekrönt. |
| 3. Juni | Nach dem Wahlsieg der Arbeitspartei wird Jitzchak Rabin neuer Ministerpräsident Israels. |
| 8. Juni | Der Palästinensische Nationalrat (PNC) veröffentlicht auf seiner 12. Sitzung ein 10-Punkte-Programm. |
| 9. Juni | Landtagswahlen in Niedersachsen enden mit knappen Sieg der SPD/FDP-Koalition. |
| 11. Juni | Nach einem dreitägigen Streik im öffentlichen Dienst beschließt der Bundestag eine ab dem 1. Januar rückwirkende Erhöhung der Beamten- und Angestelltengehälter um elf Prozent. US-Präsident Richard Nixon auf Besuch in Österreich. |
| 12. Juni | Richard Nixon beginnt seine Nahostreise. |
| 18. Juni | Gaston Thorn wird Premierminister von Luxemburg. |
| 19. Juni | Der Bundestag beschließt einstimmig die Errichtung eines Umweltbundesamtes in West-Berlin. Die DDR und UdSSR sehen darin eine Verletzung des Berlinabkommens. |
| 23. Juni | Österreich: Rudolf Kirchschläger wird zum Bundespräsidenten gewählt. |
| 24. Juni | Erster Staatsbesuch des jugoslawischen Staatschefs Josip Broz Tito in der Bundesrepublik Deutschland |
| 27. Juni | Richard Nixon auf Besuch in Moskau. |
| 29. Juni | Argentinien: Isabel Martínez de Perón wird als Staatspräsidentin vereidigt. |
| Juli | |
| 1. Juli | EG: Frankreich übernimmt den Vorsitz im Rat der Europäischen Gemeinschaften. |
| 4. Juli | Erhard Eppler, Minister für wirtschaftliche Zusammenarbeit, tritt aus Protest gegen Haushaltskürzungen bei der Entwicklungshilfe zurück. Nachfolger wird Egon Bahr. |
| 15. Juli | Zypern: Putsch griechischer Generäle. |
| 17. Juli | Portugal: Oberst Vasco dos Santos Gonçalves wird Ministerpräsident. Die „Bewegung der Streitkräfte“ schlägt einen radikal sozialistischen Kurs ein und gerät damit in Gegensatz zu Spínola. |
| 20. Juli | Türkische Invasion in Zypern. Beginn des Zypernkriegs. |
| 22. Juli | Der äthiopische Premierminister Endelkachew Makonnen wird durch Mikael Imru ersetzt. |
| 23. Juli | Zusammenbruch der Griechischen Militärdiktatur. |
| 24. Juli | Mit dem Rückholen des ehemaligen Premierministers Konstantinos Karamanlis aus dem Pariser Exil und seiner Vereidigung noch in der Nacht endet die siebenjährige griechische Militärdiktatur und beginnt auf westlichen Druck die Rückkehr zu einem demokratisch regierten Griechenland. |
| 27. Juli | In Washington D. C. beginnt das Impeachment-Verfahren gegen den amtierenden US-Präsidenten Richard Nixon wegen „Behinderung der Justiz“. |
| 30. Juli | Rhodesien: Wahlen, Sieg der weißen Minderheitspartei Rhodesische Front |
| August | |
| 7. August | Der französische Hochseilartist Philippe Petit geht achtmal über ein in 417 Metern Höhe gespanntes Stahlseil zwischen den Zwillingstürmen des World Trade Centers. Die illegale Aktion hat seine Festnahme zur Folge. |
| 9. August | USA: US-Präsident Richard Nixon tritt im Rahmen der Watergate-Affäre zurück. |
| 15. August | Südkorea: Präsident Park Chung-hee entgeht bei einer öffentlichen Rede knapp einem Attentat. Seine Ehefrau stirbt jedoch bei dem Anschlag. |
| 19. August | Der US-Botschafter Rodger Paul Davies wird in Nikosia (Zypern) erschossen. |
| 20. August | Nelson Rockefeller wird Vizepräsident der USA. |
| 21. August | Das Genfer Abrüstungskomitee wird auf 31 Teilnehmerländer erweitert. Aufgenommen werden zum 1. Januar 1975 die Bundesrepublik Deutschland, die DDR, Peru, Zaïre und Iran. |
| 28. August | Frankreich hebt das Waffenembargo gegen die Nahoststaaten auf. |
| 30. August | Karl Wienand tritt vom Amt des parlamentarischen Geschäftsführers der SPD-Fraktion aufgrund des Bestechungsverdachts in der Steiner-Wienand-Affäre zurück. |
| September | |
| 4. September | Aufnahme diplomatischer Beziehungen USA-DDR. |
| 8. September | Eine Boeing 707 stürzt durch einen Bombenanschlag in das Ionische Meer, 88 Menschen sterben. Als Drahtzieher des Anschlags wird die Terrororganisation Abu Nidals verdächtigt. |
| 10. September | Die Unabhängigkeit von Guinea-Bissau wird von Portugal anerkannt. |
| 11. September | Portugal wird wieder Mitglied in der UNESCO. |
| 12. September | Äthiopien: Kaiser Haile Selassie wird durch das Militär abgesetzt. |
| 13. September | Mitglieder der Japanischen Roten Armee überfallen die französische Botschaft in Den Haag und nehmen elf Geiseln um Yatuka Fumiya freizupressen. Des Weiteren verlangen die Geiselnehmer 300.000 US-Dollar und ein Flugzeug, welches sie nach Aden bringen soll. Nach längeren Verhandlungen werden die Gefangenen in der Botschaft freigelassen. Ein Flugzeug fliegt die Geiselnehmer zuerst in den Südjemen, wo sie jedoch abgewiesen werden, dann nach Syrien. Die dortige Regierung zwingt sie, das Lösegeld aufzugeben. |
| 16. September | US-General Alexander Haig wird NATO-Oberbefehlshaber in Europa. |
| 17. September | Grenada, Guinea-Bissau und Bangladesch werden Mitglieder der Vereinten Nationen. |
| 18. September | Der türkische Ministerpräsident Bülent Ecevit tritt von seinem Amt zurück. |
| 27. September | Die Volkskammer billigt eine Änderung der Verfassung der Deutschen Demokratischen Republik, aus der die an eine deutsche Nation erinnernde Formulierung entfernt ist. |
| 30. September | Portugal: Staatspräsident de Spínola tritt zurück. Sein Nachfolger wird General Francisco da Costa Gomes. |
| Oktober | |
| 1. Oktober | Hans-Dietrich Genscher wird zum FDP-Vorsitzenden gewählt, Hans Friderichs wird sein Stellvertreter. |
| 3. Oktober | Der italienische Ministerpräsident Mariano Rumor erklärt seinen Rücktritt. |
| 7. Oktober | In der geänderten Verfassung der Deutschen Demokratischen Republik wird auf Beschluss der Volkskammer das Ziel der Vereinigung beider deutscher Staaten aufgegeben. Die Begriffe deutsche Nation und Deutschland werden daraus entfernt. |
| 10. Oktober | Die Labour Party gewinnt die Neuwahlen in Großbritannien, Harold Wilson wird Premierminister. |
| 18. Oktober | Die Demokratische Volksrepublik Korea wird Mitglied in der UNESCO. |
| 18. Oktober | Die große Schwalben-Hilfsaktion des NABU, zusammen mit vielen weiteren Vogelfreunden für den Transport von mehr als einer Million Vögeln. |
| 19. Oktober | Unabhängigkeit von Niue, in freier Assoziierung mit Neuseeland |
| 20. Oktober | In der Schweiz wird die Ausweisung von ausländischen Arbeitnehmern per Volksabstimmung abgelehnt. |
| 21. Oktober | Präsident Siad Barre räumt Probleme durch Dürre und Hungersnot im Nordosten Somalias ein. |
| 27. Oktober | Landtagswahlen in Hessen und Bayern: In Hessen wird die CDU stärkste Kraft, SPD/FDP bilden eine Koalition. In Bayern erlangt die CSU mit 62,1 Prozent die absolute Mehrheit, die SPD erreicht 30,2 Prozent, die FDP 5,2 Prozent. |
| 30. Oktober | Bundeskanzler Helmut Schmidt trifft sich zu einem Gespräch unter vier Augen mit Leonid Breschnew in Moskau. |
| November | |
| 1. November | Guinea-Bissau wird Mitglied in der UNESCO. Hamburgs Innensenator Hans-Ulrich Klose wird Nachfolger zurückgetretenen Bürgermeisters Peter Schulz. Das Homeland QwaQwa erhält von Südafrika die Selbstverwaltung übertragen. |
| 10. November | In Berlin wird Kammergerichtspräsident Günter von Drenkmann nach einem Handgemenge mit in sein Haus eingedrungenen Tätern durch Schüsse schwer verletzt und stirbt im Krankenhaus. Zur Tat bekennt sich die der RAF zugerechnete Bewegung 2. Juni. Die Täter bleiben unidentifiziert. |
| 12. November | San Marino wird Mitglied in der UNESCO. |
| 13. November | PLO-Anführer Jassir Arafat hält seine erste Ansprache vor der UNO-Vollversammlung. |
| 14.–16. November | Welternährungskonferenz in Rom. |
| 15. November | Der Rat der OECD beschließt nach den Erfahrungen der Ölkrise die Errichtung der Internationalen Energieagentur, die von 16 Gründungsmitgliedern gestützt wird. |
| 17. November | Griechenland: Erste freie Wahlen nach der Militärdiktatur, Sieg der Nea Dimokratia unter Konstantinos Karamanlis. In Irland stirbt Präsident Erskine Hamilton Childers an einen Herzinfarkt, den er inmitten einer Rede erleidet. |
| 21. November | Zwei der IRA zugerechnete Bombenanschläge von Birmingham verursachen 21 Tote und 182 Verletzte. |
| 22. November | Palästinenser entführen ein britisches Flugzeug nach Dubai und verlangen die Freilassung von Häftlingen aus Ägypten. |
| 24. November | Palästinenser lassen mehrere Geiseln frei und erschießen eine deutsche Geisel, um den Forderungen Nachdruck zu verleihen, Ägypten lässt sieben Häftlinge frei. Einen Tag später geben die Palästinenser das britische Flugzeug auf. Treffen zwischen US-Präsident Gerald Ford und sowjetischen Staats- und Parteichef Leonid Breschnew in Wladiwostok. |
| 25. November | Schusswechsel an der Grenze zwischen Mali und Burkina Faso |
| 26. November | Japan: Premierminister Tanaka Kakuei erklärt nach einem Immobilienskandal seinen Rücktritt. |
| Dezember | |
| 1. Dezember | Manfred Rommel, Sohn des Feldmarschalls Erwin Rommel, wird zum Oberbürgermeister von Stuttgart gewählt. |
| 4. Dezember | Bundesrat Pierre Graber wird für 1975 zum Schweizer Bundespräsidenten gewählt. |
| 8. Dezember | In einem Referendum entscheiden sich in Griechenland nahezu 70 Prozent der Wähler für das Abschaffen der konstitutionellen Monarchie zu Gunsten der Staatsform einer Republik. |
| 9. Dezember | Japan: Miki Takeo wird Premierminister. EG: Gipfeltreffen in Paris. Gründung des Europäischen Rats. Beschluss zur Schaffung einer Wirtschafts- und Währungsunion. |
| 13. Dezember | Die unabhängige Republik Malta wird ausgerufen. |
| 17. Dezember | Die Schweiz und Nordkorea nehmen diplomatische Beziehungen auf. |
| 19. Dezember | Cearbhall Ó Dálaigh wird als fünfter Präsident Irlands vereidigt. Österreich und die ČSSR unterzeichnen Vertrag über Entschädigungen für die Enteignung österreichischer Bürger 1945. |
| - Die Schweiz ratifiziert die Europäische Menschenrechtskonvention. - Erstmals in ihrer Geschichte verzeichnet die Bundesrepublik Deutschland eine sinkende Einwohnerzahl: am Jahresende werden 62 Millionen Einwohner gezählt, ein Rückgang um 110.000. | |
| Andauernde Ereignisse | |
| - KSZE-Konferenz in Helsinki - Vietnamkrieg | |

Ein wesentlicher Faktor für die internationale politische und wirtschaftliche Entwicklung waren die Auswirkungen der Ölkrise des Vorjahres 1973, die sich vor allem in Europa und Amerika 1974 bemerkbar machten und die wirtschaftliche Macht aufzeigten, welche die arabischen OPEC-Staaten ausüben konnten.

### Europa
Die europäische Wirtschaft war 1974 vor allem durch die stark anwachsende Inflation geprägt, die sich sowohl in den einzelnen Staaten als auch international bemerkbar machte. Die besonders durch das Engagement von Willy Brandt geprägte Entspannungspolitik zwischen den westlichen NATO-Staaten, allen voran die Bundesrepublik Deutschland, und ihren östlichen Nachbarn, welche die Vorjahre 1972 und 1973 beherrscht hatte, wurde verdrängt durch die internen wirtschaftlichen Probleme der europäischen Nationen. Die Europäische Wirtschaftsgemeinschaft geriet zunehmend in die Kritik, die Probleme zu verschärfen, vorwiegend durch Vertreter Großbritanniens. Im Dezember wurde nach einer mehrtägigen Konferenz der Staats- und Regierungschefs der EWG-Mitgliedstaaten in Paris die Einrichtung des Europäischen Regionalfonds beschlossen, der einen Finanzausgleich für ärmere Regionen wie Irland und Italien mit sich brachte. Außerdem beschlossen die Staats- und Regierungschefs, ihre seit dem Gipfel von Den Haag 1969 unregelmäßig stattfindenden Konferenzen zu institutionalisieren und sich künftig als Europäischer Rat mindestens zweimal jährlich zu treffen.
Die Versuche, der Inflation durch Handelsbeschränkungen und Zollsenkungen zu begegnen, führten zu einem verminderten Wirtschaftswachstum der Nationen und zu einer Unzufriedenheit der Bevölkerung, die sich in einigen Staaten durch mehrere Regierungswechsel und nationale Streiks bemerkbar machte. In Italien ließ sich gar keine Regierungsmehrheit finden, die Regierungsbildung wurde unmöglich, in Großbritannien mussten zwei Wahlen durchgeführt werden, um eine neue Regierung zu bilden.

#### Bundesrepublik Deutschland
In der Bundesrepublik Deutschland spielten neben der Wirtschaftskrise vor allem die Weiterentwicklungen in der Ostpolitik und die Entwicklungen im Verhältnis zur Deutschen Demokratischen Republik eine zentrale Rolle. Am 25. April des Jahres wurde der persönliche Referent des Bundeskanzlers Willy Brandt, Günter Guillaume, als Spion der DDR enttarnt und löste so die Spionageaffäre aus, die am 6. Mai mit dem Rücktritt Brandts von seinem Amt endete, nur vier Tage nach der Eröffnung von ständigen Vertretungen in den beiden deutschen Hauptstädten Bonn und Ost-Berlin. Am 15. Mai wurde Walter Scheel zum neuen deutschen Bundespräsidenten gewählt, einen Tag später wählte der Bundestag Helmut Schmidt zum Nachfolger Willy Brandts. Am 23. Mai besteht die Bundesrepublik Deutschland seit 25 Jahren.
Am 5. Juli wurde in West-Berlin Ulrich Schmücker, ein ehemaliges Mitglied der Bewegung 2. Juni, ermordet. In einem Bekennerschreiben der Gruppe wurde Schmücker als „Verräter und Konterrevolutionär“ bezeichnet, der nach einem Todesurteil hingerichtet worden sei. Wer die Tat begangen hatte und ob die Organisation darin verwickelt war, wurde trotz des 17 Jahre dauernden Schmücker-Prozesses nicht geklärt. Die Bewegung 2. Juni ermordete am 10. November ebenfalls in West-Berlin den Kammergerichtspräsidenten Günter von Drenkmann. Derweil traten mehrere Gefängnisinsassen der Roten Armee Fraktion gegen ihre Haftbedingungen in einen Hungerstreik. Dabei starb Holger Meins am 9. November. Am 29. November wurden Horst Mahler und Ulrike Meinhof wegen Mordversuchs bei der Befreiung von Andreas Baader zu 14 beziehungsweise acht Jahren Freiheitsstrafe verurteilt.

#### Deutsche Demokratische Republik

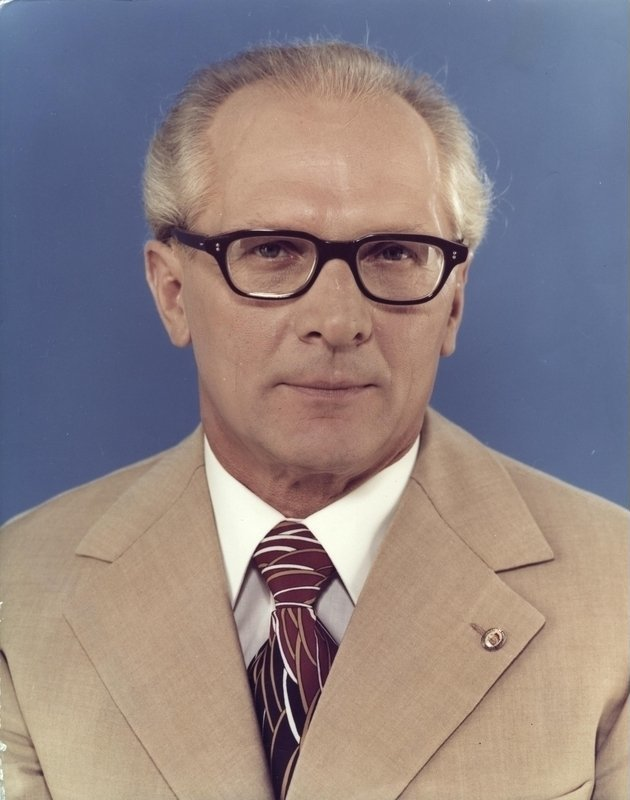
Erich Honecker, 1976

Die internationale Anerkennung der DDR kam 1974 zu einem vorläufigen Abschluss. So wurden am 2. Mai die Ständigen Vertretungen der beiden deutschen Staaten in den Hauptstädten eingerichtet. Am 4. September nahmen die DDR und die USA diplomatische Beziehungen auf. Zwischen den beiden deutschen Staaten kam es zu einer Reihe bilateraler Vereinbarungen, beispielsweise über den Grenzverlauf in der Lübecker Bucht, über den Mülltransport aus West-Berlin und die Fortführung der Swing-Regelung im innerdeutschen Handel.
Parallel dazu wurden in der DDR Erinnerungen an Gesamtdeutsches aus der Öffentlichkeit getilgt. So galt ab 1. Januar das neue Autokennzeichen „DDR“, bei der Einführung neuer Banknoten am 14. September wurde die alte Währungsbezeichnung „Mark der Deutschen Notenbank“ durch „Mark der DDR“ ersetzt. In einer am 27. September verabschiedeten Verfassungsänderung schließlich verabschiedete sich die DDR vom Begriff der deutschen Nation und dem Ziel der Wiedervereinigung. Aus der Verfassung der DDR wurden alle entsprechenden Passagen gestrichen. Die 1971 auf dem VIII. Parteitag der SED beschlossene Hauptaufgabe in der entwickelten sozialistischen Gesellschaft, die Erhöhung des materiellen und kulturellen Lebensniveaus des Volkes auf der Grundlage einer starken wirtschaftlichen Entwicklung, wurde Bestandteil der Verfassung. Außerdem wurde der Staatsrat der DDR zugunsten von Volkskammer und Ministerrat deutlich abgewertet.

#### Österreich
Der österreichische Bundespräsident Franz Jonas (SPÖ) starb am 24. April im Alter von 74 Jahren in Wien. Sein Nachfolger wurde der parteilose Rudolf Kirchschläger, der zuvor in der Regierung von Bruno Kreisky Außenminister war. Kirchschläger blieb bis 1986 Bundespräsident.

#### Frankreich

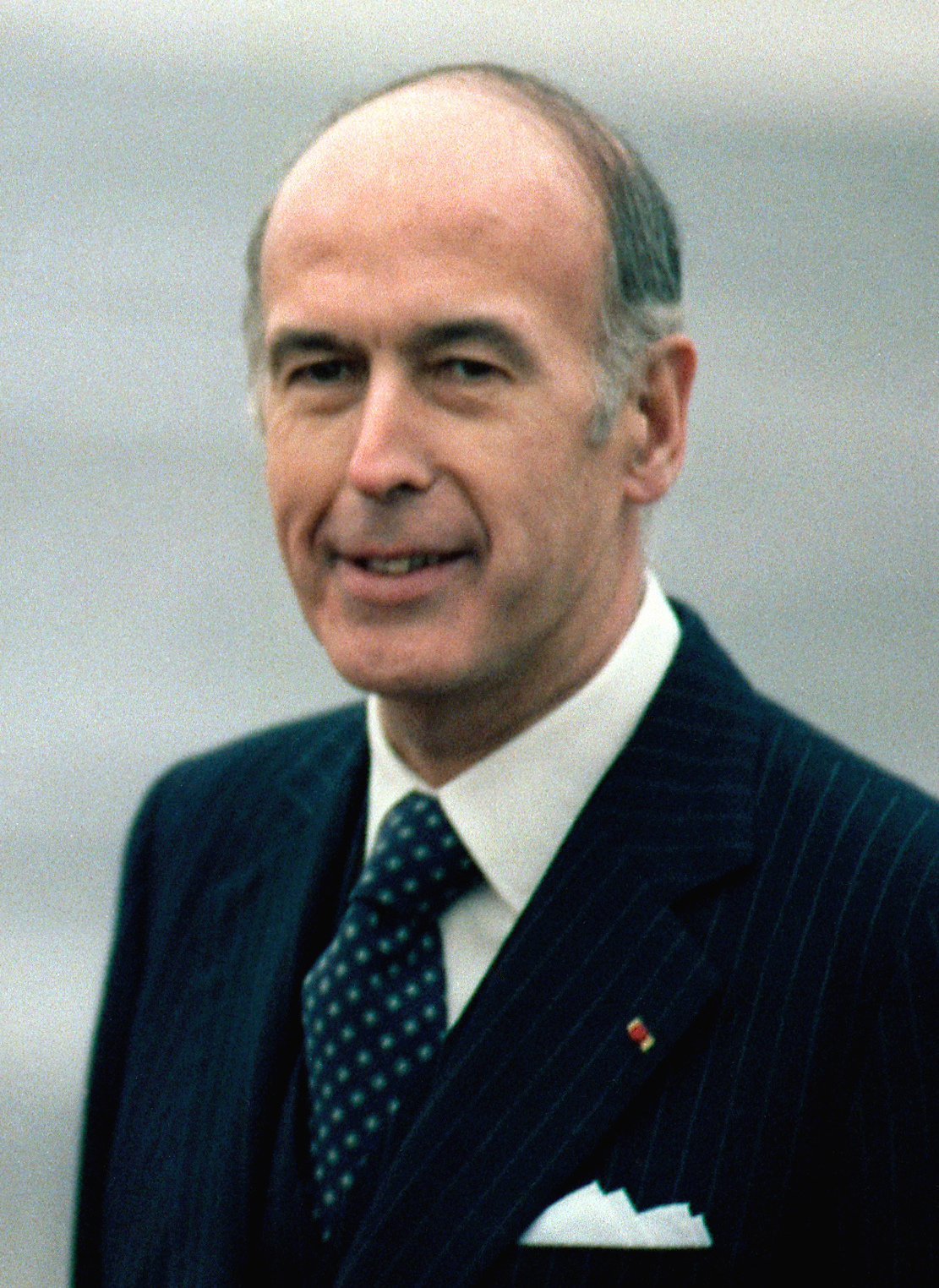
Valéry Giscard d’Estaing

In Frankreich konnte sich der Republikaner Valéry Giscard d’Estaing im zweiten Wahlgang knapp gegen François Mitterrand durchsetzen und wurde damit Präsident seines Landes und Nachfolger von Georges Pompidou, der am 2. April des Jahres gestorben war. Dieses Amt behielt Giscard d’Estaing bis 1981.
Obwohl Valéry Giscard d’Estaing beim Volk beliebt war, sah er sich im Laufe des Jahres 1974 mit Streiks und Demonstrationen wegen der Wirtschaftslage Frankreichs und gegen seine Politik konfrontiert. Er hatte bei der Wahl versprochen, die soziale Kluft mit Hilfe von Schul- und Steuerreformen zu schließen. Als er allerdings im Dezember des Jahres der Wirtschaftskrise mit Kürzungen staatlicher Subventionen, Zuschüssen und Steuererhöhungen zu begegnen suchte, wurde ihm mit weitreichenden Streiks geantwortet.

#### Portugal
In Portugal kam es am 24. und 25. April 1974 zur Nelkenrevolution gegen die im Land herrschende Diktatur unter Marcelo Caetano. Auslöser war eine Veröffentlichung des Generals António de Spínola, in der er die portugiesische Kolonialpolitik kritisierte und eine Abwendung von der aktuellen politischen Situation unter Beteiligung des Volkes forderte. Die Revolution startete nach einer vereinbarten Radioeinspielung des Liedes Grândola, Vila Morena von José Afonso und ging insgesamt sehr unblutig vonstatten. Am Abend des 25. April übergab Caetano die Regierung an den provisorischen Staatschef Spínola. In der Folge wurden politische Gefangene befreit und am 1. Mai eine umfassende Generalamnestie für Deserteure und Kriegsdienstverweigerer erlassen.
Am 8. September beschloss die portugiesische Regierung, ihre Kolonie Mosambik bis zum 25. Juni 1975 in die Unabhängigkeit zu entlassen. Dieser Wandel in der portugiesischen Politik war absehbar, nachdem António de Spínola nach dem Militärputsch Staatspräsident wurde. Spínola kritisierte die Kolonialpolitik seines Landes seit langem und erklärte, Portugal könne den Kolonialkrieg gegen die Unabhängigkeitsbewegung nicht gewinnen. Ende Juli proklamierte er in einer Rede die bedingungslose Freigabe der Kolonien, und erklärte, bis Juli 1975 auch die übrigen Kolonien in die Unabhängigkeit entlassen zu wollen. Bereits am 20. September übernahm die Befreiungsbewegung FRELIMO die Übergangsregierung in Mosambik. Portugals neue Politik rief bei den weißen Siedlern Proteste und Panikreaktionen hervor.
António de Spínola trat am 30. September 1974 nach Streitigkeiten mit dem linken Flügel der neuen Regierung von seinem Amt als provisorischer Staatschef zurück und führte von nun an die konservative Opposition an. Sein Nachfolger wurde Francisco da Costa Gomes.

#### Großbritannien
In Großbritannien führten die Wirtschaftskrise und die restriktive Politik des Premierministers Edward Heath bereits Ende 1973 zu massiven Streiks, vor allem in den Kohlebergwerken des Landes. Um diesen zu begegnen, begrenzte Heath die Arbeitszeit der Industrie auf eine Drei-Tage-Woche, anstatt mit den Bergarbeitern zu verhandeln. Im Februar 1974 verlor er daraufhin bei den Unterhauswahlen die Mehrheit im Parlament. Die Wahl hatte jedoch keinen klaren Sieger, und so übernahm eine Minderheitsregierung der Labour Party die Amtsgeschäfte bis zur Neuwahl im Oktober. Währenddessen wurde am 17. Juni der Palace of Westminster durch einen Bombenanschlag der IRA beschädigt. Die Labour Party gewann die Neuwahlen, und Harold Wilson wurde Premierminister. Trotz des Regierungswechsels kam es weiterhin zu wirtschaftlichen Unruhen, vor allem durch die Forderung der Regierung nach Verstaatlichung von Unternehmen.
In Nordirland rief das Ulster Workers Council am 15. Mai zum Generalstreik auf. Grund des Protestes war das Abkommen von Sunningdale, ein Versuch, durch die Machtteilung zwischen Unionisten und Nationalisten den Nordirlandkonflikt zu lösen. Nach zwei Wochen Barrikadenkämpfen gab Brian Faulkner am 28. Mai als Regierungschef auf. Damit waren sowohl der Streik als auch das Agreement beendet.

#### Italien
Auch in Italien bestimmte die Finanzkrise die Politik des Landes. Die wirtschaftliche Krise führte hier zu starken Unruhen und zu einem wirtschaftlichen und sozialen Zusammenbruch. Über Monate gab es keine Postzustellungen, und in den Großstädten wurden durch den Zuzug vom Land die Wohnungen knapp. In der Regierung häuften sich Korruptionsfälle, bei denen Regierungsmitglieder von Ölunternehmen bezahlt wurden. Die Christdemokratische Regierungspartei verlor zunehmend die Unterstützung. Dem Ministerpräsidenten Mariano Rumor wurde in diesem Jahr zweimal nahegelegt, aufgrund von Problemen mit seinen Koalitionspartnern von seinem Amt zurückzutreten, was er im Oktober dann tat.

#### Griechenland
Die Griechische Militärdiktatur war zu Beginn des Jahres 1974 durch den siebenjährigen Machtkampf zwischen Diktatur, Monarchie und Volk, aber auch Armee und Flotte und innerhalb der Armee zermürbt. Der Aufstand in der Nationalen Technischen Universität Athen im November des Vorjahres hatte die Diktatur weiter geschwächt, und der Coup von Dimitrios Ioannidis am 25. November 1973 war der letzte Versuch, das Regime an der Macht zu halten. Dieser rief erneut den Ausnahmezustand aus. Als am 15. Juli 1974 der Zypernkonflikt offen ausbrach, waren die Obristen zu schwach, den am 20. Juli in Zypern einmarschierenden türkischen Truppen etwas entgegenzusetzen. Viele Militärs wandten sich von den Obristen ab, und die von ihnen eingesetzte Regierung unter Adamantios Androutsopoulos musste zurücktreten.
Konstantinos Karamanlis, bereits mehrfach griechischer Premierminister zwischen 1955 und 1963, kehrte daraufhin mit Unterstützung des französischen Präsidenten Valéry Giscard d’Estaing aus seinem Pariser Exil zurück und übernahm die Regierungsgewalt. Auf Grund der prekären Lage war er gezwungen, auf einer Yacht im Hafen zu wohnen, die von einem Zerstörer bewacht wurde. Er entfernte Kollaborateure der Diktatur aus der Verwaltung und entspannte das Verhältnis zur Türkei. Weiterhin legalisierte er die Kommunistische Partei Griechenlands (KKE), ließ die Gründung der Panellinio Sosialistiko Kinima (PASOK) am 3. September zu und gründete die Nea Dimokratia (ND). Bei den ersten freien Wahlen am 17. November wurde mit dem Sieg der ND die Regierung von Karamanlis legitimiert. Eine Volksabstimmung ergab am 8. Dezember, dass die im Vorjahr von den Obristen abgeschaffte Monarchie nicht wieder eingeführt wurde.

#### Zypern
Am 27. Januar starb Georgios Grivas, ehemaliger Widerstandskämpfer und Kommandeur der Zyprischen Nationalgarde. Er war 1971 nach Zypern zurückgekehrt, um dort die EOKA-B aufzubauen, die im Untergrund gegen Präsident Makarios kämpfte, um die Enosis – die Vereinigung mit Griechenland – zu erreichen. Durch seinen Tod geriet die EOKA B unter die Kontrolle von Dimitrios Ioannidis, dem „starken Mann“ der griechischen Militärdiktatur in Athen. Am 15. Juli 1974 putschten Offiziere der Nationalgarde gegen die Regierung von Erzbischof Makarios III. und machten Nikos Sampson zum Präsidenten der Republik Zypern. Da Großbritannien nichts unternahm, reagierte die Türkei, die neben Griechenland und Großbritannien Schutzmacht der Insel war, am 20. Juli mit einem militärischen Vormarsch und besetzte den Norden der Insel. Der drohende Krieg mit der Türkei führte zu politischem Chaos in Griechenland; am 23. Juli brach die Diktatur mit dem Rücktritt der Obristen zusammen und auf Zypern wurde auch deren Marionettenregime gestürzt.
Am 25. Juli begannen in Genf Friedensgespräche zwischen den drei Schutzmächten. Die Türkei stoppte vorläufig ihren Vormarsch. Am 8. August folgte eine zweite Gesprächsrunde, diesmal unter Beteiligung der Zyperngriechen und Zyperntürken, doch die Gespräche endeten am 14. August ergebnislos. Es kam zu erneuten Kampfhandlungen, die in einem weiteren Waffenstillstand am 16. August endeten. Die türkischen Truppen kontrollierten zu diesem Zeitpunkt eine Fläche von 34 Prozent der Insel, auf der zuvor 70 Prozent des BSP erwirtschaftet wurde. Die türkische Vision des Taksim, also der Wunsch einer Teilung der Insel war erreicht worden. Infolge des Konfliktes verloren 162.000 Zyperngriechen ihre Heimat im nun türkischen Norden, 65.000 Zyperntürken im Süden. Die UNO richteten eine Demarkationslinie, die sogenannte „Green-Line“ ein, die bis heute die Insel zwischen dem De-facto-Staatsgebiet der Republik Zypern und dem besetzten Territorium, auf dem 1983 die nur von der Türkei anerkannte Türkische Republik Nordzypern ausgerufen wurde, teilt.

#### Jugoslawien
Am 21. Februar wurde in Jugoslawien eine neue Verfassung erlassen, die Josip Broz Tito zum Präsidenten auf Lebenszeit erklärte. Das zu 2/3 aus Slowenen und Kroaten bestehende jugoslawische kommunistische Zentralkomitee sorgte gleichzeitig dafür, dass den einzelnen Teilrepubliken mehr Autonomie gewährt wurde, bis hin zum Recht zur Abspaltung von Jugoslawien. Das Bundesland Serbien wurde mit der Autonomieausrufung des Kosovos und der Vojvodina dreigeteilt. Grund hierfür war die Autonomiebestrebungen von Menschen albanischer und ungarischer Abstammung, die zum damaligen Zeitpunkt 50 Prozent bzw. 15 Prozent der dortigen Bevölkerung ausmachten. Ähnliche Autonomiebestrebungen der in der Teilrepublik Kroatien lebenden Serben wurden nicht akzeptiert.

#### Schweden
Die Sozialdemokraten veranlassen eine Elternzeit: Für eine Heimbetreuung eines Kindes erhält die Mutter oder der Vater sechs (später zwölf) Monate lang 90 Prozent des bisherigen Gehaltes.

#### Sowjetunion
Am 12. Februar wird in der Sowjetunion mit dem Schriftsteller Alexander Solschenizyn einer der bekanntesten Kritiker des Regimes verhaftet und einen Tag später ausgewiesen. Der Literaturnobelpreisträger trifft sich in der Eifel mit seinem Freund und Kollegen Heinrich Böll, dort verbringt er die ersten Tage nach seiner Ausweisung. Solschenizyn zog nach kurzem Aufenthalt in der Bundesrepublik Deutschland in die Schweiz, wohin ihm seine Familie, Frau und vier Söhne, im März folgten.
Mit dem 1962 erschienenen Buch Ein Tag im Leben des Iwan Denissowitsch beginnt die Geschichte der Verbote für den Autor. Weitere Werke von ihm, wie beispielsweise Der erste Kreis der Hölle oder Krebsstation, werden in der Sowjetunion gar nicht erst veröffentlicht. Für seine weitgehende Kritik an den Verhältnissen in der Sowjetunion wurde Solschenizyn 1969 aus dem Schriftstellerverband der UdSSR ausgeschlossen. 1970 wurde der Schriftsteller mit dem Nobelpreis für Literatur geehrt, welchen er jedoch nicht persönlich entgegennahm, da er befürchtete, die Staatsführung würde ihm die Wiedereinreise in die Sowjetunion verweigern.

### Amerika

#### Argentinien
Präsident Juan Perón, der erst im Jahr davor wieder an die Macht gekommen war, starb am 1. Juli. Sein Amt übernahm Isabel Perón, seine dritte Ehefrau. Auf diese Weise wurde die Nachfolge in der Präsidentschaft ohne größere Diskussionen oder gar Neuwahlen geregelt. Isabel Perón war mit dem Amt allerdings völlig überfordert. Weder hatte sie die Bildung noch das politische Talent, diese Aufgabe zum Vorteil ihres Landes auszufüllen. Sie war die Marionette der hinter ihr stehenden peronistischen Machthaber. Ihre Amtszeit wurde geprägt durch unregelmäßig wiederkehrende „wilde Streiks“ („huelgas“) und offiziell angeordneten Stillstand des Lebens („paro general“). Ihre Regierungszeit war von wirtschaftlichem Niedergang und erneutem Terrorismus überschattet. Die schon unter Perón gegründete halbstaatliche Terrorbrigade Alianza Anticomunista Argentina (AAA) sorgte für die ersten sogenannten Verschwundenen und ermordete zahlreiche Oppositionelle und Aktivisten der Linken. Isabel Perón wurde bereits zwei Jahre später, am 24. März 1976 von Militärs festgenommen und unter Hausarrest gestellt. Im darauf folgenden sogenannten Prozess der Nationalen Reorganisation starben von 1976 bis 1983 etwa 30.000 Menschen.

#### Nicaragua
Nachdem das Land zwei Jahre von einem Militärdiktatur-Triumvirat unter Anastasio Somoza Debayle regiert worden war, ließ sich dieser im September zum zweiten Mal zum Präsidenten wählen. Während die amerikanische Unterstützung für sein Regime schwand, wurde die Opposition, geführt von den Sandinistas (FSLN), stärker. Im Dezember entführten Guerilleros 13 Prominente aus der Politik, darunter mehrere Mitglieder der Familie Somoza. Die Gruppe sicherte sich ein Lösegeld von 1 Mio. US-Dollar und erreichte die Freilassung von 14 Gefangenen. Somoza reagierte, indem er das Kriegsrecht verhängte und die Nationalgarde einsetzte.

#### Vereinigte Staaten

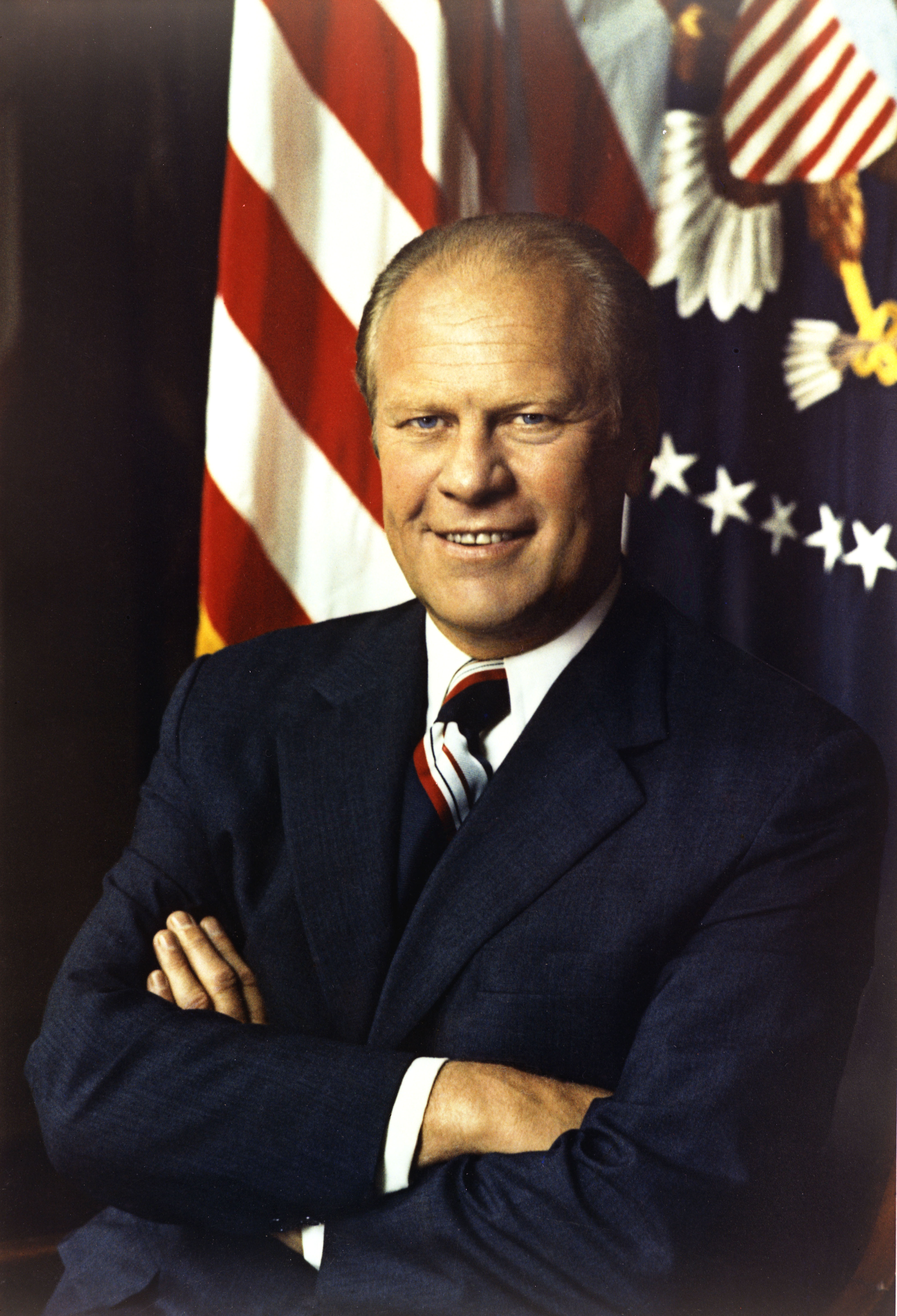
Der Nachfolger von Richard Nixon als Präsident der USA, Gerald Ford

Der Präsident der Vereinigten Staaten Richard Nixon war durch die seit zwei Jahren die politische Bühne dominierende Watergate-Affäre stark geschwächt. Nachdem bereits zahlreiche Beteiligte zum Rücktritt gezwungen, angeklagt oder verurteilt worden waren, wurde schließlich am 27. Juli vom Rechtsausschuss des Repräsentantenhauses ein Impeachment-Verfahren gegen den Präsidenten eingeleitet. Nixon kam dem Verfahren, das sehr wahrscheinlich erfolgreich gewesen wäre, durch seinen Rücktritt am 9. August zuvor. Von seinem Nachfolger, Vizepräsident Gerald Ford, wurde er am 8. September im Voraus in allen Anklagepunkten begnadigt.
Durch die Watergate-Affäre erreichten die Demokraten im selben Jahr deutliche Siege bei den Wahlen zum Repräsentantenhaus (+49 Sitze) und zum Senat (+3 Sitze). Im Repräsentantenhaus stellten sie damit knapp über zwei Drittel der Abgeordneten.
Ebenfalls in diesem Jahr zog die USA die letzten Soldaten aus Vietnam ab und kürzte die Militärhilfe für das Regime in Südvietnam. Unter anderem führten diese Maßnahmen ein Jahr später zum Zusammenbruch des Regimes.
Im Oktober brachen in Boston Rassenunruhen zwischen Afroamerikanern und Weißen aus. Ursache dafür war ein Gerichtsbeschluss, der feststellte, dass entgegen den Bestimmungen der amerikanischen Verfassung in öffentlichen Schulen noch Rassentrennung herrschte. Um dies zu ändern, sollten zukünftig städtische Busse schwarze Kinder zu Schulen transportieren, die bisher durchgehend „weiß“ waren und umgekehrt („Desegregation busing“).
Diese Maßnahme rief unerwartet heftige Proteste vieler weißer Eltern hervor. Schwarze, die ihre Kinder von Schulen abholten, wurden verprügelt. Es kam immer häufiger zu gewalttätigen Ausschreitungen gegenüber Afroamerikanern, die ihrerseits nach anfänglicher Zurückhaltung mit Gewalt antworteten.

### Asien

#### Vietnam
Nach der Unterzeichnung des Friedensvertrags von Paris 1973 hatten sich die amerikanischen Truppen vollständig aus Vietnam zurückgezogen. Die Regierung unter Nguyễn Văn Thiệu in Südvietnam stand kurz vor dem Zusammenbruch. Das von Korruption, Kriminalität und Vetternwirtschaft gezeichnete Saigoner Regime musste nun eine wirtschaftliche Krise verkraften, die durch den Wegfall des wichtigsten Arbeitgebers (US-Army) und durch die Ölkrise von 1973 verursacht worden waren. 1974 gestand der US-Kongress Saigon eine effektive Militärhilfe von lediglich 400 Millionen Dollar zu, was den Bedarf der noch weiter ausgebauten Armee der Republik Vietnam (ARVN) nicht deckte. Der durch die Watergate-Affäre angeschlagene und schließlich zum Rücktritt gezwungene Nixon konnte Thiệu nicht mehr die versprochene Hilfe zuteilwerden lassen.
In den Städten herrschte eine Arbeitslosigkeit von etwa 40 Prozent. Die Oberschicht schaffte allmählich ihren Besitz außer Landes. 240.000 Deserteure kehrten 1974 der ARVN den Rücken. Dagegen gelang es den Kommunisten im Süden, die noch ca. 25 Prozent des Landes kontrollierten, mit Unterstützung aus Hanoi, eine strategische wie ökonomische Stabilität zu erzielen. Die zahlreichen Konflikte um die Einhaltung des Waffenstillstands und die Respektierung des „Nationalen Rates“ konnten ihre Position nicht erschüttern. Auch nach dem Pariser Abkommen warfen die USA zwar insgesamt 250.000 Tonnen Sprengstoff über Kambodscha ab; der Kongress, der seine außenpolitischen Kompetenzen zu Lasten des Weißen Hauses neu definierte, verweigerte jedoch weitere Angriffe auf Südvietnam. Im darauf folgenden Jahr schließlich entschloss sich die Führung in Hanoi, eine Entscheidung herbeizuführen. Im März 1975 überschritten die Nordvietnamesen die Grenze. Die zahlenmäßig und materiell überlegene ARVN fiel quasi in sich zusammen. Ende des Monats gingen Hue und Đà Nẵng in kommunistische Herrschaft über. Damit war der Vietnamkrieg beendet.

#### Kambodscha
In Kambodscha tobte seit 1970 der Kambodschanische Bürgerkrieg. Während die VR China ein Militärhilfeabkommen mit den Roten Khmer schloss, zogen sich die Bodentruppen der USA Schritt für Schritt zurück, bombardierten jedoch weiterhin das Land. Mehrere Versuche, Friedensverhandlungen zu initiieren, scheiterten (siehe auch Geschichte Kambodschas).

#### Burma
Am 4. Januar löste sich nach der Ausrufung der Sozialistischen Föderativen Republik Burma der Revolutionsrat auf. Der Diktator Ne Win wurde Staatspräsident. Die oberste legislative, exekutive und judikative Macht ging auf die neu geschaffene Volksversammlung (Pyithu Hluttaw) über. Am 1. April erhielt das Land unter der Losung „Burmesischer Weg zum Sozialismus“ eine neue Verfassung.
Am 25. November verstarb Sithu U Thant, bis 1971 Generalsekretär der Vereinten Nationen, in New York (NY). Sein Leichnam wurde in seine Heimat Burma nach Rangun überführt, doch dort verweigerte ihm Ne Win ein ehrenhaftes Begräbnis. U Thant gehörte der demokratischen Regierung an, die Ne Win bei seinem Staatsstreich 1962 beseitigt hatte. Am 5. Dezember entführten Studenten den Leichnam kurz vor der offiziellen Beerdigung, begruben ihn auf dem Gelände der 1962 zerstörten Studentenunion der Universität Rangun (RUSU) und errichteten ihm ein Mausoleum. Am 11. Dezember wurde das Gelände vom burmesischen Militär gestürmt. Dabei wurden einige Studenten getötet. Der Leichnam wurde entfernt und am Fuß der Shwedagon-Pagode beerdigt. Diese Aktion führte zu Straßenprotesten in Rangun. Die Regierung verhängte den Ausnahmezustand.
siehe auch Geschichte Burmas

#### Japan

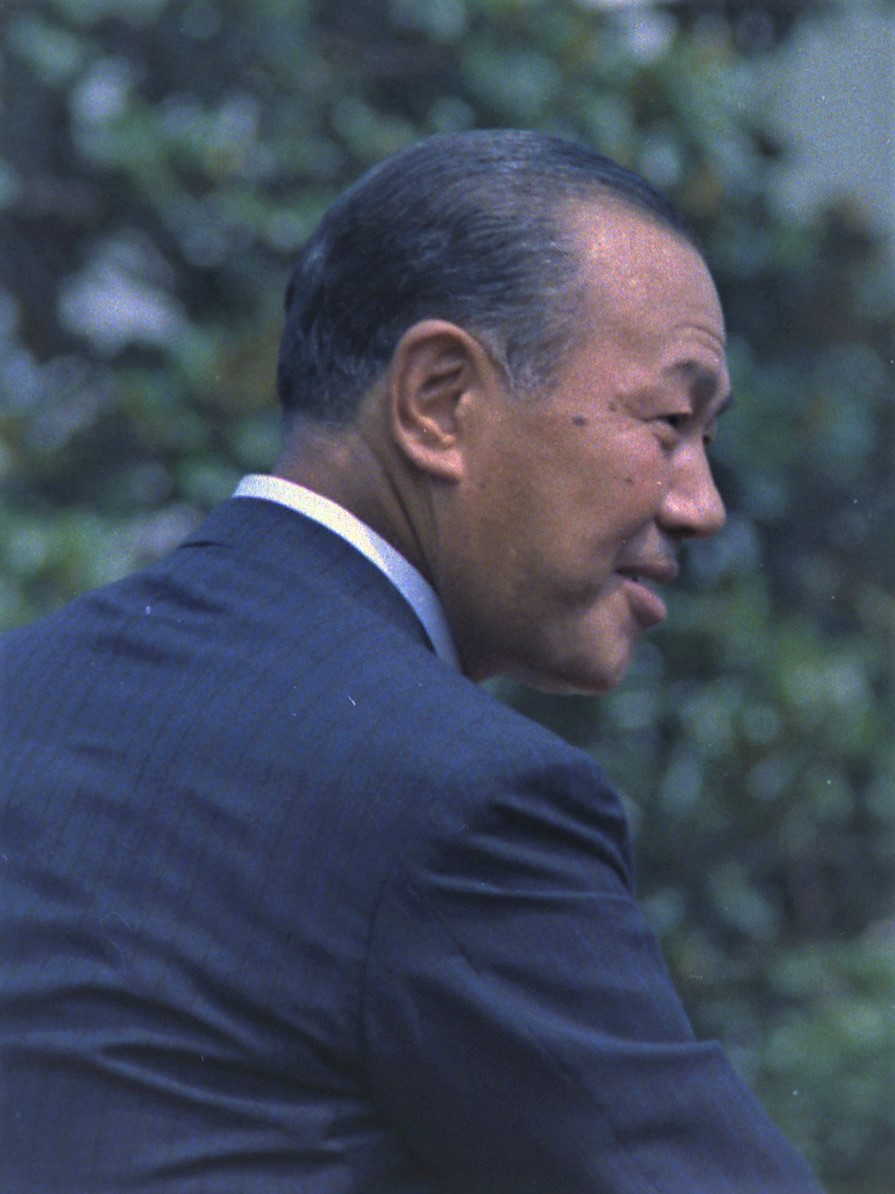
Tanaka Kakuei

Das zentrale Ereignis 1974 in Japan war der Rücktritt des Premierministers Tanaka Kakuei im November des Jahres. Diesem ging bereits im Vorfeld ein massiver Vertrauensverlust während der Energiekrise 1973 voraus, bei der er etwa 30 Prozent seiner Wählerschaft einbüßte. Während seiner Regierungszeit stieg die Inflationsrate so stark an, dass Japan 1974 die höchste Rate aller Industrienationen aufwies. Das Wirtschaftswachstum lag zum Ende des ersten Quartals das erste Mal seit dem Zweiten Weltkrieg bei nahezu null Prozent.
Im Oktober 1974 wies das Magazin Bungei Shunju Tanaka Kakuei zudem zahlreiche fragwürdige Immobiliengeschäfte aus den 1960er Jahren nach. Unter anderem hatte er eine Geisha dafür bezahlt, Geschäfte für ihn abzuschließen. Seine Rivalen innerhalb der Liberaldemokratischen Partei (LDP) nutzten die Gelegenheit, ihn einer öffentlichen Anhörung im Parlament auszusetzen. Er trat am 26. November zurück, um zu verhindern, dass die Geschäftsführerin der Etsuzankai (seiner Unterstützungsorganisation), mit der er ein Verhältnis hatte, vor dem Parlament aussagen musste. Neuer Premierminister wurde Miki Takeo, ebenfalls von der LDP, dem das Amt im Konsens der Regierungsmitglieder übertragen wurde.
Im letzten Monat seiner Regierungszeit empfing Tanaka Kakuei den US-Präsidenten Gerald Ford, der als erster Präsident der USA das Land besuchte. Die Gespräche in Tokio dienten vor allem dazu, die wirtschaftlichen Beziehungen der USA mit Japan zu verbessern. Überschattet wurden diese von den Affären um Tanaka Kakuei wie auch von einem Skandal um amerikanische Atomwaffentransporte: Admiral Gene LaRoque erklärte im Vorfeld vor dem US-Kongress, dass amerikanische Schiffe, die Atomwaffen transportierten, in japanischen Häfen eingelaufen waren, ohne die Regierung Japans darüber zu informieren. Gegenüber Japan stellte die US-Regierung klar, dass dies nur die inoffiziellen Ansichten eines Militärs seien. Ein nachdrückliches Dementi erfolgte allerdings nicht.
Am 10. März wurde der japanische Nachrichtenoffizier Onoda Hirō auf der philippinischen Insel Lubang entdeckt. Er hatte sich 29 Jahre lang versteckt gehalten, weil er sich weigerte, die Kapitulation Japans anzuerkennen.
Die Ostasiatische Antijapanische Bewaffnete Front verübte am 30. August einen Bombenanschlag auf die Firmenzentrale von Mitsubishi Heavy Industries.

#### Volksrepublik China
Die Volksrepublik China befand sich in der letzten Phase der Kulturrevolution. Premierminister Zhou Enlai konnte wegen seines Krebsleidens die Amtsgeschäfte nicht mehr ausführen. Daher übernahm im August Deng Xiaoping, der erst im Vorjahr auf dem 10. Parteitag der KP Chinas von Zhou Enlai rehabilitiert und zu seinem Stellvertreter erklärt worden war, kommissarisch die Amtsgeschäfte. Ebenfalls in diesem Jahr begann die Kampagne gegen den 1971 verstorbenen Lin Biao und die Antikonfuziuskampagne.
Die portugiesische Kolonie Macau erlangte nach der Nelkenrevolution die Unabhängigkeit. Die Volksrepublik wollte jedoch die Verwaltung nicht übernehmen. Deswegen wurde Macau zu »chinesischem Territorium unter portugiesischer Verwaltung«.

#### Thailand
Nachdem im Oktober 1973 durch Proteste von Studenten und der Mittelklasse eine 40 Jahre währende Zeit der Militärdiktatur beendet wurde, erlebt Thailand eine erste, kurze Zeit der Demokratie. Die Ölkrise und der Vietnamkrieg in direkter Nachbarschaft bestimmen die politischen Themen.

#### Indien
In Indien gelang am 18. Mai der erste Atomwaffentest („Operation Smiling Buddha“). Damit wurde das Land zur sechsten Atommacht.
Aus der Präsidentschaftswahl am 17. August 1974 ging Fakhruddin Ali Ahmed als Sieger hervor.

#### Israel
Der formal noch nicht beendete Jom-Kippur-Krieg von 1973 bestimmte die Politik. Am 18. Januar 1974 wurde, von Henry Kissinger ausgehandelt, mit der ägyptischen Regierung ein Truppenentflechtungsabkommen geschlossen, und am 31. Mai eines mit der syrischen Regierung. Die zurückgetretene Golda Meir übernahm im März nochmals provisorisch den Regierungsvorsitz, machte aber im April Jitzchak Rabin Platz. International hatte der Krieg ein arabisches Öl-Embargo für die Staaten, die mit Israel handelten, zur Folge.
Am 15. Mai wurden bei einem Blutbad palästinensischer Terroristen in einer nordisraelischen Schule 21 Kinder getötet.

#### Palästinenserbewegung
Die starke israelische Gegenwehr im Jom-Kippur-Krieg machte der Palästinenserbewegung klar, dass es den arabischen Staaten nicht gelingen würde, Israel militärisch zu besiegen. Stattdessen wurde ein Drei-Phasen-Plan entwickelt. Im bewaffneten Kampf sollte israelisches Territorium Schritt für Schritt erobert und auf den „befreiten“ Gebieten ein Staat als Basis für weitere Kämpfe errichtet werden, um dann einen finalen Entscheidungskrieg zu provozieren. Das Zehn-Punkte-Programm, das am 9. Juni auf dem 12. palästinensischen Nationalrat in Kairo erstellt worden ist, enthält diese Ziele.(Wikisource).
Gleichzeitig erreichte die PLO die internationale politische Anerkennung. Auf einer Konferenz arabischer Staatsoberhäupter im Oktober in Rabat wird die Organisation als alleinige Vertretung der Palästinenser anerkannt. Der Durchbruch gelingt einen Monat später bei den Vereinten Nationen. Am 13. November hielt Jassir Arafat eine Rede vor der UNO-Vollversammlung (Wikisource).
Am 22. November nahm die UNO-Vollversammlung die Resolution 3236 (Wikisource) an, die das Recht des palästinensischen Volkes auf Selbstbestimmung und Eigenstaatlichkeit prinzipiell anerkennt. Die PLO wurde von der UNO als Vertreter des palästinensischen Volks anerkannt und erhielt Beobachterstatus.
Zahlreiche palästinensische Hardliner waren mit diesem Kurs nicht einverstanden und spalteten sich von der PLO ab, darunter die Abu-Nidal-Organisation.

#### Irak
1974 brachen im Irak erneut Kämpfe zwischen der Zentralregierung und den Kurden aus. Das Nachbarland Iran unterstützte die Kurden, weshalb es zwischen beiden Ländern zu massiven Spannungen kam, die im Sommer 1974 sogar kurzzeitig in militärische Auseinandersetzungen an der gemeinsamen Grenze gipfelten.

### Afrika
Der Prozess der Entkolonisierung Afrikas war 1974 noch nicht abgeschlossen. Zahlreiche Staaten standen noch unter kolonialer Herrschaft, etwa Namibia. Einige befanden sich zu Anfang des Jahres noch im Unabhängigkeitskrieg, darunter Mosambik und Simbabwe. Einen Schub für die Entkolonisierung brachte die Nelkenrevolution, die in diesem Jahr die Unabhängigkeit für die portugiesischen Kolonien beschloss.
Andere afrikanische Staaten wurden von Diktatoren beherrscht, die den Kolonialmächten nachgefolgt waren und teilweise demokratische Regierungen aus dem Amt geputscht hatten, darunter Uganda unter Idi Amin, Zaïre unter Mobutu und Äquatorialguinea unter Francisco Macías Nguema.

#### Angola
In Angola wurde nach dem Ende des portugiesischen Kolonialreichs infolge der Nelkenrevolution die Macht an eine Koalition aus drei Befreiungsbewegungen, der MPLA der FNLA und der UNITA abgegeben. Diese stürzten das Land in einen Bürgerkrieg, der bis 2002 andauerte.

#### Äthiopien
Nach einer Dürrekatastrophe, der Ölkrise, Inflation, Studentenprotesten und Streikwellen im Jahr 1973 revoltieren zu Beginn des Jahres 1974 Teile der äthiopischen Armee. Vor allem die unteren Dienstgrade kamen größtenteils aus ländlichen Gebieten und kannten die Notlage der Landbevölkerung. Dies brachte die entscheidende Machtverschiebung. Kaiser Haile Selassie wurde am 12. September 1974 gestürzt.
Das Militär bemächtigte sich schnell der Revolution, die studentische Bewegung spaltete sich in eine ethnische und eine sozialistische Opposition, ging teilweise in den Untergrund und führte einen bewaffneten Widerstand. Innerhalb des Militärs konnten sich die gemäßigten Vertreter, größtenteils höhere Dienstgrade, nicht durchsetzen. Ein provisorischer Militärverwaltungsrat (amharisch: Derg) übernahm, unter Führung von Major Mengistu Haile Mariam, die Macht. 1975 wurde die Monarchie abgeschafft und das ehemalige Kaiserreich eine sozialistische Volksrepublik.

#### Südafrika
Die Regierung von Südafrika (Staatspräsident war von Januar 1968 bis April 1975 Jacobus Johannes Fouché) erließ im Rahmen der Apartheid-Politik den Afrikaans Medium Decree, der alle weiterführenden Schulen dazu zwang, Unterricht für schwarze Schüler in den Fächern Mathematik, Sozialwissenschaften, Geographie und Geschichte je zur Hälfte auf Englisch und auf Afrikaans zu halten. Dieses Gesetz wurde ein Auslöser für Schülerdemonstrationen zwei Jahre später, die blutig endeten. Die Organisationen ANC und PAC führten ihren Kampf gegen das Apartheidregime fort.

## Wirtschaft
| Wirtschaft    | Wirtschaft |
| ------------- | --- |
| 1. Januar     | Die Bundesrepublik Deutschland hebt die Preisbindung für Markenartikel auf. Die Bundesregierung gewährt Italien einen Kredit von 5 Milliarden DM. |
| 10. Januar    | Wegen Verkaufsrückgangs beschließt BMW 14 Tage Arbeitspause im Februar. |
| 19. Januar    | Frankreich tritt aus dem europäischen Wechselkurssystem aus. |
| 20. Februar   | Die Beschäftigten der Metallindustrie in der Bundesrepublik Deutschland erhalten elf Prozent Lohnerhöhung |
| 26. Februar   | Norwegen gibt die Entdeckung des Ölfelds Statfjord in der Nordsee bekannt. |
| 8. März       | Bei Paris wird der Großflughafen Charles de Gaulle eröffnet. |
| 18. März      | Ölkrise: Die meisten OPEC-Nationen beenden das fünfmonatige Öl-Embargo gegen die USA, Japan, die Bundesrepublik Deutschland und andere europäische Staaten. |
| 6. April      | Die für den Tourismus erschlossenen Grotten von Vallorbe werden im Schweizer Kanton Waadt Besuchern zugänglich. |
| 18. April     | 6.000 italienische Bauern blockieren den Grenzübergang Brenner aus Protest gegen zu hohe Fleisch- und Milchexporte. |
| 18. April     | Die Organisation der arabischen Erdöl exportierenden Staaten hebt – mit Ausnahme Libyens – das nach dem Jom-Kippur-Krieg gegen den Westen verhängte Öl-Embargo auf. |
| 23. April     | Konkurs des Berliner Bauprojekts Steglitzer Kreisel. Die Kommanditisten verlieren 80 Millionen DM an Einlagen. |
| 2. Mai        | Italien beschließt Importbeschränkungen. |
| 3. Mai        | Mannesmann erwirbt Aktien der Demag. |
| 8. Mai        | Dänemark erhöht die Importabgaben, um die Importe zu beschränken. |
| 18. Juni      | Der Deutsche Bundestag beschließt im Zusammenhang mit der Reform des Lebensmittelrechts ein Verbot von Werbespots für Zigaretten und Tabakerzeugnisse in Radio und Fernsehen. |
| 23. Mai       | 25-jähriges Bestehen der Bundesrepublik Deutschland. |
| 26. Juni      | Die Herstatt-Bank in Köln wird geschlossen. |
| 5. Juli       | Deutschland schließt Investitionsschutz und -förderungsabkommen mit Ägypten |
| 10. Juli      | Arabischer Ölboykott gegen die Niederlande nach neun Monaten aufgehoben. |
| 16. Juli      | In Hessen geht das Kernkraftwerk Biblis, der damals größte Kernreaktor der Welt, ans Netz. |
| 17. Juli      | Iran erwirbt 25,04 Prozent des Grundkapitals der Bochumer Tochtergesellschaft Krupp Hüttenwerke AG. |
| 25. Juli      | In Uruguay wird das staatseigene Telekommunikationsunternehmen ANTEL (Administración Nacional de Telecomunicaciones) mit Sitz in Montevideo gegründet. |
| 15. August    | In der Hauptstadt Seoul fährt die erste U-Bahn Südkoreas. |
| 16. August    | Die Bundesbank senkt die Mindestreserve um zehn Prozent. |
| 14. September | Die Staatsbank der DDR ersetzt ihre Banknoten. Die „Mark der Deutschen Notenbank“ wird in „Mark der DDR“ umbenannt. |
| 18. September | Die größte deutsche Privatbank, Trinkaus & Burckhardt wird mehrheitlich von der First National City Bank (USA) kontrolliert. |
| 25. September | Die Bundesrepublik Deutschland verweigert in Brüssel höhere Agrarpreise. |
| 2. Oktober    | Die Klöckner-Humboldt-Deutz AG bekommt den Auftrag, 9.500 Magirus-Deutz-Lkw in die Sowjetunion zu liefern, die in Sibirien zum Bau der Baikal-Amur-Magistrale eingesetzt werden sollen (sog. Delta-Projekt). Der Wert der Lieferung beträgt über 1 Milliarde DM. Die Bundesrepublik Deutschland zieht ihr Veto gegen fünf Prozent EG-Agrarpreiserhöhung zurück. |
| 8. Oktober    | US-Präsident Gerald Ford hält unter dem Slogan “Whip inflation now” eine Rede vor dem Kongress. |
| 24. Oktober   | Die Bundesbank senkt den Diskontsatz auf 6,5 Prozent und den Lombardsatz auf 8,5 Prozent. |
| 20. November  | Das US-Justizministerium eröffnet das Kartellverfahren gegen AT&T. |
| 2. Dezember   | Ein größeres Aktienpaket der Stuttgarter Daimler-Benz AG wird vom Emirat Kuwait gekauft. |
| 19. Dezember  | Von Cape Canaveral aus wird der erste westeuropäische Nachrichtensatellit Symphonie 1 in eine geosynchrone Umlaufbahn gebracht. |

### Ölkrise
Prägend für das Wirtschaftsgeschehen 1974 war die (erste) Ölkrise, die bereits im Herbst 1973 begann, als die OPEC-Staaten Algerien, Irak, Katar, Kuwait, Libyen, Saudi-Arabien und die Vereinigten Arabischen Emirate die Öl-Fördermenge um etwa fünf Prozent drosselten, die Preise erhöhten und ein Embargo gegen westliche Staaten verhängten. Besonders betroffen waren die USA, Japan, das für seine Energieversorgung zu über 70 Prozent von Öl aus dem Nahen Osten abhängig war, und die Niederlande, Zentrum der Ölverarbeitung in Europa.
Mit dem Embargo wurde der Ölboom der vorangegangenen Jahrzehnte, mit Wachstumsraten der Förderung über sieben Prozent, abrupt beendet. Schon 1973 war der Ölpreis um circa 70 Prozent erhöht worden. Im Verlauf des Jahres 1974 stieg der Weltölpreis auf über zwölf Dollar.
Vorrangig zielten diese Maßnahmen auf Israel und seine Unterstützer im Jom-Kippur-Krieg. Vorbehalte der erdölfördernden Länder, vor allem gegen die USA, gab es bereits seit 1971, als Richard Nixon die Bindung des US-Dollars an den Goldstandard aufhob. Die folgende Abwertung des Dollars führte zu einem sinkenden Ölpreis, und die rohstoffreichen Länder sahen nunmehr den Wert ihrer Ressourcen in Gefahr.
Die Ölkrise von 1973/74 demonstrierte die Störanfälligkeit moderner Industriestaaten gegenüber einer Vielzahl von Einflussfaktoren sowie deren Abhängigkeit von fossiler Energie.
In der Bundesrepublik Deutschland wurde als direkte Reaktion auf die Krise an vier Sonntagen im November und Dezember 1973 ein Sonntagsfahrverbot verhängt. Darüber hinaus wurde die Geschwindigkeit auf vielen Straßen- und Autobahnabschnitten begrenzt. Diese Politik hatte zwar kaum einen wirtschaftlichen Effekt, gab der Bevölkerung aber das Gefühl, aktiv etwas zur Bewältigung der Krise beitragen zu können. Deutschland musste 1974 für seine Ölimporte rund 17 Milliarden DM mehr bezahlen als im Jahr zuvor (Ölpreisschock). Dies hatte eine Konjunkturkrise zur Folge. Jedoch stieg die Inflationsrate, anders als in anderen Nationen, nur geringfügig auf sieben Prozent. Die Ölkrise markierte damit das Ende des Wirtschaftswunders. In der Folge traten bisher weitgehend unbekannte Erscheinungen auf, etwa Kurzarbeit, Arbeitslosigkeit, steigende Sozialausgaben, stärkere Inflation (besser: Stagflation), steigende Staatsverschuldung, Rationalisierung, Streiks, Unternehmenspleiten.
Aufgrund der Ölkrise wurden Initiativen ergriffen, die eine größere Unabhängigkeit vom Öl zum Ziel hatten. So rückten etwa alternative Treibstoffe wie Pflanzenöl und Biodiesel ins öffentliche Interesse. Es wurde vermehrt in Kernenergie, regenerative Energiequellen, die Wärmedämmung von Gebäuden und in die Effizienzsteigerung von Motoren und Heizgeräten investiert. Auch mit dem Abklingen der Ölkrise blieb ein gestiegenes Bewusstsein zum energiesparenden Verhalten in der Bevölkerung erhalten. Zudem wurde der Anteil des aus OPEC-Staaten bezogenen Öls durch Erschließung unterseeischer Ölfelder in der Nordsee sowie eine Diversifikation der Handelspartner gesenkt.
Zum Ausgleich der Preissteigerungen wurde in einigen Industrieländern durch die Zentralbanken vermehrt Geld in Umlauf gebracht. Dieses führte jedoch, wie nach der Quantitätstheorie zu erwarten ist, zu einer erhöhten Inflationsrate in den folgenden Jahren, die erst durch eine rigidere Finanz- und Geldpolitik während der 1980er beendet werden konnte.
Insgesamt betrug das Weltwirtschaftswachstum 1974 1,5 Prozent, was ein deutlicher Rückgang im Vergleich zum Vorjahr war, als es noch 6,5 Prozent betrug.

### Deutsche Investitionen in China und der UdSSR
Bundesdeutsche Unternehmen schlossen im März 1974 zwei große Geschäfte mit östlichen Ländern. In der sowjetischen Industriestadt Kursk am oberen Seim bauten die Firmen Krupp, Korf Stahl und die Salzgitter AG ein Hüttenkombinat; die UdSSR zahlte in bar dafür.
Wenige Tage später meldeten andere Firmen den Abschluss des bisher größten Einzelgeschäftes mit der Volksrepublik China. Unter der Federführung der Demag und der Schloemann–Siemag errichteten sie ein Kaltwalzwerk in der Nähe der Stadt Wuhan, der Hauptstadt der mittelchinesischen Provinz Hubei.
Diese Abkommen brachten der immer wieder krisengeschüttelten Metall- und Stahlindustrie Sicherheit für ihre Arbeitsplätze. So bedeutete etwa der Auftrag der Sowjetunion für den Konzern Krupp das umfangreichste Projekt seit langem.

### Schließung der Herstatt-Bank
Das Bundesaufsichtsamt für das Kreditwesen entzog am 26. Juni dem Kölner Bankhaus Herstatt die Erlaubnis zur Fortführung seines Geschäftes. Als die Nachricht bekannt wurde, versammeln sich Kunden und Sparer der Bank vor den geschlossenen Türen der zweitgrößten deutschen Privatbank. In Mitleidenschaft gezogen wurden auch andere Banken und die Städte Köln und Bonn, die bei der Bank Einlagen hatten. An der Bank von Iwan David Herstatt war der Versicherungskonzern Gerling mit 81,4 Prozent beteiligt. Ursache für den Zusammenbruch ist ein Defizit von 480 Millionen DM, welches durch die Spekulationen mit Devisentermingeschäften hervorgerufen wurde. Allein die Forderungen der Bankkunden beliefen sich auf über 300 Millionen DM. Die Bundesregierung bemühte sich in Zusammenarbeit mit anderen Banken, wenigstens den kleinen Sparern zu einem Ersatz zu verhelfen.

### Iran beteiligt sich an Krupp
Ein für die Öffentlichkeit und auch große Teile der Wirtschaft überraschendes Abkommen wurde am 17. Juli bekanntgegeben: Iran beteiligt sich an der wichtigsten Krupp-Tochtergesellschaft, der Friedrich-Krupp-Hüttenwerke-AG. Für einen nicht genannten Betrag – wahrscheinlich zwischen 200 und 300 Millionen DM – kaufte der iranische Wirtschafts- und Finanzminister Hushang Ansari im Auftrag von Schah Mohammad Reza Pahlavi 25,04 Prozent des Kapitals der Hüttenwerke. Zugleich gründeten beide Partner eine Investitionsgesellschaft.

### VW-Chef Leiding tritt zurück
Rudolf Leiding, Vorstandsvorsitzender bei Volkswagen, tritt am 20. Dezember von seinen Posten zurück. Der gelernte Mechaniker trat zurück, obwohl unter seiner Regie VW seine Marktposition ausbauen kann. Veraltete Modelle wie den VW 1600 und erfolglose wie den VW 412 setzte Leiding ab und nahm stattdessen Modelle wie den Passat, Scirocco, Golf und Audi 50 ins Programm. Obwohl diese Autos Verkaufserfolge wurden, steckte Volkswagen, wie die gesamte Autobranche in der Krise und erlitt 1974 Verluste von mindestens 400 Millionen DM.

## Kultur
| Kultur | Kultur |
| --- | --- |
| - Grammy Awards 1974 - China: Entdeckung der Terrakottaarmee in der Nähe von Xi’an. - Eröffnung des Zirkusmuseums in Preetz. - Auf der Berlinale wird zum ersten Mal ein sowjetischer Film gezeigt. Den Goldenen Bären gewinnt der Film Duddy will hoch hinaus von Ted Kotcheff (Kanada). | |
| 5. Januar | Die erste Auflage des Pen-&-Paper-Rollenspiels Dungeons & Dragons erscheint. |
| 13. Februar | Der russische Schriftsteller Alexander Solschenizyn wird aus der Sowjetunion ausgewiesen und nach Frankfurt am Main ausgeflogen.                                                                                |
| 16. Februar | Die Oper Einstein von Paul Dessau wird an der Deutschen Oper Berlin uraufgeführt. |
| 23. Februar | In Essen wird Rolf Hochhuths Werk Lysistrata uraufgeführt. |
| 28. Februar | Im New Yorker Museum of Modern Art wird Pablo Picassos berühmtes Werk Guernica mit einem Text besprüht. |
| 4. März | Das Römisch-Germanische Museum in Köln wird eröffnet. Die Fernsehoper La Cubana oder Ein Leben für die Kunst von Hans Werner Henze wird in New York uraufgeführt.                                               |
| 5. März | Der Film Angst essen Seele auf von Rainer Werner Fassbinder hat Premiere. Er handelt von der Liebe zwischen einer 60-jährigen Putzfrau und einem jungen Marokkaner, die am gesellschaftlichen Umfeld scheitert. |
| 6. April | ABBA gewinnen mit dem Titel Waterloo den Grand Prix d’Eurovision de la Chanson. |
| 26. Mai | Der russische Cellist und Dirigent Mstislaw Leopoldowitsch Rostropowitsch verlässt nach schweren Konflikten mit der sowjetischen Regierung das Land und wird Chefdirigent in Washington, D.C.                   |
| 7. Juni | Verleihung des Friedenspreises des deutschen Buchhandels an Frère Roger. |
| 15. August | Der neu erbaute Toronto Zoo feiert Eröffnung. Der zuvor existierende Riverdale Zoo wird in der Folge aufgegeben und 1978 zur stadteigenen Farm umgestaltet.                                                     |
| 5. September | Im ZDF wird die erste Sendung der Quiz-Fernsehshow Der Große Preis mit Wim Thoelke ausgestrahlt. |
| 10. Oktober | Das erste Volkskonzert von Mikis Theodorakis findet nach dem Sturz der griechischen Militärjunta vor mehreren zehntausend begeisterten Menschen im Karaiskakis-Stadion in Athen statt.                          |
| 29. November | Die Band Yes veröffentlicht das Album Relayer. |
| Academy Awards | |
| Bester Film | Der Clou von George Roy Hill |
| Bester Hauptdarsteller | Jack Lemmon in Save the Tiger |
| Beste Hauptdarstellerin | Glenda Jackson in Mann, bist du Klasse! |
| Bester Regisseur | George Roy Hill für Der Clou |

### Musik
siehe auch: Musikjahr 1974
1974 war der Glam Rock auf dem Höhepunkt. Künstler wie Gary Glitter und die Rubettes mit Sugar Baby Love hatten Nummer-1-Hits. Zur Glam-Rock-Geschichte gehörte auch einer der größten Flops der Musikgeschichte. Das zweite Album des amerikanischen Sängers Jobriath, Creatures of The Street, wurde trotz Riesenwerbung nur wenig verkauft. Der Künstler geriet in Vergessenheit und starb 1983 unbeachtet an AIDS.
Die Gegenbewegung zum Glam Rock war der Progressive Rock oder Art Rock. Die zu dieser Richtung gezählte Band Genesis veröffentlichte das Album The Lamb Lies Down on Broadway, bevor Peter Gabriel noch im selben Jahr die Band verließ.
Der Disco-Sound bildete 1974 den Mainstream. Die ersten Hits waren Rock Your Baby von George McCrae, 1974 die meistverkaufte Single in Deutschland, Kung Fu Fighting von Carl Douglas, und Waterloo von ABBA, mit dem die schwedische Gruppe den Grand Prix d’Eurovision de la Chanson gewann und ihre internationale Karriere startete.
Seasons in the Sun von Terry Jacks wurde derweil zum Abgesang auf die Flower-Power-Ära. Die Hippie-Zeit ging zu Ende.
Eine andere Jugendbewegung, der Punk, war dagegen gerade im Entstehen. Im Januar 1974 gründeten sich in New York die Ramones, und Patti Smith veröffentlichte ihre erste Single, Hey Joe, die als erste Punk-Rock-Single überhaupt angesehen wird.
Im November des Jahres 1974 erschien Autobahn, das vierte Studioalbum der Band Kraftwerk. Das Album war mit internationalen Top-10-Platzierungen sehr erfolgreich und zählt zu den wichtigsten deutschen Musikveröffentlichungen des 20. Jahrhunderts.
Auch der deutsche Schlager war noch „in“, Michael Holm landete mit Tränen lügen nicht einen Hit, der sich vier Wochen lang an der Spitze der deutschen Charts hielt. Zum „Sommerhit“ des Jahres 1974 erklärte die westdeutsche Musikindustrie Vicky Leandros’ Song Theo, wir fahr’n nach Lodz, der in gewissem Sinne den Kommentar des deutschen Schlagers zu Willy Brandts Ostpolitik darstellt. In der DDR hatte Nina Hagen mit der Band Automobil ihren größten DDR-Hit Du hast den Farbfilm vergessen, eines der bekanntesten Lieder der DDR, das auf ironische Weise auf die Mangelwirtschaft dort anspielte und in den folgenden Jahrzehnten von vielen bekannten Musikern in Ost und West gecovert wurde.

### Film
siehe auch: Filmjahr 1974
Das Filmjahr 1974 fällt in die Periode des New Hollywood, vertreten durch akademisch ausgebildete Regisseure wie Francis Ford Coppola (Der Pate – Teil II), Steven Spielberg (Sugarland Express) und Martin Scorsese (Alice lebt hier nicht mehr), und insbesondere Roman Polański mit Chinatown.
In Europa dominieren die Autorenfilmer. In Frankreich geht die Zeit der Nouvelle Vague zu Ende, während in Deutschland die Vertreter des Neuen Deutschen Films wichtige Werke schaffen, wie Rainer Werner Fassbinder mit Angst essen Seele auf und Wim Wenders mit Alice in den Städten.
In Zardoz bricht Sean Connery radikal mit seinem James-Bond-Image, der Science-Fiction-Film im typischen Stil der 70er Jahre floppt zwar an der Kinokasse, avanciert aber zum Kultfilm.
Mit Mord im Orient-Expreß schafft Sidney Lumet die Verfilmung eines Agatha-Christie-Romans, die mit sechs Oscars ausgezeichnet wird. Bob Fosse verfilmt in Lenny das Leben des Stand-up-Comedians Lenny Bruce mit Dustin Hoffman.
Bei den Katastrophenfilmen sind Erdbeben und Flammendes Inferno zu nennen.

### Fernsehen
In Paris begannen ORTF und ARD mit der Produktion des Sprachkurses Les Gammas! Les Gammas!, der als Beitrag des Fernsehens zum zwanzig Jahre vorher abgeschlossenen deutsch-französischen Kulturabkommen konzipiert war. Aufgrund ihrer unkonventionellen Machart wurde die Serie ein Überraschungserfolg und später in vielen Ländern Europas, Afrikas und Amerikas ausgestrahlt.
Das ZDF strahlte zwischen dem 31. Januar und dem 8. August erstmals die Anime-Serie Wickie und die starken Männer aus.
Am 20. Oktober wird mit der Folge Waldweg die Krimiserie Derrick beim ZDF gestartet. Die Serie, eine Gemeinschaftsproduktion des ZDF, ORF und SF DRS, hatte insgesamt 281 Folgen und ist die meistverkaufte deutsche Serie aller Zeiten. Drehbuchautor Herbert Reinecker schrieb alle 281 Folgen, Produzent war Helmut Ringelmann mit seiner Firma Telenova-Fernsehproduktion. Die Serie wurde bis zum 16. Oktober 1998 im ZDF ausgestrahlt.

### Theater
Am 2. Dezember wurde in Bochum mit großem Erfolg Heinrich Manns Professor Unrat aufgeführt. Als Peter Zadek daranging, den Professor Unrat zu inszenieren, den er zusammen mit Gottfried Greiffenhagen zur Komödie mit Musik dialogisiert hat, befürchtete man, dass dieses Stück vergeblich versuchen würde, sich mit dem Film Der blaue Engel von Josef von Sternberg zu messen. Doch die Inszenierung wurde einer der großen Höhepunkte der Theatersaison. 44 Jahre nach dem Blauen Engel mit Marlene Dietrich und Emil Jannings inszenierte Zadek Manns Roman Professor Unrat oder das Ende eines Tyrannen mit Hannelore Hoger und Günther Lüders in den Hauptrollen. Dabei hielt sich die Bochumer Aufführung genauer an den Roman, der eine Satire auf das wilhelminische Deutschland ist. Die aggressiven Übersteigerungen des Romans gingen in das Bühnenbild von Daniel Spoerri ein. Die Leistungen der beiden Hauptdarsteller wurden von Kritikern zum Besten gezählt, was in dieser Saison auf deutschen Bühnen zu sehen war.
In Berlin konnte Peter Stein an der Berliner Schaubühne mit der Inszenierung von Maxim Gorkis Sommergäste einen Triumph feiern. Das 1904 uraufgeführte Stück siedelt Stein zusammen mit den Dramaturgen Botho Strauß und dem Bühnenbildner Karl-Ernst Herrmann in einer Birkenlandschaft an, in der sich mit Hilfe einer Überblendungstechnik die einzelnen Szenen abspielen. Dabei blieb das Gesamtbild immer erhalten. Die Vielfalt der Figuren aus einer morbiden bürgerlichen Gesellschaft erlaubte dem Ensemble der Schaubühne brillante Leistungen. Stein und Strauß nahmen jedoch eine Reihe kleinerer Veränderungen an dem Stück vor, um die verwirrende Fülle der Personen, die Gorki auftreten lässt, durchschaubar zu machen.

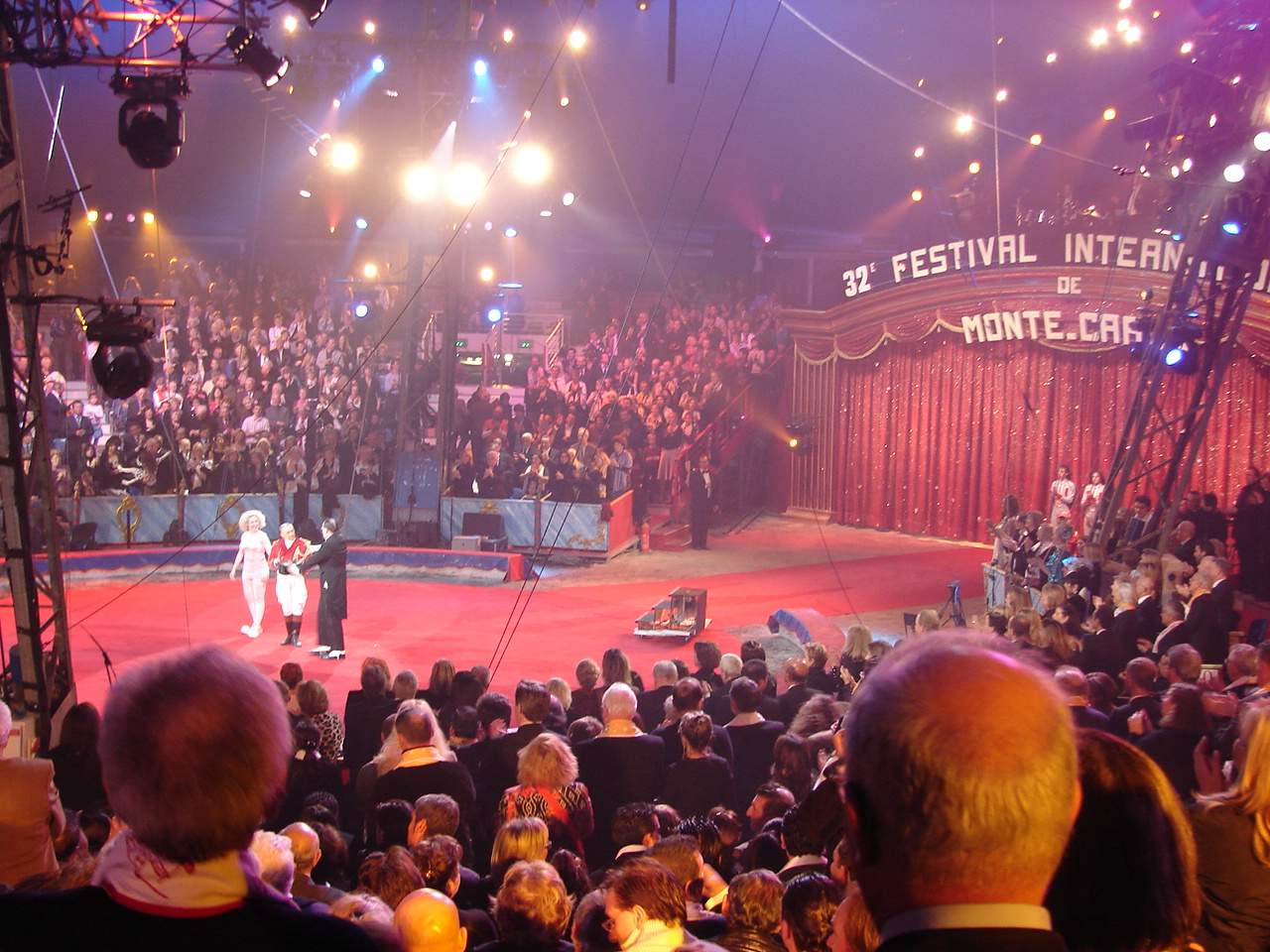
Scott & Muriel beim 32. Internationalen Zirkusfestival 2008

Prince Rainier III von Monaco gründet das Zirkusfestival von Monte Carlo.

### Bildende Kunst
Der Maler der deutschen Innerlichkeit, Caspar David Friedrich, erfährt zu seinen 200. Geburtstag (5. September 1974) Aufmerksamkeit wie seit langem nicht mehr. Die Hamburger Kunsthalle widmet ihm eine Ausstellung, in der 95 von 140 erhaltenen Gemälden gezeigt werden sowie 137 Zeichnungen und Grafiken. Die 51 Tage dauernde Ausstellung verzeichnet einen Besucherrekord: Insgesamt 220.000 Menschen stehen auch bei kaltem und regnerischem Wetter Schlange vor dem Eingang der Kunsthalle.
In den 1970ern hatten die Bilder Friedrichs allerorten Hochkonjunktur. Auch in London hatte eine Ausstellung großen Erfolg.
Das Diözesanmuseum Freising macht seine Sammlung öffentlich.

### Mode
In der High Society trug man 1974 die Modelle von Christian Dior, Ted Lapidus, Nina Ricci, Yves Saint Laurent und dem Modehaus Chanel in Beige, Caramel und Lavendel. Vor allem Dior spielte dabei auch mit farbigen Pelzen in Pastell. Der jugendliche Stil wurde abgelöst durch einen damenhaften. Selbst junge Frauen wollten reifer wirken und drückten dies in ondulierten Frisuren, zartem Make-up und entsprechenden Accessoires aus. Kombiniert wurden vor allem Mäntel mit Kleidern und Hosen und unterschiedlichste Stoffarten – teilweise zur sogenannten „Zwiebelmode“ kombiniert, bei der Schicht auf Schicht getragen wurde.
Auf der Straße war dagegen der Minirock weiterhin sehr beliebt, hinzu kam der Trend zum Minikleid und den Overalls in verschiedensten Formen. Allerdings setzte sich auch der längere Rock, dessen Saum unterhalb der Kniekehlen lag, in weiten Teilen der Damenwelt wieder durch. Auch Strickmode war wieder sehr im Kommen. In der Popkultur und im Farbfernsehen erreichten die „Schockfarben“ der Damenmode fast die Schmerzgrenze der Augen. Schlagersänger wie Rex Gildo und Jürgen Marcus machten es jedoch auch den Herren vor: Der Schlag der Hose wurde weiter, die Kragen der Hemden wuchsen zu wahren Segeln. Und die Krawatten der Herren erinnerten mehr und mehr an das Kinderlätzchen. Fast obligatorisch wurde die gefönte Dauerwelle. Sehr in Mode waren auch bis in die Backen reichende Koteletten.
Die letzten der Hippiebewegung experimentierten mit ethnischen Stilen, wie Kaftans mit afrikanischen Motiven, Maohemden oder Zottelmänteln und -jacken im Schafdesign. Es zeigten sich aber auch bereits die Richtungen auf, in denen sich die Mode den kommenden Musikstilen anzupassen suchte. Auf der einen Seite der Glam Rock mit seinem Glitter und die Discobewegung mit Hotpants, Plateauschuhen, knappen und immer durchsichtigeren Blusen, hautengen Einteilern (als Vorläufer der späteren Leggings) und dem gewagten Afro-Look (zum Beispiel Paul Breitner). Auf der anderen Seite standen die dem Hardrock Zugeneigten, mit langen Haaren, Cowboystiefeln, Jeans, T-Shirt und Lederjacken.
Auch die alternative Szene prägte langsam ihren eigenen Stil mit Latzhose und Rollkragenpullover, aber auch dem Bundeswehrparka. Als Accessoires wurden Halstücher in allen Farben und Stilrichtungen getragen, seien es indische Halstücher oder das Palästinensertuch.

### Literatur

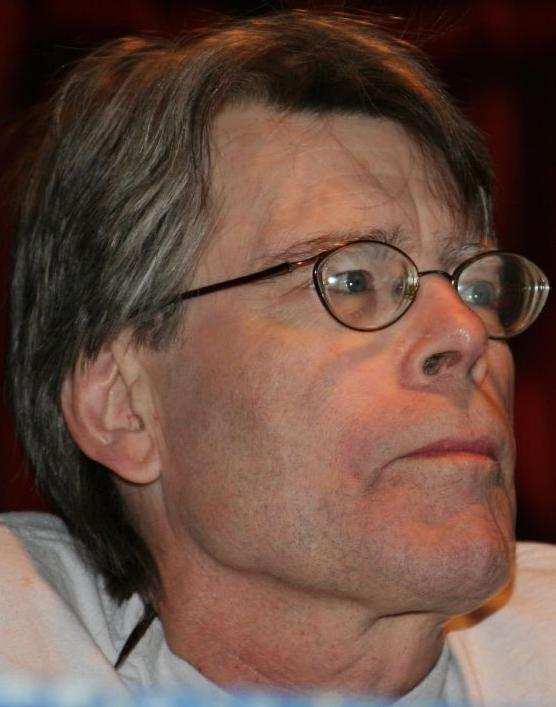
Stephen King (Februar 2007)

### Religion
Um Mitternacht des 24./25. Dezember eröffnet Papst Paul VI. mit der Eröffnung der Heiligen Pforte das Heilige Jahr. Nach Ablauf des Jahres wird das Jubeltor am Weihnachtsfest 1975 wieder zugemauert. Das Heilige Jahr oder Jubiläumsjahr der römisch-katholischen Kirche soll der inneren Erneuerung der Gläubigen dienen. Es wird seit 1300 in Abständen von 50 oder 33 Jahren begangen, seit 1475 alle 25 Jahre. Das Jahr ist durch einen umfassenden Ablass gekennzeichnet, der nur in Rom gewonnen werden kann und dessen Einzelheiten die jeweilige Jubiläumsbulle regelt.

### Hobby und Spiel
Auf der Nürnberger Spielwarenmesse stellt die Firma geobra Brandstätter erstmals das neu entwickelte Playmobil vor.
Gary Gygax und Dave Arneson veröffentlichen die erste Ausgabe von Dungeons & Dragons, dem ersten kommerziell verfügbaren Pen-&-Paper-Rollenspiel, und begründen damit das Genre.

## Wissenschaft und Technik
| Wissenschaft und Technik | Wissenschaft und Technik |
| --- | --- |
| 2. Februar | Das Mehrzweckkampfflugzeug General Dynamics F-16 wird im Erstflug getestet. |
| 8. Februar | Die Skylab-4-Besatzung kehrt zur Erde zurück. |
| 29. März | Die Serienfertigung des VW Golf I beginnt. Die Sonde Mariner 10, die letzte der Mariner-Serie, erreicht Merkur. |
| 9. Mai | Inbetriebnahme der Metro Prag. |
| 3. Juli | Start der Sojus 14. |
| 11. September | Charles T. Kowal entdeckt den Jupitermond Leda (Jupiter XIII). |
| 26. August | Start der Sojus 15 |
| 20. September | Bundespräsident Walter Scheel weiht die Köhlbrandbrücke in Hamburg ein, die zweitlängste Straßenbrücke in Deutschland. |
| 11. November | Die Forschergruppen um Burton Richter und Samuel Chao Chung Ting stellen gemeinsam ihren unabhängig voneinander gelungenen Nachweis des J/ψ-Elementarteilchens vor.                                                                                 |
| 16. November | Die Arecibo-Botschaft wird in das All gesendet. |
| 24. November | „Lucy“, das bisher besterhaltene Skelett eines Australopithecus afarensis, wird gefunden. |
| 1. Dezember | Gründung der Fernuniversität Hagen |
| 2. Dezember | Die Raumsonde Pioneer 11 fliegt an Jupiter vorbei. Start der Sojus 16 |
| 10. Dezember | Mit Helios 1 wird die erste nicht von der UdSSR oder den USA gebaute Raumsonde in das Weltall transportiert. Die von Cape Canaveral aus gestartete deutsche Sonde liefert nach Erreichen ihrer Umlaufbahn um die Sonne Daten zur Sonnenerforschung. |
| - Mit Hilfe der Positronen-Emissions-Tomographie können erstmals Stoffwechselvorgänge im Gehirn gezeigt werden. - Kodak führt den Super-8-Film mit Tonspur ein. - General Motors entwickelt Autokatalysatoren für Benzinmotoren. - Hewlett-Packard stellt mit dem HP-65 den ersten programmierbaren Taschenrechner vor. - Die Prozessoren Motorola 6800 und Intel 8080 werden entwickelt. - Der Sendemast von Radio Warschau, das bis zu seinem Einsturz 1991 höchste Gebäude der Welt, wird errichtet. - Der Sears Tower in Chicago wird eröffnet. | |
| Nobelpreise | |
| Physik | Martin Ryle und Antony Hewish |
| Chemie | Paul Flory |
| Medizin | Albert Claude, Christian de Duve und George Emil Palade |
| Literatur | Eyvind Johnson und Harry Martinson |
| Frieden | Seán MacBride und Eisaku Sato |
| Ökonomie | Gunnar Myrdal und Friedrich Hayek |
| Weitere Preise | |
| Fields-Medaille | Enrico Bombieri und David Bryant Mumford |
| Turing-Preis | Donald Knuth |
| Templeton-Preis | Frère Roger |

### Computertechnik
Während die großen Mainframes die Computertechnik weiter dominierten, zeigten sich die Anfänge einer Verkleinerung und Personalisierung. 1974 stellte Intel den 8080 vor, eine Weiterentwicklung des 8008 und der erste „vollwertige“ 8-Bit-Mikroprozessor.

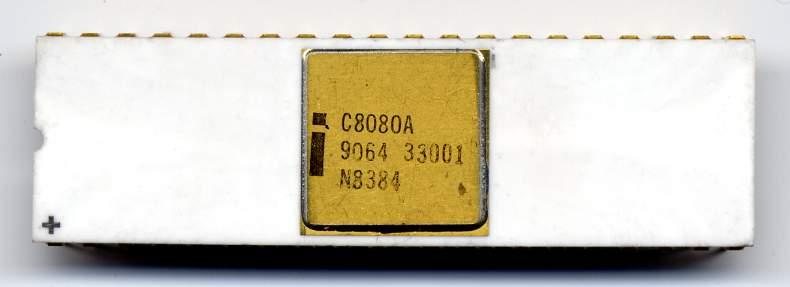
Intel 8080

Gleichzeitig stellte der Konkurrent Motorola den 6800 vor. Auf dem Intel-Chip basierte der Altair 8800, der erste kommerziell erfolgreiche Heimcomputer. Gary Kildall begann mit der Entwicklung von CP/M, dem ersten plattformunabhängigen Betriebssystem für den Einsatz auf Heimcomputern.
Auch die Taschenrechner wurden mit der Marktreife des ersten programmierbaren Modells, des HP-65 von Hewlett-Packard, zu kleinen Computern.

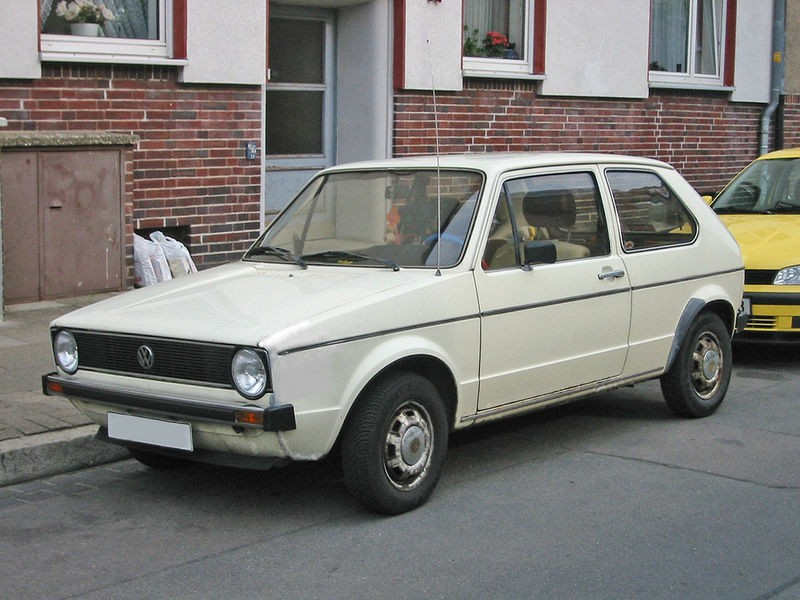
VW Golf I

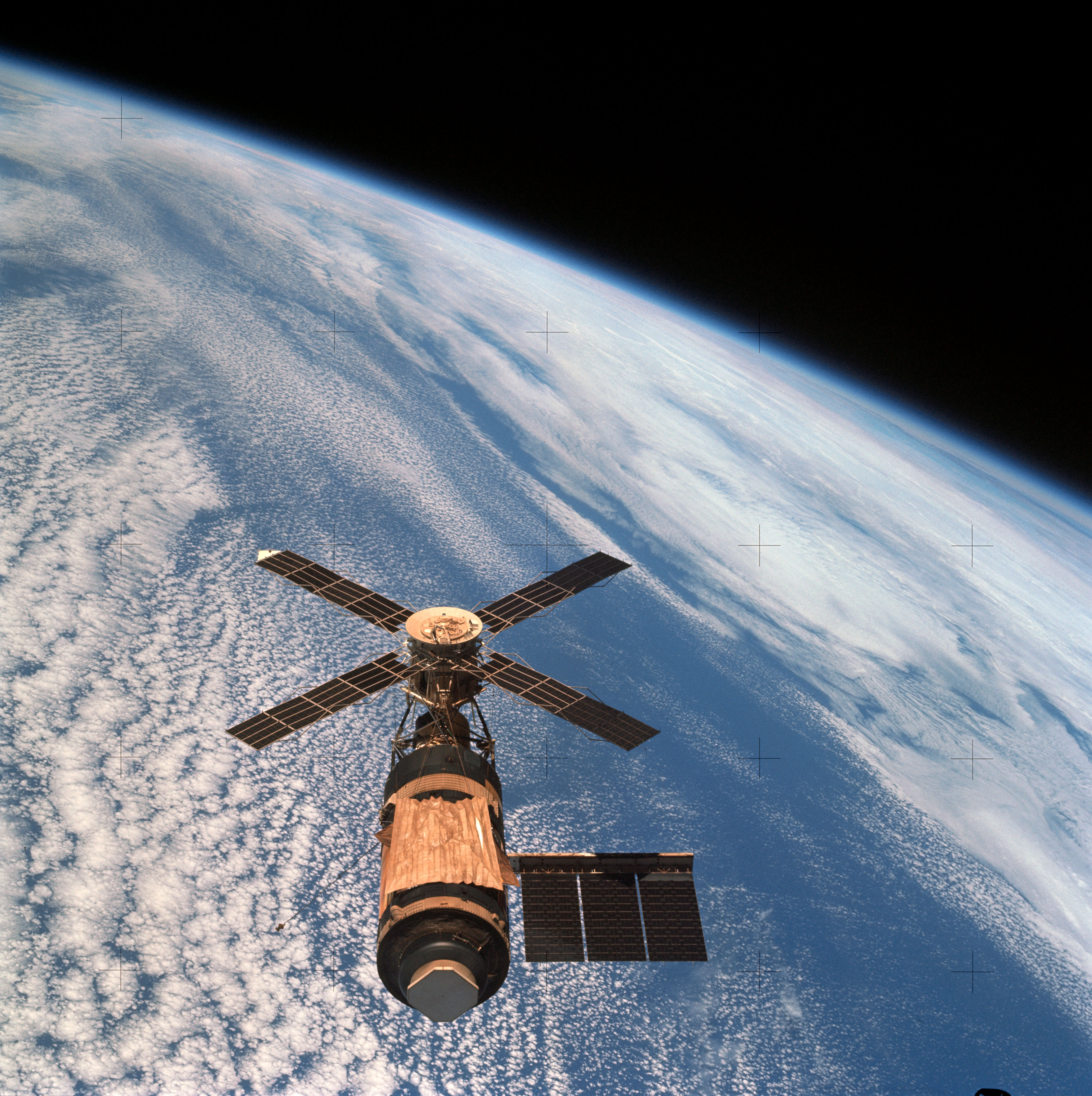
Skylab, aufgenommen von Skylab 4

### Automobil
Volkswagen brachte im Jahr 1974 den VW Golf auf den Markt, den Nachfolger des legendären VW Käfer. Der VW Golf, im eckigen Design von Giorgetto Giugiaro, wurde zum Symbol für die neue Kompaktklasse, die den Nerv der Zeit (Ölkrise) traf.

### Raumfahrt
Das Raumfahrtjahr 1974 begann am 8. Februar mit der Rückkehr der Besatzung der amerikanischen Raumstation Skylab 4. Das Team aus Gerald Carr, William Pogue und Edward Gibson stellte zugleich die letzte Besatzung des Skylab dar, die erst 1978/79 durch ihre Außerbetriebnahme durch die NASA wieder in das öffentliche Interesse rückte.
Die Sowjetunion startete in diesem Jahr gleich drei Missionen. Die Sojus 14 wurde am 3. Juli gestartet. Sie koppelte an die Saljut-3-Raumstation an, wo die Kosmonauten zwei Wochen blieben, bevor sie zur Erde zurückkehrten. Die Sojus 15 folgte am 26. August. Nach zwei Tagen wurde die Mission abgebrochen. Sojus 16, gestartet am 2. Dezember, diente der Vorbereitung des ersten gemeinsamen sowjetisch-amerikanischen Raumfahrtprogramms, des Apollo-Sojus-Projekts (17. Juli 1975).
Am 10. Dezember brachte eine Titan 3E-Centaur von Cape Canaveral die in West-Deutschland gebaute deutsch-amerikanische Sonnensonde Helios A in eine Sonnenumlaufbahn mit einem Sonnennächsten Punkt in nur 46 Mio. km Sonnenabstand. Die nach dem Start als Helios 1 bezeichnete Sonde arbeitete erfolgreich bis 1986.
Für die Europäer startete am 19. Dezember erstmals eine Rakete mit einem Kommunikationssatelliten ins All, die den ersten deutsch-französischen Nachrichtensatelliten Symphonie an Bord hatte. Der Start erfolgte von der amerikanischen Cape Canaveral Air Force Station. Der Satellit wurde in einer Höhe von 36.000 Kilometern in seine Umlaufbahn gebracht. Er sollte zwei Farbfernseh- und zwei Rundfunkprogramme sowie 600 Telefongespräche gleichzeitig übermitteln. Dabei durfte er allerdings dem amerikanischen Satelliten Intelsat keine Konkurrenz machen.

### Architektur

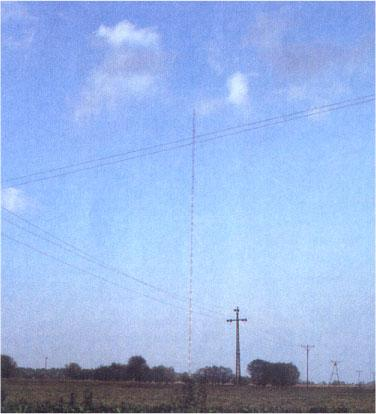
Der Sendemast in Konstantynów

Der 1974 fertiggestellte Sears Tower in Chicago wurde der höchste Wolkenkratzer der Welt und hielt diesen Titel bis zur Errichtung der Petronas Towers 1998 (bis 2009 in der Gesamthöhe).
In Dallas wurde der Renaissance Tower fertiggestellt. Mit 216 Metern war das Hochhaus seinerzeit das höchste Gebäude in Dallas und blieb es bis 1985. 1986 wurde das Hochhaus umfassend renoviert und erreichte nun durch seine diversen Aufbauten eine Höhe von 270 Metern. Es war damit das zweithöchste Gebäude in der Stadt.
In London wird der 34-stöckige Guy’s Tower fertiggestellt. Damit wird das Guy’s Hospital in London mit 143 Metern zum höchsten Krankenhaus der Welt und zum elfthöchsten Gebäude in London.
Die erste Autobahnanschlussstelle mit nur einer Kreuzung auf dem Zubringer geht am 25. Februar 1974 in Clearwater (Florida), USA in Betrieb und verbindet die Interstate 19 mit der Florida State Road 60 bei 27° 57′ 38″ N, 82° 43′ 48″ W, bezeichnet als Single Point Urban Interchange – „Raute mit einer Kreuzung“.

### Psychologie
1974 werden die Ergebnisse des Milgram-Experiments in einem Artikel mit dem Titel: Behavioral study of obedience veröffentlicht, der in dem renommierten Journal of abnormal and social psychology (Bd. 67, 1963 S. 371–378) erschien. Milgram publizierte später ein eigenes Buch, in dem er die Ergebnisse in einen breiteren Kontext einordnete (Obedience to Authority: An Experimental View, dt. Das Milgram-Experiment. Zur Gehorsamsbereitschaft gegenüber Autorität, 1974).
Das Milgram-Experiment ist ein wissenschaftliches Experiment, das von dem Psychologen Stanley Milgram entwickelt wurde, um die Bereitschaft durchschnittlicher Personen zu testen, autoritären Anweisungen auch dann Folge zu leisten, wenn sie in direktem Widerspruch zu ihrem Gewissen stehen.

### Archäologie

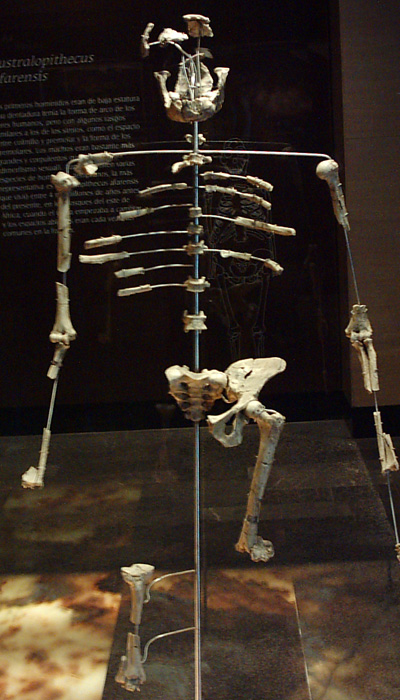
Das Skelett Lucy, eine Nachbildung. Museo Nacional de Antropología in Mexiko-Stadt

#### Lucy
In Hadar, Äthiopien entdeckt Donald Johanson am 30. November das Skelett eines frühen Vormenschen, das später nach dem Beatles-Song Lucy in the Sky with Diamonds Lucy genannt wurde. Aufgrund dieses Fundes wird im Jahr 1978 von Johanson, Yves Coppens und Tim White die neue Art Australopithecus afarensis wissenschaftlich benannt.
Lucy wird in der Fachliteratur meist als eine erwachsene Frau von etwa 25 Jahren beschrieben; einige Forscher deuten den Fund heute allerdings als männlich. Ihr Skelett zählt zu den besterhaltenen Skeletten der frühen Vorfahren des Menschen (Hominini). Lucy starb vor etwa 3,2 Millionen Jahren. Der Skelettbau zeigt eindeutige Anpassungen an den aufrechten Gang.

#### Terrakottaarmee
Die Terrakottaarmee, Teil des Mausoleums des Kaisers Qin, wird im März 1974 in der Nähe von Xi’an, Provinz Shaanxi, China, entdeckt.
Es handelt sich um die Darstellung einer vollständigen Armee der damaligen Zeit, bestehend aus mehr als 7000 lebensgroßen Tonfiguren, die auf mehrere unterirdische Kammern verteilt sind. Aufgestellt sind Fußsoldaten, Reiter, Pferde und Kriegswagen, denen echte Waffen (Schwerter, Pfeilspitzen, Armbrüste) beigegeben sind. Die verschiedenen Ränge sind an unterschiedlichen Uniformen erkennbar. Die Armee bildet die Grabbeigabe des ersten Kaisers des Kaiserreich Chinas aus den Jahren 210 v. Chr. bis 209 v. Chr., der mit Hilfe von Armeen wie dieser China zu einem Reich einte. Bemerkenswert ist, dass alle diese Figuren individuell gestaltet sind, also keine zwei in Haltung, Gesichtszügen oder Ausstattungsdetails identisch sind. Offen ist die Frage, ob tatsächliche Soldaten von damals nachgebildet wurden oder ob die Erschaffer die unterschiedlichen Figuren frei gestalteten.
Seit 1987 sind die Grabanlagen auf der Liste des Weltkulturerbes der UNESCO.

## Sport
siehe auch: Sportjahr 1974
| Sport | Sport        |
| --- | ------------ |
| Weltsportler des Jahres | Eddy Merckx  |
| Ballon d’Or | Johan Cruyff |
| Großveranstaltungen |              |
| - Alpine Skiweltmeisterschaften - Alpiner Skiweltcup - Eishockey-Weltmeisterschaft - Formel 1 - Fußball-Afrikameisterschaft - Fußball-Weltmeisterschaft - Leichtathletik-Europameisterschaften - Nordische Skiweltmeisterschaft - Tour de France |              |

### Fußball
Sportlicher Höhepunkt des Jahres aus deutscher Sicht war die Fußball-Weltmeisterschaft, in der die Bundesrepublik Deutschland nicht nur als Gastgeber fungierte, sondern auch den Weltmeistertitel errang.

Sondermarke zur WM 1974

Denkwürdige Spiele waren dabei das Finale gegen die Niederlande (2:1), in dem mehrere umstrittene Schiedsrichterentscheidungen fielen, weiterhin das Zwischenrundenspiel Bundesrepublik Deutschland-Polen (1:0), das als „Wasserschlacht von Frankfurt“ in die Geschichte einging sowie die klaren Siege der Niederländer über die Mannschaften aus Argentinien und Brasilien. In der Vorrunde trafen zum einzigen Mal die Nationalmannschaften der DDR und der Bundesrepublik Deutschland aufeinander. Durch ein Tor von Jürgen Sparwasser gewann die DDR das Spiel 1:0.
In der Bundesliga dominierte weiterhin der FC Bayern München, der zum dritten Mal in Folge Deutscher Meister wurde und dem damit der erste Hattrick der Bundesligageschichte gelang. Im selben Jahr gewann der FC Bayern zudem den Europapokal der Landesmeister. Insgesamt sieben Spieler des FC Bayern gehörten darüber hinaus dem Weltmeister-Kader an.
In Düsseldorf gewann Eintracht Frankfurt durch ein 3:1 über den Hamburger Sportverein den DFB-Pokal.
In der DDR-Oberliga errang der 1. FC Magdeburg den Meister-Titel. Außerdem gewann der 1. FC Magdeburg als erste und einzige Mannschaft der DDR einen Fußball-Europapokal. Am 8. Mai besiegte die Mannschaft im Stadion De Kuip in Rotterdam vor 5.000 Zuschauern die AC Mailand mit einem 2:0 und gewann den Europapokal der Pokalsieger.
Durch ein 3:1 n. V. über Dynamo Dresden gewann der FC Carl Zeiss Jena den FDGB-Pokal.
Den UEFA-Pokal gewann Feyenoord Rotterdam am 29. Mai mit einem 2:0 gegen Tottenham Hotspur im De Kuip-Stadion, nachdem das Hinspiel am 21. Mai im White-Hart-Lane-Stadion 2:2 endete.
In Österreich erlangte in der Nationalliga der SK VÖEST Linz den Meister-Titel. Schweizer Meister wurde der FC Zürich.
Fußballer des Jahres in der Bundesrepublik Deutschland wurde zum dritten Mal nach 1966 und 1968 Franz Beckenbauer. In der DDR wurde Bernd Bransch Fußballer des Jahres.
Am 16. August wird bekannt, dass Paul Breitner vom FC Bayern München zu Real Madrid wechselt.
In São Paulo beendet Pelé am 3. Oktober seine Karriere. Pelé, der mit bürgerlichen Namen Edson Arantes do Nascimento heißt, wurde mit der brasilianischen Nationalmannschaft dreimal Weltmeister (1958, 1962 und 1970).

### Boxen
Am 26. März gewann George Foreman seinen Kampf und Weltmeistertitel im Schwergewicht gegen Ken Norton im El Poliedro, Caracas, Venezuela, durch technischen K. O. Bereits am 28. Januar besiegte die Boxlegende Muhammad Ali Joe Frazier. Das Highlight des Jahres war jedoch der Rumble in the Jungle, der Schwergewichtskampf Muhammad Alis gegen George Foreman, am 30. Oktober im 20th of May Stadium in Kinshasa, Zaïre, in dem Muhammad Ali den Weltmeistertitel durch K. o. erlangte.
Auch im Halbschwergewicht gab es einen Wechsel an der Spitze. Hier holte sich Bob Foster aus Albuquerque am 16. September 1973 den Weltmeistertitel und erkämpfte dann am 17. Juni 1974 gegen Jorge Ahumada ein Unentschieden. Durch einen Sieg über Ahumada am 1. Oktober bekam der Engländer John Conteh den Titel. Als weiterer Boxweltmeister ging am 7. September der aus Nicaragua stammende Alexis Argüello gegen den Mexikaner Rubén Olivares im Federgewicht hervor.

### Basketball
Nate Thurmond erzielte am 8. Oktober gegen die Atlanta Hawks das erste Quadruple-double der Geschichte der National Basketball Association (USA). Die NBA Finals gewinnen die Boston Celtics nach sieben Spielen gegen die Milwaukee Bucks mit MVP Kareem Abdul-Jabbar. In der ABA holen die New York Nets mit Julius Erving ihre erste Meisterschaft.

### Radsport
Die Radsportlegende Eddy Merckx gewann sowohl die Tour de France als auch den Giro d’Italia, beide Rennen zum fünften Mal, und holte zum dritten Mal Gold bei den UCI-Straßen-Weltmeisterschaften. Er wurde zum dritten Mal zum Weltsportler des Jahres gewählt.

### Motorsport

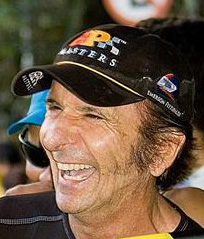
Emerson Fittipaldi

Die 25. Formel-1-Weltmeisterschaft wurde vom 13. Januar bis zum 6. Oktober ausgetragen. Der Brasilianer Emerson Fittipaldi wurde Formel-1-Weltmeister, nachdem er drei Grand-Prix-Rennen für sich entscheiden konnte. Als zweiter folgte der Schweizer Clay Regazzoni mit drei Punkten Abstand. Im selben Jahr starben auf der Formel-1-Rennstrecke die Rennfahrer Peter Revson und Helmut Koinigg. Der US-Amerikaner Revson verunglückte am 22. März bei Testfahrten in Kyalami (Südafrika), der Österreicher bei seinem zweiten Grand-Prix-Rennen in Watkins Glen (USA) am 6. Oktober. Am 5. Mai um 12.00 Uhr startete die 1974 London–Sahara–Munich World Cup Rally am Wembley-Stadion in London. Ziel war das Olympia-Stadion in München. Die Strecke führte über 17.490 km zweimal durch die Sahara.

### Springreiten
Hartwig Steenken wurde am 21. Juli auf der Stute Simona in Hickstead Weltmeister im Springreiten.

### Weiteres
- Am 24. Mai wird Willi Weyer neuer Präsident des Deutschen Sportbundes
- Am 2. Oktober untersagt das Berliner Verwaltungsgericht wegen Lärmbelästigung den Rennbetrieb auf der AVUS.

## Katastrophen
| Naturkatastrophen | Naturkatastrophen |
| ----------------- | --- |
| 27. Januar        | Bei einer Überschwemmung in Brisbane, Australien sterben 14 Menschen und es entsteht ein Schaden von 200 Millionen AUD.                                                                           |
| 3. April          | Der Super Outbreak, die längste Tornado-Serie der amerikanischen Geschichte, verwüstet 13 US-Staaten und eine kanadische Provinz. Bilanz der 148 Wirbelstürme: 315 Tote und über 5.000 Verletzte. |
| 11. Mai           | Erdbeben in Sichuan u. Yunnan/Volksrepublik China, etwa 20.000 Tote. |
| 8. September      | Hurrikan Carmen trifft auf die Südküste der USA. |
| 18. September     | Der Wirbelsturm „Fifi“ zieht über Honduras, ca. 10.000 Tote. |
| 3. Oktober        | Erdbeben in Peru, 83 Tote, 60.000 Obdachlose. |
| 24.–25. Dezember  | Der Zyklon Tracy zerstört über 70 Prozent der Bau- und Infrastruktur Darwins, 71 Menschen sterben, 20.000 Menschen werden obdachlos. Der Zyklon richtete einen Schaden von 837 Millionen AUD an.  |
| 28. Dezember      | Erdbeben der Stärke 6,2 in Pakistan, ca. 5.300 Tote. |

| Unfälle      | Unfälle |
| ------------ | --- |
| 30. Januar   | Eine Boeing 707 der Pan American World Airways schlägt vor der Landebahnschwelle am Flughafen Pago Pago (Amerikanisch-Samoa) auf. Von 101 Insassen sterben 97.                                                             |
| 1. Februar   | Großbrand im Joelma-Hochhaus in Sao Paulo, 189 Tote. |
| 3. März      | Paris, Frankreich kurz nach dem Start von dem Flughafen Paris-Orly verunglückt eine McDonnell Douglas DC-10 der Turkish Airlines. 346 Tote.                                                                                |
| 22. April    | Tinga-Tinga, Bali, Indonesien. Eine Boeing 707 (Pan-Am-Flug 812) prallte beim Landeanflug ca. 60 km nordwestlich vor dem Flughafen gegen einen Berg. Alle 107 Insassen starben.                                            |
| 1. Juni      | Flixborough disaster: Bei einer Explosion in einer Chemiefabrik nahe Flixborough sterben 28 Menschen, 36 werden verletzt.                                                                                                  |
| 19. Juli     | Bei einer Explosion in der Chemiefabrik Záluží der CHZ ČSSP sterben 17 Menschen, 124 werden verletzt. |
| 9. August    | Die Havarie des niederländischen Öltankers Metula in der Magellanstraße führt zum Austreten von 53.000 Tonnen Rohöl. Der angeschwemmte Ölteppich kostet in der Folgezeit an Feuerlands Küsten etwa 40.000 Tiere das Leben. |
| 30. August   | In Zagreb entgleist ein Zug wegen überhöhter Geschwindigkeit in einer Kurve. 153 Menschen sterben. |
| 20. November | Nairobi, Kenia, ein Jumbo-Jet der Lufthansa verunglückt beim Start. 59 Tote, davon 30 Deutsche. |
| 1. Dezember  | Eine Boeing 727 der Trans World Airlines fliegt im Anflug auf den Washington Dulles International Airport gegen den westlichen Berghang des Mount Weather. Alle 92 Insassen sterben.                                       |
| 4. Dezember  | Colombo, Sri Lanka. Absturz einer niederländischen Douglas DC-8. An Bord waren indonesische Moslems auf der Pilgerfahrt nach Mekka. Alle 191 Menschen an Bord starben.                                                     |

### Verbrechen und Terrorismus
- Am 4. März wird die amerikanische Verlegerstochter Patricia Hearst von der sozialutopischen Gruppe SLA (Symbionese Liberation Army) entführt. Die Gruppe will ein Lösegeld erpressen, um damit Lebensmittel für arme und bedürftige Menschen in Kalifornien zu kaufen. Am 4. April erklärt Patricia Hearst, dass sie sich ihren Entführern anschließt.
- 18. April: Erster Einsatz des finalen Rettungsschusses mit tödlichem Ausgang beim Hamburger Banküberfall am 18. April 1974.
- Am 28. Mai 1974 auf der Piazza della Loggia in Brescia ein Anschlag von Neofaschisten statt.
- Am 17. Juli unternimmt die IRA einen Anschlag auf die Britischen Kronjuwelen im Tower Of London, seit diesem Zeitpunkt werden nur noch Replikate ausgestellt und die originalen Juwelen an einem geheimen Ort aufbewahrt.
- Am 13. November tötet Ronald DeFeo in Amityville seine ganze Familie.

## Sonstiges
- Um Verstöße gegen die Straßenverkehrsordnung besser kontrollieren zu können, begann das Kraftfahrt-Bundesamt in Flensburg ab dem 1. Mai, in der „Verkehrssünderkartei“ Strafpunkte aufzuzeichnen.
- Die Weinernte des Jahres 1974 fiel schlecht aus. In vielen namhaften Weinbaugebieten wurden nur dünne, kurz haltbare Weine erzeugt, die mittlerweile untrinkbar sein dürften. Lediglich kalifornische Weine gelten 2006 noch als Geheimtipp.
- Die wohl aufsehenerregendste Trennung des Jahres war die Scheidung von Sonny Bono und Cher nach zehn Ehejahren.
- In Berlin fand das erste Lesben-Frühlings-Treffen (damals noch unter dem Namen Lesben-Pfingsttreffen) statt.
- Am 15. März wird in der Bundesrepublik Deutschland das infolge des Ölboykotts der arabischen Staaten eingeführte Tempolimit wieder aufgehoben.
- Am 4. August wird wegen Wasserverschmutzung in mehreren Teilen des Gardasees (Italien) Badeverbot ausgerufen.
- Am 15. Juli erschießt sich die TV-Moderatorin Christine Chubbuck während ihrer live übertragenen Morgensendung vor laufender Kamera selbst.

## Geboren

### Januar

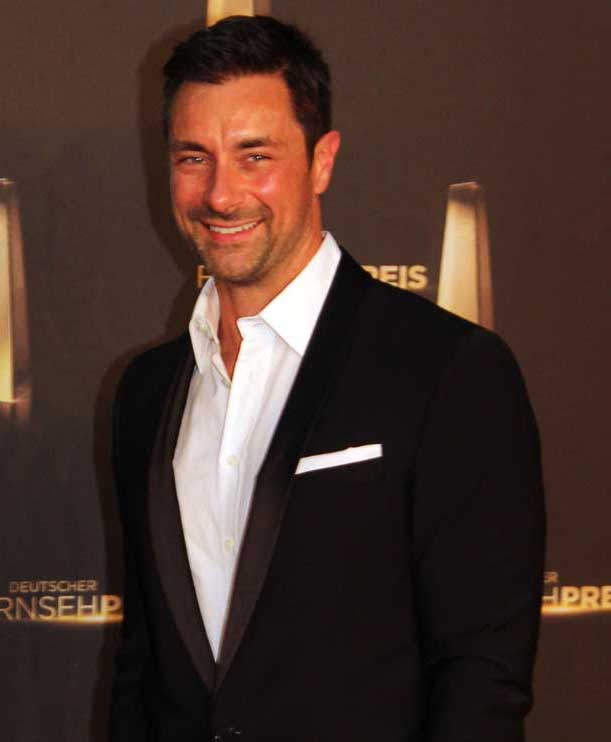
Marco Schreyl

- 01. Januar: Franziska Arndt, deutsche Schauspielerin
- 01. Januar: Janine Ast, deutsche Volleyballspielerin
- 01. Januar: Mario Benetton, italienischer Radrennfahrer
- 01. Januar: Constantinos Carydis, griechischer Dirigent
- 01. Januar: Marco Schreyl, deutscher Moderator
- 01. Januar: Zabine, österreichische Musikerin
- 02. Januar: Torsten Abel, deutscher Triathlet
- 02. Januar: Birgit Muggenthaler, deutsche Rockmusikerin
- 02. Januar: Jean Nuttli, Schweizer Radrennfahrer
- 02. Januar: Deborah Sengl, österreichische Künstlerin
- 02. Januar: Anika Ziercke, deutsche Handballspielerin
- 03. Januar: MV Bill, brasilianischer Rapper
- 03. Januar: Alessandro Petacchi, italienischer Radrennfahrer
- 04. Januar: Ottaviano Andriani, italienischer Langstreckenläufer
- 04. Januar: Danilo Hondo, deutscher Radrennfahrer
- 04. Januar: Sonja Richter, dänische Schauspielerin
- 04. Januar: Armin Zöggeler, italienischer Rodler
- 05. Januar: Rudolf Gorgenländer, deutsch-kasachischer Eishockeyspieler
- 05. Januar: Vitali Feshchanka, weißrussischer Handballspieler
- 05. Januar: Iwan Thomas, ehemaliger britischer Sprinter

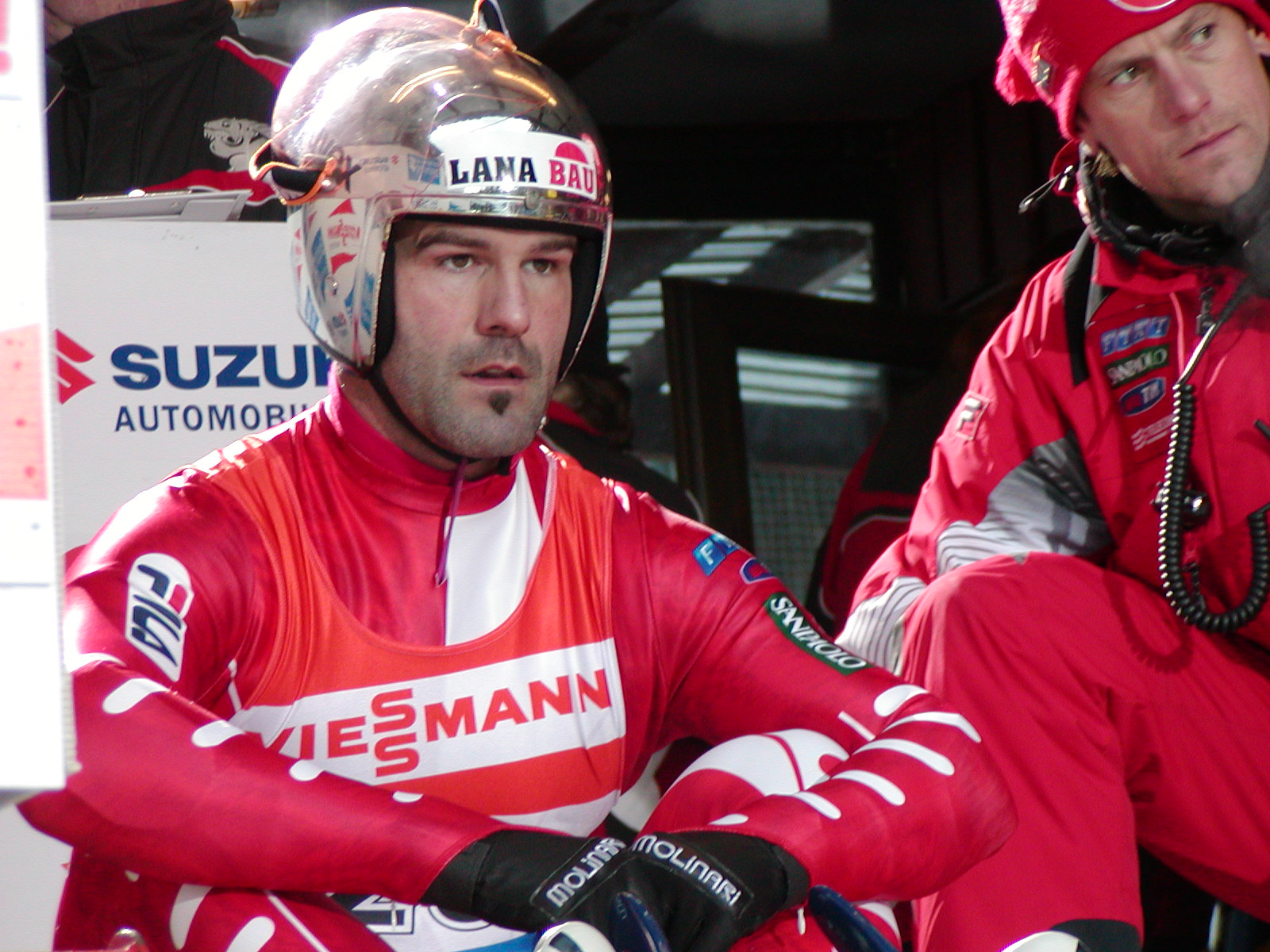
Armin Zöggeler, 2005

- 06. Januar: Wolfgang Dimetrik, österreichischer Akkordeonist
- 08. Januar: Jürg Grünenfelder, Schweizer Skirennläufer
- 08. Januar: Rainer Kraft, deutscher Chemiker und Politiker
- 09. Januar: Farhan Akhtar, indischer Schauspieler und Filmregisseur
- 10. Januar: Steve Marlet, französischer Fußballspieler
- 10. Januar: Hrithik Roshan, indischer Bollywood-Schauspieler
- 10. Januar: Sabrina Setlur, deutsche Rapperin
- 11. Januar: Eva Klemt, deutsche Schauspielerin
- 11. Januar: Jens Nowotny, deutscher Fußballspieler
- 12. Januar: Melanie C, britische Sängerin
- 12. Januar: Tor Arne Hetland, norwegischer Skilangläufer
- 14. Januar: Stavroula Kozompoli, griechische Wasserballspielerin
- 15. Januar: Adam Ledwoń, polnischer Fußballspieler († 2008)
- 15. Januar: Stefan Rudolf, deutscher Schauspieler
- 16. Januar: Gaëtan Llorach, französischer Skirennläufer
- 16. Januar: Kate Moss, britisches Model
- 16. Januar: Kati Winkler, deutsche Eiskunstläuferin
- 18. Januar: Claire von Belgien, belgische Prinzessin
- 18. Januar: Marco Geisler, deutscher Ruderer
- 18. Januar: Maulik Pancholy, US-amerikanischer Schauspieler
- 18. Januar: Benedikt Weber, deutscher Moderator und Synchronsprecher

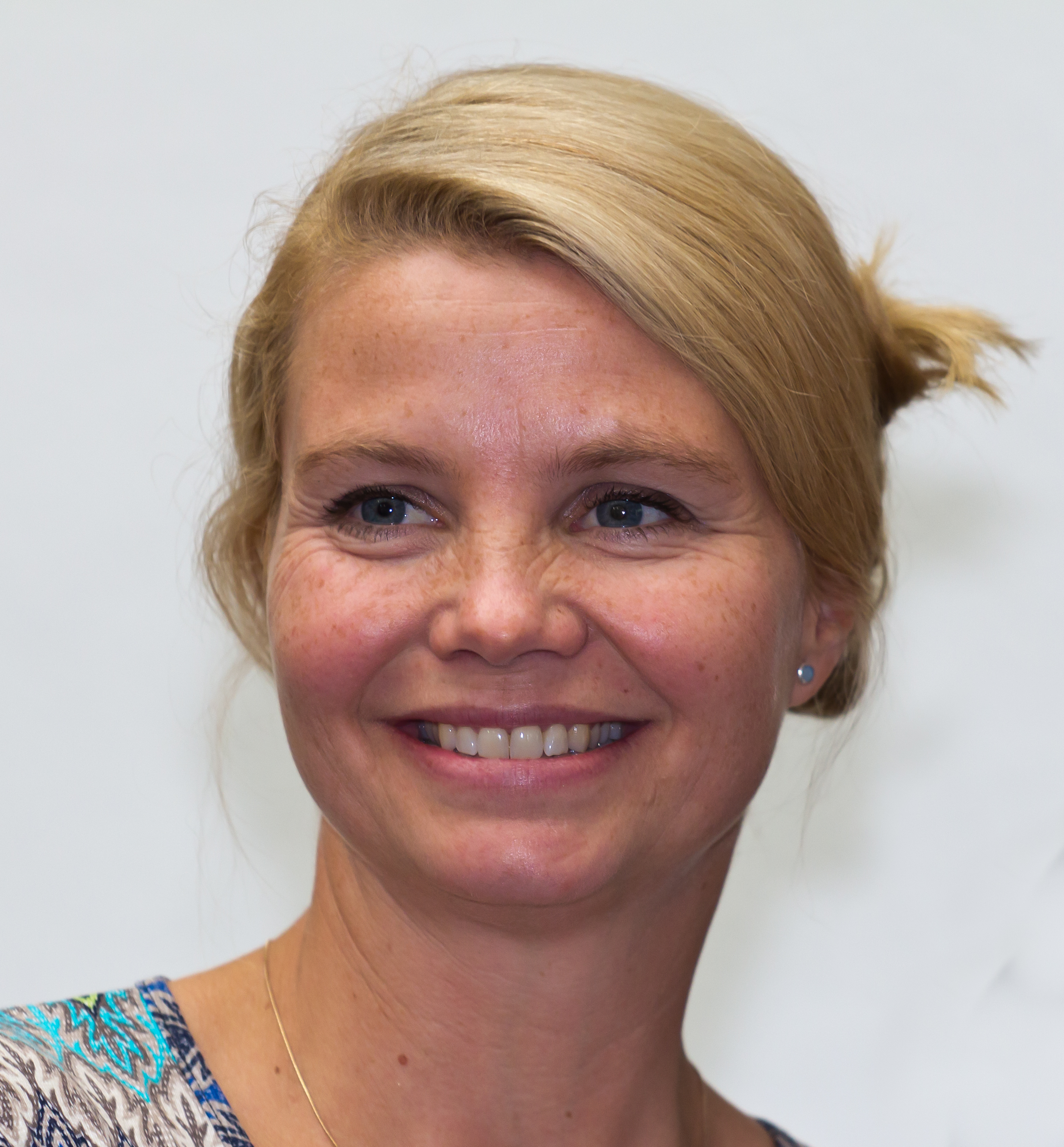
Annette Frier, 2012

- 20. Januar: Komlan Agbeko Assignon, togoischer Fußballspieler
- 20. Januar: Américo Gomes, guinea-bissauischer Popsänger († 2025)
- 20. Januar: Alvin Harrison, US-amerikanischer Leichtathlet und Olympiasieger
- 21. Januar: Malena Alterio, argentinisch-spanische Schauspielerin
- 21. Januar: Remy-Luc Auberjonois, US-amerikanischer Schauspieler
- 21. Januar: Kim Schmitz, Hacker und Unternehmer
- 21. Januar: Alexandre Sperafico, brasilianischer Automobilrennfahrer
- 22. Januar: Jörg Böhme, deutscher Fußballspieler
- 22. Januar: Philipp Evenburg, deutscher Politiker
- 22. Januar: Annette Frier, deutsche Schauspielerin und Komikerin
- 23. Januar: Tiffani-Amber Thiessen, US-amerikanische Schauspielerin
- 24. Januar: Cyril Despres, französischer Enduro- und Rallye-Raid-Fahrer
- 24. Januar: Tanja Hart, deutsche Volleyballspielerin
- 24. Januar: Rokia Traoré, Sängerin
- 25. Januar: Adam Bousdoukos, deutscher Schauspieler
- 25. Januar: Robert Budreau, kanadischer Produzent, Regisseur und Drehbuchautor

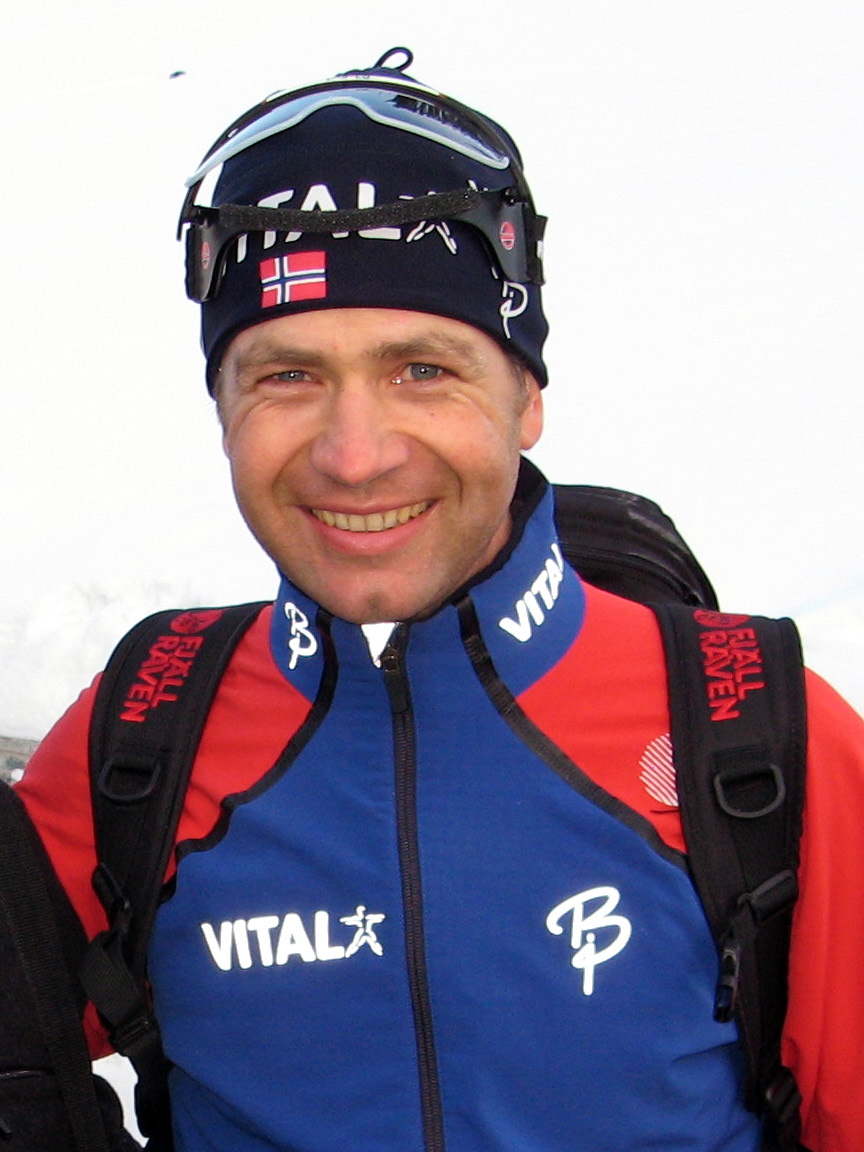
Ole Einar Bjørndalen

- 25. Januar: Claudelle Deckert, deutsche Schauspielerin und Model
- 25. Januar: Marek Mastič, slowakischer Eishockeyspieler
- 26. Januar: Paul Breisch, luxemburgischer Musiker
- 27. Januar: Ole Einar Bjørndalen, norwegischer Biathlet und Olympiasieger
- 27. Januar: Diana Herold, deutsches Fotomodell
- 28. Januar: Haila Mompié, kubanische Sängerin
- 29. Januar: Achim Schürmann, deutscher Handballspieler und Handballtrainer

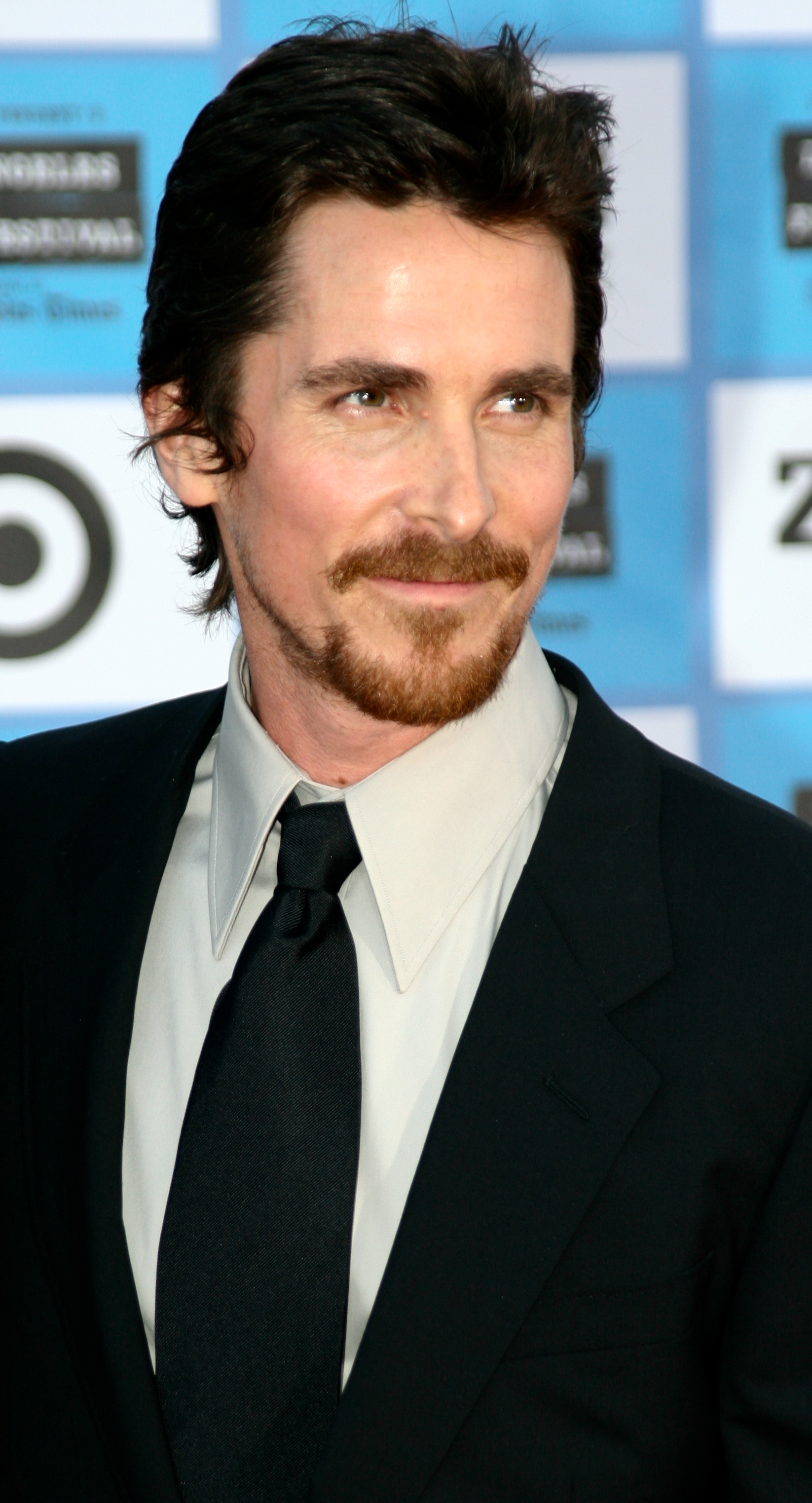
Christian Bale, 2009

- 30. Januar: Christian Bale, britischer Schauspieler
- 30. Januar: Maren Eggert, deutsche Schauspielerin
- 30. Januar: Jemima Goldsmith, britische Journalistin, Film- und Fernsehproduzentin
- 30. Januar: Abdel Zaher El-Saqua, ägyptischer Fußballspieler
- 31. Januar: Regina Aspalter, österreichische Landwirtin und Politikerin
- 31. Januar: Silke Bodenbender, deutsche Theater- und Filmschauspielerin
- 31. Januar: Lisa Karlström, deutsche Schauspielerin
- 31. Januar: Andrew Lockington, kanadischer Komponist
- 31. Januar: Anna Silk, kanadische Schauspielerin

### Februar
- 01. Februar: Roberto Heras, spanischer Radrennfahrer
- 01. Februar: Jesper Rönnbäck, schwedischer Freestyle-Skier
- 02. Februar: Chatuna Narimanidse, georgische Bogenschützin
- 03. Februar: Florian Rousseau, französischer Radrennfahrer
- 05. Februar: Nadine Ernsting-Krienke, deutsche Feldhockeyspielerin
- 06. Februar: Donny Crevels, niederländischer Automobilrennfahrer
- 06. Februar: Jan Thomas Lauritzen, norwegischer Handballspieler
- 06. Februar: Serge Mimpo, kamerunischer Fußballspieler
- 07. Februar: Michael Allen Andrews, US-amerikanischer Politiker
- 07. Februar: Steve Nash, kanadischer Basketballspieler
- 07. Februar: Sergei Wolkow, russischer Schachgroßmeister

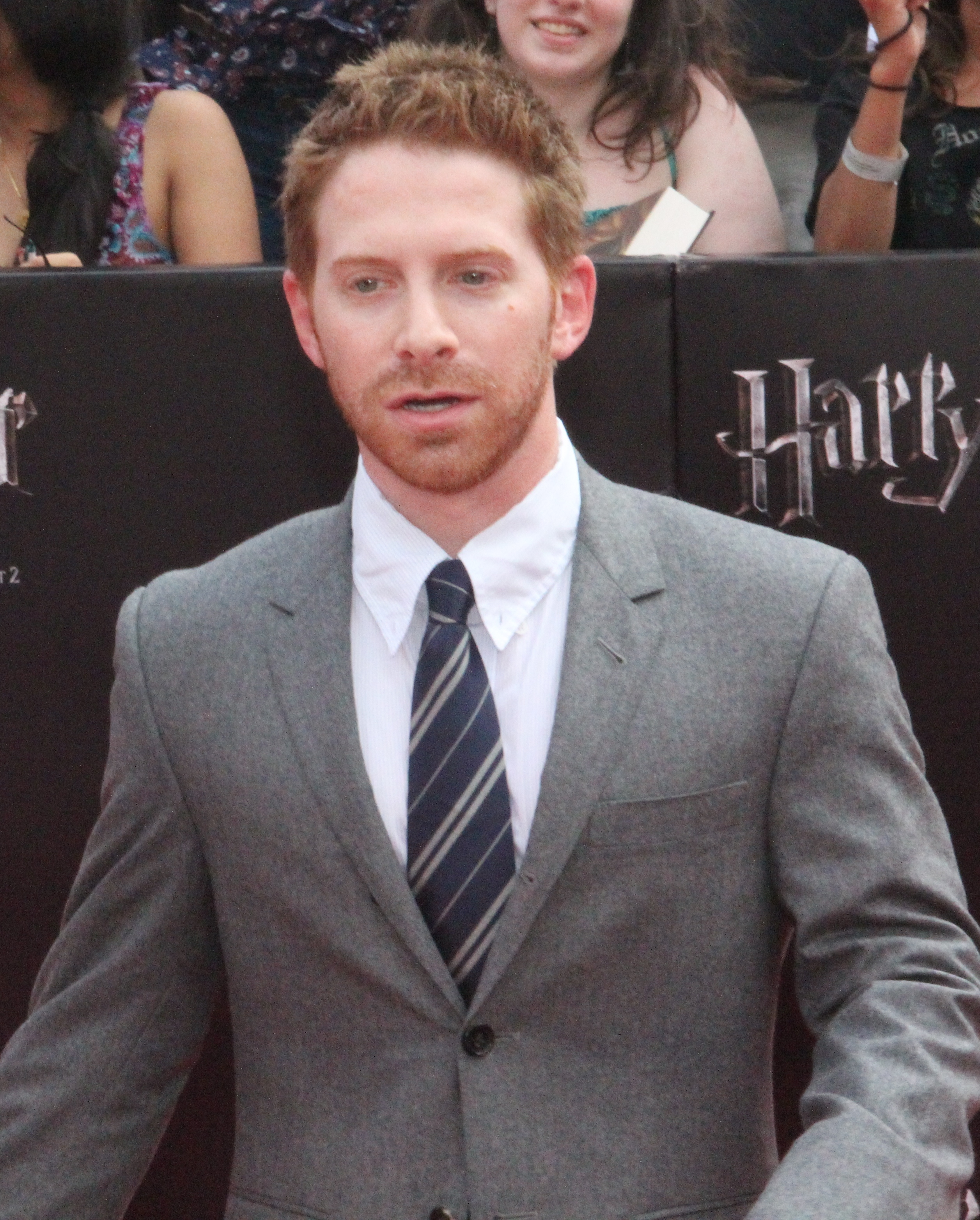
Seth Green, 2011

- 08. Februar: Seth Green, US-amerikanischer Schauspieler
- 09. Februar: Amber Valletta, US-amerikanisches Fotomodell und Filmschauspielerin
- 11. Februar: D’Angelo, US-amerikanischer Rhythm-and-Blues-Musiker
- 11. Februar: Sébastien Hinault, französischer Radrennfahrer
- 12. Februar: Martin Annen, schweizerischer Bobfahrer
- 12. Februar: Toranosuke Takagi, japanischer Automobilrennfahrer
- 13. Februar: Jochen Hinkelbein, deutscher Mediziner († 2025)

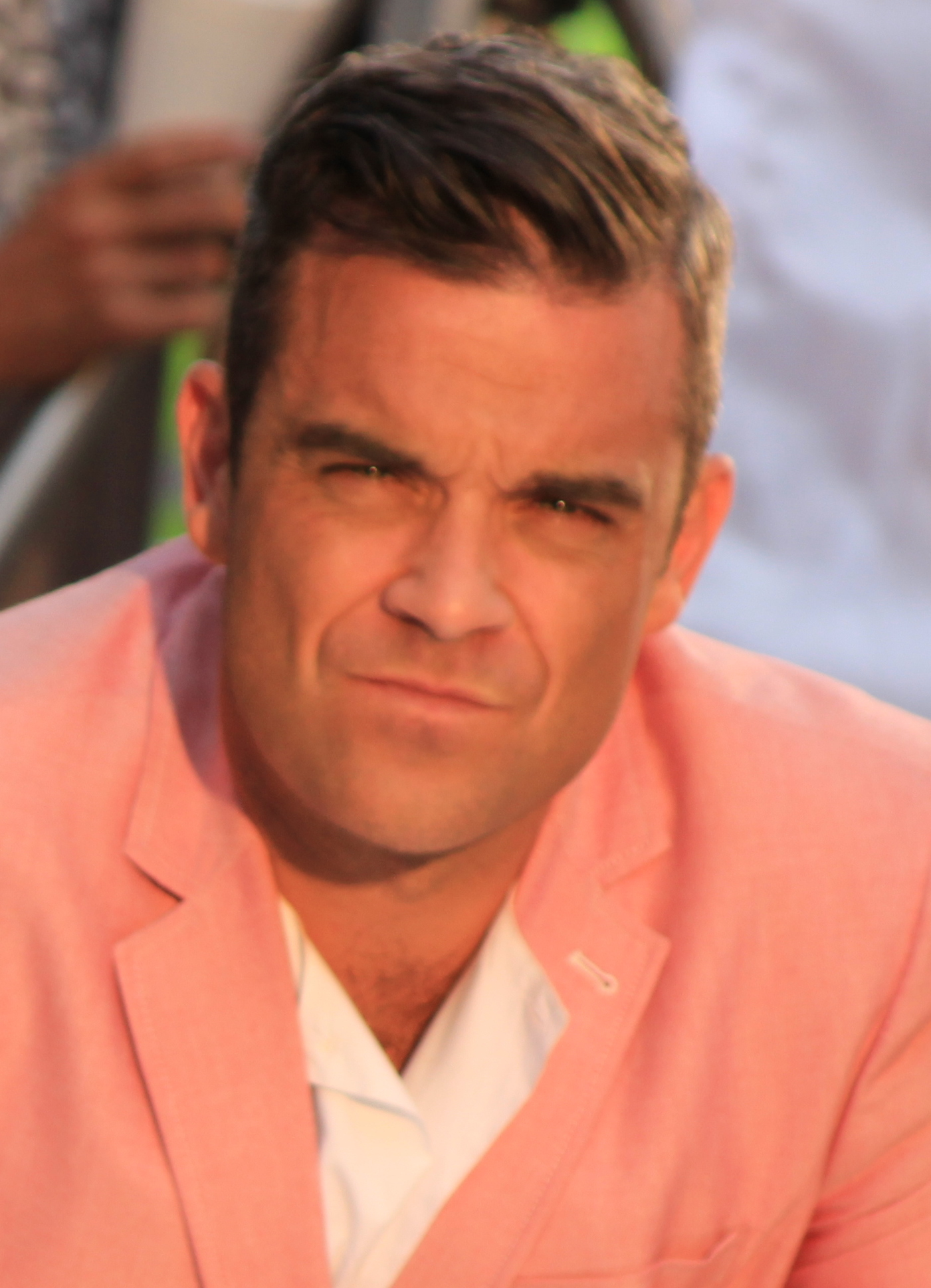
Robbie Williams, 2012

- 13. Februar: Robbie Williams, britischer Musiker und Entertainer
- 14. Februar: Anne Apitzsch, deutsche Schauspielerin
- 14. Februar: Philippe Léonard, belgischer Fußballspieler
- 14. Februar: Gürkan Sermeter, Schweizer Fußballspieler
- 14. Februar: Valentina Vezzali, italienische Fechterin
- 14. Februar: Anita Vulesica, deutsche Schauspielerin
- 15. Februar: James Anderson, englischer Badmintonspieler
- 15. Februar: Gina Lynn, US-amerikanische Pornodarstellerin
- 15. Februar: Tomi Putaansuu, finnischer Hard-Rock-Musiker
- 15. Februar: Alexander Wurz, österreichischer Formel-1-Pilot
- 16. Februar: Jamie Davies, britischer Automobilrennfahrer
- 16. Februar: José Dominguez, portugiesischer Fußballspieler
- 16. Februar: Kathrin Spielvogel, deutsche Schauspielerin
- 17. Februar: Jerry O’Connell, US-amerikanischer Schauspieler
- 17. Februar: Bryan White, US-amerikanischer Country-Sänger
- 18. Februar: Julia Butterfly Hill, US-amerikanische Umweltaktivistin
- 18. Februar: Urška Hrovat, slowenische Skirennläuferin
- 18. Februar: Jewgeni Kafelnikow, russischer Tennisspieler und Olympiasieger
- 18. Februar: Mark Tavassol, deutscher Musiker
- 19. Februar: Sascha Grammel, deutscher Bauchredner und Komiker
- 19. Februar: Minh-Khai Phan-Thi, deutsche Schauspielerin, Moderatorin und Regisseurin
- 21. Februar: Andreas Abel, deutscher Fußballspieler
- 21. Februar: Gilbert Agius, maltesischer Fußballspieler
- 21. Februar: Kevin Blom, niederländischer Fußballschiedsrichter
- 22. Februar: James Blunt, britischer Popsänger
- 22. Februar: Pulsedriver, deutscher DJ und Musikproduzent
- 22. Februar: Markus Schopp, österreichischer Fußballspieler
- 24. Februar: Michael Angerschmid, österreichischer Fußballspieler
- 24. Februar: Takuma Aoki, japanischer Motorradrennfahrer
- 24. Februar: Gila Gamliel, israelische Politikerin
- 24. Februar: Anjanette Kirkland, US-amerikanische Leichtathletin
- 24. Februar: Bonnie Somerville, US-amerikanische Schauspielerin und Sängerin
- 26. Februar: Stefano d’Aste, italienischer Automobilrennfahrer
- 26. Februar: Mikaela Cojuangco-Jaworski, philippinische Springreiterin und Schauspielerin
- 26. Februar: Sébastien Loeb, französischer Rallyefahrer
- 26. Februar: Christian „Chris“ Töpperwien, deutscher Unternehmer, Gastronom und Reality-TV-Teilnehmer
- 26. Februar: Martina Zellner, deutsche Biathletin
- 27. Februar: Colin Edwards, US-amerikanischer Motorradrennfahrer
- 27. Februar: Carte Goodwin, US-amerikanischer Jurist und Politiker
- 28. Februar: Amanda Abbington, britische Schauspielerin
- 28. Februar: Christine Adams, deutsche Stabhochspringerin
- 28. Februar: Janne Lahtela, finnischer Freestyle-Skier
- 28. Februar: Robin Liddell, britischer Automobilrennfahrer
- 28. Februar: Alexander Zickler, deutscher Fußballspieler

### März
- 01. März: Mark-Paul Gosselaar, US-amerikanischer Schauspieler
- 01. März: Liisa Rohleder, finnische Synchronschwimmerin und Savatekämpferin
- 02. März: Marcel Jenni, Schweizer Profi-Eishockey-Spieler
- 02. März: Ante Razov, US-amerikanischer Fußballspieler
- 02. März: Stefanie Stockhorst, deutsche Germanistin und Kulturhistorikerin
- 03. März: David Faustino, US-amerikanischer Schauspieler und Sänger
- 03. März: DJ Noise, DJ und Produzent

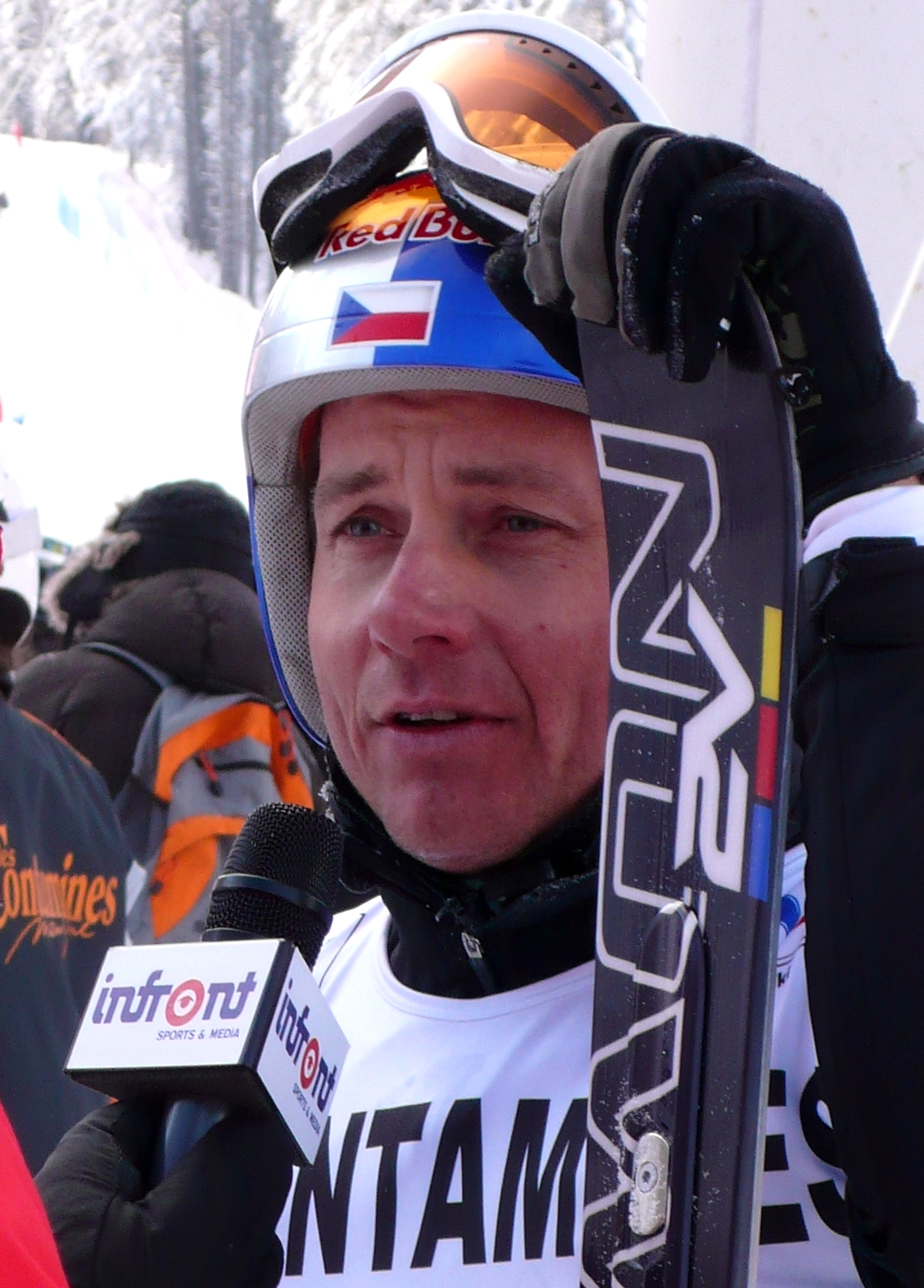
Tomáš Kraus

- 03. März: Tomáš Kraus, tschechischer Skisportler
- 04. März: Indra Angad-Gaur, niederländische Florettfechterin
- 04. März: Karol Kučera, slowakischer Tennisspieler
- 04. März: Ariel Ortega, argentinischer Fußballspieler
- 05. März: Martin A. Hainz, österreichischer Germanist, Literatur- und Übersetzungstheoretiker
- 05. März: Matt Lucas, englischer Schauspieler
- 05. März: Eva Mendes, US-amerikanische Schauspielerin

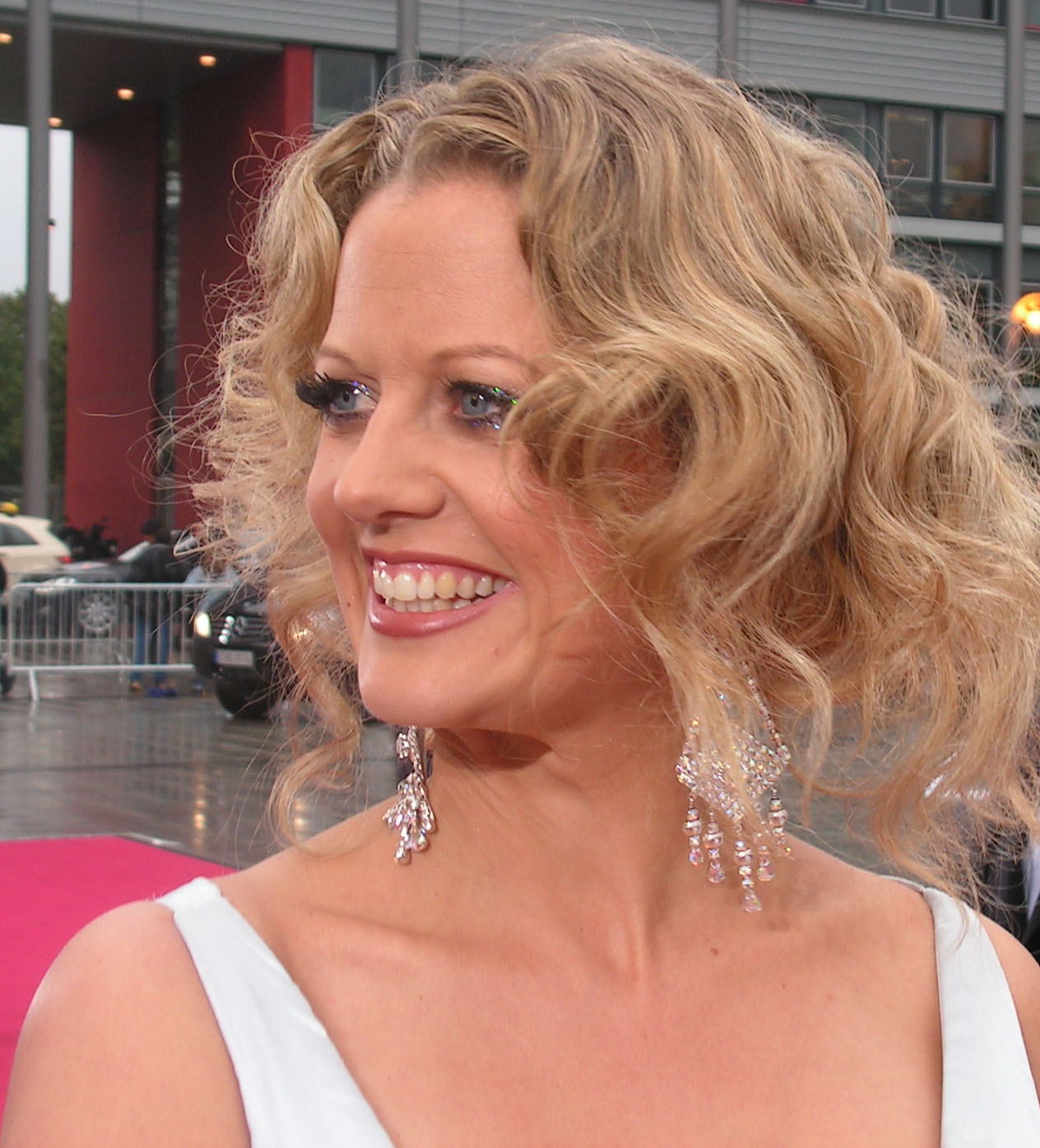
Barbara Schöneberger

- 05. März: Barbara Schöneberger, deutsche Fernsehmoderatorin
- 06. März: Rafael Jedamzik, deutsch-polnischer Eishockeyspieler
- 07. März: Jenna Fischer, US-amerikanische Schauspielerin
- 07. März: Galder Gaztelu-Urrutia, spanischer Regisseur und Filmproduzent
- 07. März: Krizz Kaliko, US-amerikanischer Rapper
- 07. März: Darryl Stephens, US-amerikanischer Schauspieler
- 08. März: Susanne Matussek, deutsche Juristin und Richterin am Bundesgerichtshof
- 08. März: Christiane Paul, deutsche Schauspielerin
- 09. März: Diana Fehr, liechtensteinische Skirennläuferin
- 09. März: Sophie Schütt, deutsche Schauspielerin
- 10. März: Keren Ann, französische Sängerin
- 11. März: Bastian Asdonk, deutscher Autor, Journalist, Musiker und Mitgründer der Videoplattform Hyperbole
- 11. März: Hanna Nitsch, deutsche Künstlerin
- 12. März: Petra Aigner, österreichische Soziologin
- 12. März: Charles Akonnor, ghanaischer und deutscher Fußballspieler
- 13. März: Franziska Schenk, deutsche Eisschnellläuferin und Moderatorin
- 13. März: Dmitri Lykin, russischer Sportschütze
- 14. März: Ahmad Chalfan al-Ghailani, mutmaßliches al-Qaida-Mitglied
- 14. März: Barbara Sotelsek, österreichische Schauspielerin
- 15. März: Anders Andersson, schwedischer Fußballspieler
- 15. März: Stéphane Rochon, kanadischer Freestyle-Skier
- 16. März: Zoë Jenny, Schweizer Schriftstellerin
- 16. März: Anthony Tieku, ghanaischer Fußballspieler
- 17. März: Miloš Jirovský, tschechischer Schachspieler
- 17. März: Tõnis Kasemets, estnisch-US-amerikanischer Automobilrennfahrer
- 18. März: Nik Berger, österreichischer Beachvolleyball-Spieler
- 18. März: Jaschka Lämmert, österreichische Schauspielerin
- 18. März: Stuart Zender, britischer Bassist, Komponist und Musikproduzent
- 19. März: Hanka Kupfernagel, deutsche Radsportlerin
- 19. März: Marcel Tiemann, deutscher Automobilrennfahrer
- 20. März: Mattias Asper, schwedischer Fußballtorwart
- 20. März: Anna Grisebach, deutsche Schauspielerin und Sprecherin
- 20. März: Janine Kunze, deutsche Schauspielerin
- 20. März: Manuela Lutze, deutsche Rudersportlerin, zweifache Olympiasiegerin
- 20. März: Carsten Ramelow, deutscher Fußballspieler

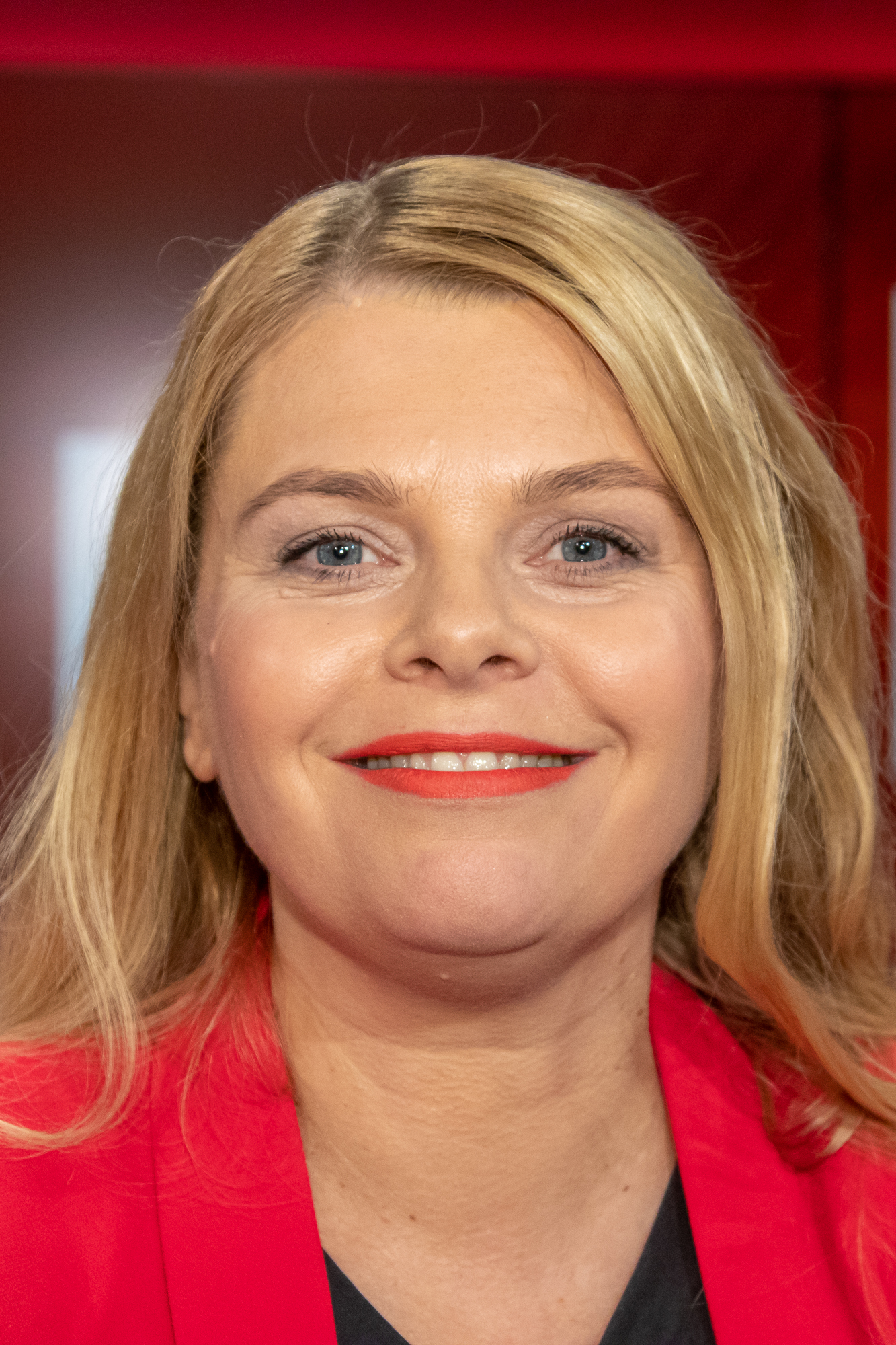
Anne-Sophie Briest

- 21. März: Anne-Sophie Briest, deutsche Schauspielerin
- 21. März: Søren Hansen, dänischer Golfspieler
- 21. März: Klaus Lederer, deutscher Politiker
- 21. März: Regina Schleicher, deutsche Radsportlerin
- 22. März: Lucimar Aparecida de Moura, brasilianische Sprinterin
- 22. März: Elisabeth von Koch, deutsche Schauspielerin und Sprecherin
- 23. März: Patricio Muente, argentinischer Springreiter
- 23. März: Anna Schudt, deutsche Schauspielerin
- 24. März: Alyson Hannigan, US-amerikanische Schauspielerin
- 25. März: Xenia Rappoport, russische Schauspielerin
- 25. März: Lark Voorhies, US-amerikanische Schauspielerin
- 26. März: Søren Haagen Andreasen, dänischer Handballtorwart und Handballtrainer
- 26. März: Mike Rietpietsch, deutscher Fußballspieler
- 27. März: Sandra Ahrens, deutsche Politikerin
- 27. März: Christophe Cresp, französischer Unternehmer und Autorennfahrer
- 27. März: Felicitas von Lovenberg, deutsche Journalistin und Autorin
- 27. März: Gaizka Mendieta, spanischer Profifußballspieler
- 27. März: Christian Rhoden, deutscher Hochspringer

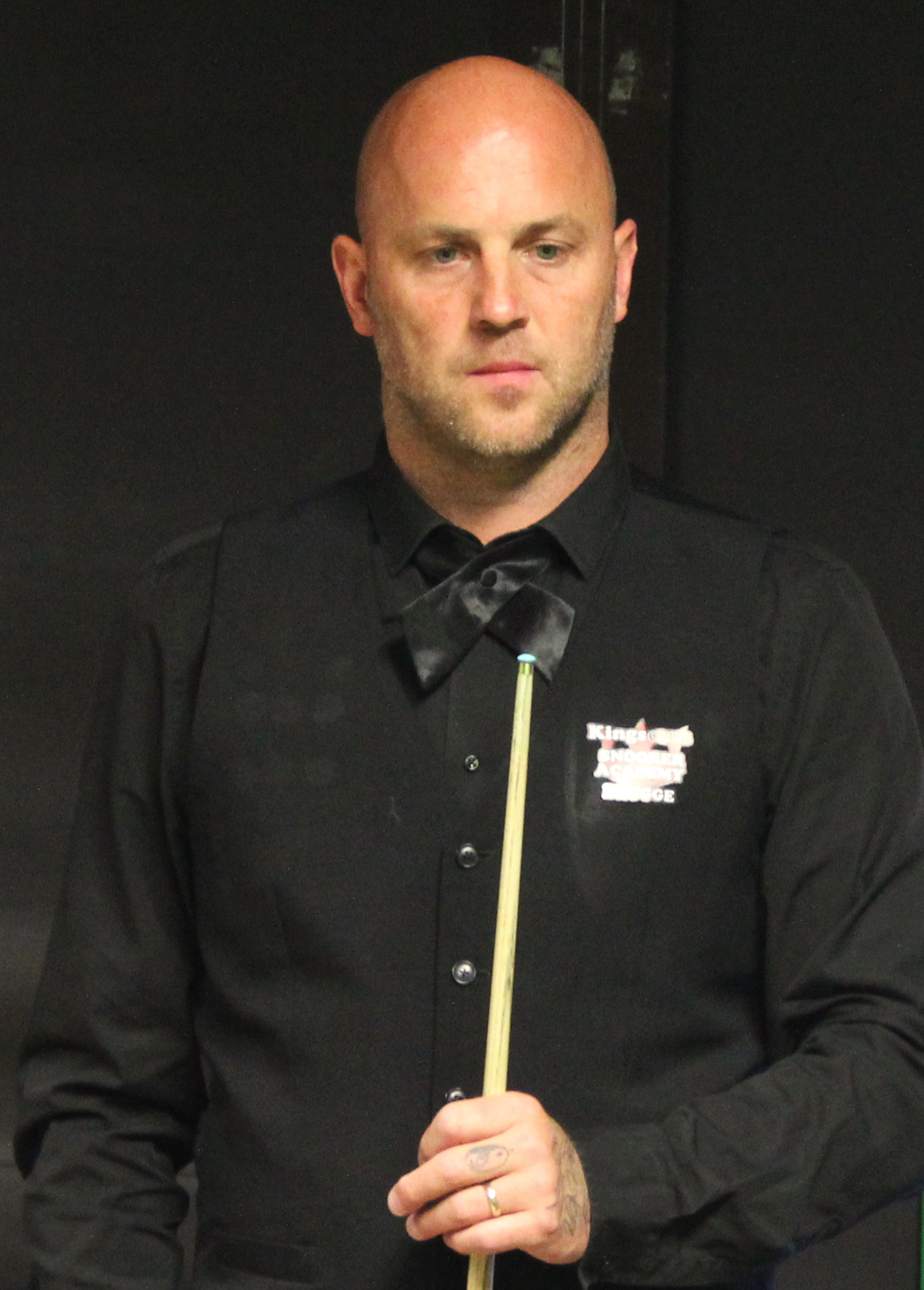
Mark King

- 28. März: Mark King, englischer Snooker-Spieler
- 28. März: Matthias Koeberlin, deutscher Schauspieler
- 28. März: Johanna Paasikangas-Tella, finnische Schachspielerin
- 29. März: Marc Gené, spanischer Automobilrennfahrer
- 30. März: Tomislav Butina, kroatischer Fußballspieler
- 31. März: Karen Heinrichs, deutsche Fernseh- und Hörfunkmoderatorin
- 31. März: Stefan Olsdal, schwedischer Bassist
- 31. März: Barbara Pachl-Eberhart, österreichische Autorin, Pädagogin und Poesietherapeutin

### April
- 01. April: Paolo Bettini, italienischer Radrennfahrer
- 01. April: Tessa Mittelstaedt, deutsche Schauspielerin
- 01. April: Sandra Völker, deutsche Schwimmerin
- 01. April: Christian Voigt, deutscher Jurist und Richter am Bundesgerichtshof
- 01. April: René Andrle, tschechischer Radrennfahrer
- 02. April: Tayfun Korkut, deutsch-türkischer Fußballspieler und -trainer
- 02. April: Alicia Kowaltowski, brasilianische Medizinerin und Biochemikerin
- 03. April: Klavs Hørlykke Bruun Jørgensen, dänischer Handballspieler und -trainer
- 03. April: Mounir al-Motassadeq, marokkanischer Staatsbürger und Terrorhelfer
- 04. April: Jasin Challah, deutscher Schauspieler
- 04. April: Ante Milicic, australischer Fußballspieler
- 04. April: Dave Mirra, US-amerikanischer BMX-Sportler und Automobilrennfahrer († 2016)
- 04. April: Daniel Stendel, deutscher Fußballspieler
- 04. April: Dagmar Spengler, deutsche Cellistin
- 05. April: Josef Winkler, deutscher Politiker
- 06. April: Jay Batzner, US-amerikanischer Komponist und Musikpädagoge
- 06. April: Robert Kovač, kroatischer Fußballspieler
- 06. April: Joseph Merszei, macauischer Automobilrennfahrer
- 07. April: Ronny Ostwald, deutscher Leichtathlet (100-Meter-Sprinter)
- 09. April: David Casteu, französischer Endurorennfahrer
- 09. April: Jenna Jameson, US-amerikanische Pornodarstellerin
- 10. April: Martin Albertsen, dänischer Handballtrainer
- 10. April: Claes Andreas Andersson, schwedischer Fußballspieler
- 10. April: Dascha Lehmann, deutsche Schauspielerin und Synchronsprecherin
- 11. April: Oliver Brand, deutscher Rechtswissenschaftler
- 11. April: Mario Cantaluppi, Schweizer Profifußballspieler
- 11. April: Àlex Corretja, spanischer Tennisspieler
- 11. April: Thomas Häberli, Schweizer Profifußballspieler
- 11. April: Stefanie Stappenbeck, deutsche Schauspielerin
- 11. April: Mirai Yamamoto, japanische Schauspielerin
- 12. April: Belinda Emmett, australische Schauspielerin und Moderatorin († 2006)
- 12. April: Roman Hamrlík, tschechischer Eishockeyspieler

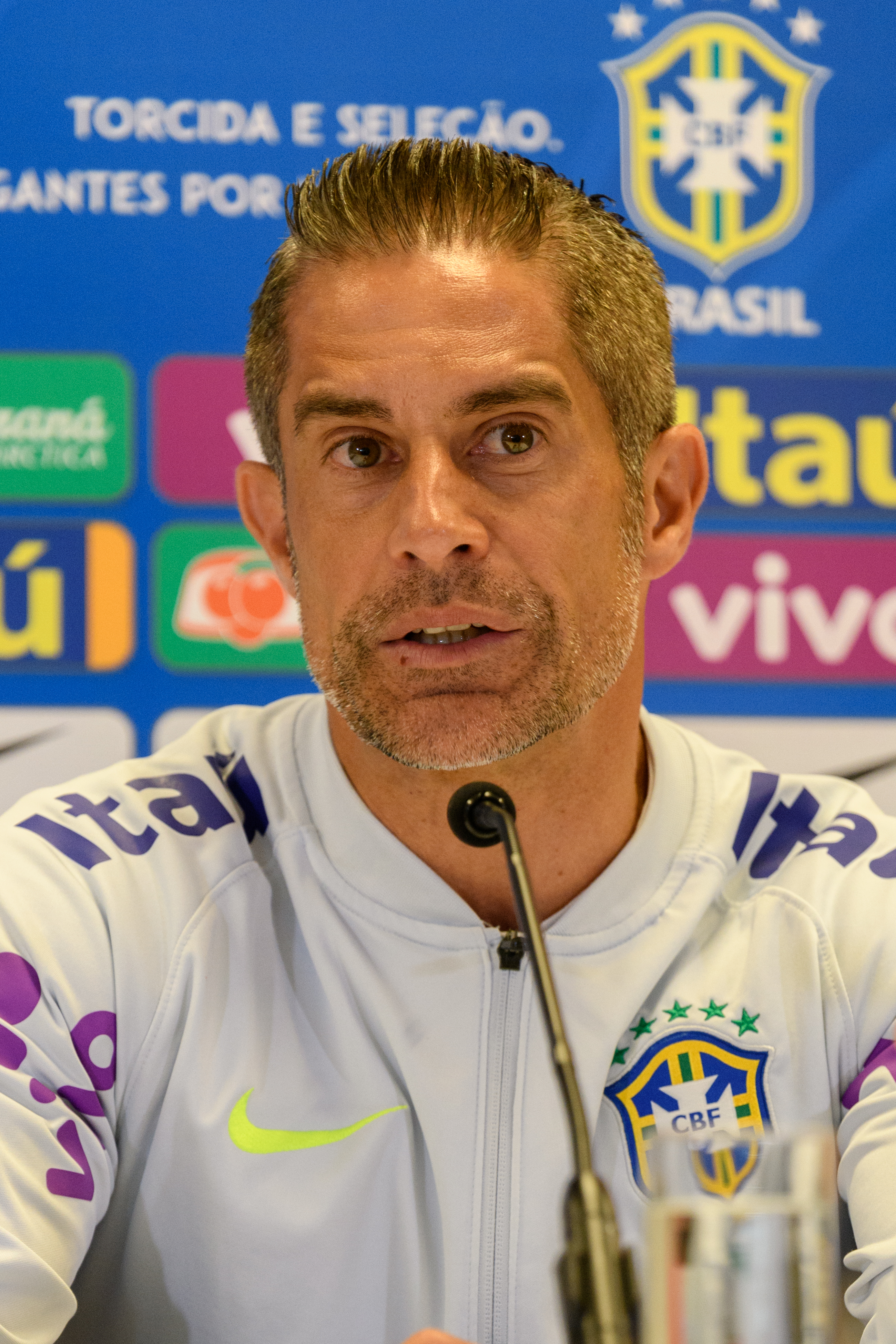
Sylvinho

- 12. April: Silvio Mendes Campos Júnior, bekannt als Sylvinho, brasilianischer Fußballspieler
- 13. April: Sergei Abdukarow, kasachischer Biathlet
- 13. April: Martin Aufmuth, deutscher Lehrer
- 13. April: Martin Höllwarth, österreichischer Skispringer
- 13. April: Sergei Gonchar, russischer Eishockey-Spieler
- 13. April: Juliet Tablak, US-amerikanische Schauspielerin
- 13. April: David Zdrilic, australischer Fußballspieler
- 14. April: Da Brat, US-amerikanische Rapperin
- 14. April: Marko Mühlstein, deutscher Politiker
- 14. April: Mr. Oizo (Quentin Dupieux), französischer Musiker
- 14. April: Laura Tonke, deutsche Schauspielerin
- 15. April: Oleg Kuleschow, russischer Handballspieler und -trainer
- 16. April: Steffen Schroeder, deutscher Schauspieler und Schriftsteller
- 16. April: Zali Steggall, australische Skiläuferin
- 16. April: Thees Uhlmann, deutscher Musiker und Autor
- 17. April: Mikael Åkerfeldt, schwedischer Musiker
- 17. April: Victoria Beckham, britische Popsängerin
- 18. April: Lorraine Pilkington, irische Schauspielerin
- 18. April: Mark Thomas Tremonti, US-amerikanischer Gitarrist
- 19. April: Andrea Diefenbach, deutsche Fotografin
- 19. April: Marcus Ehning, deutscher Springreiter

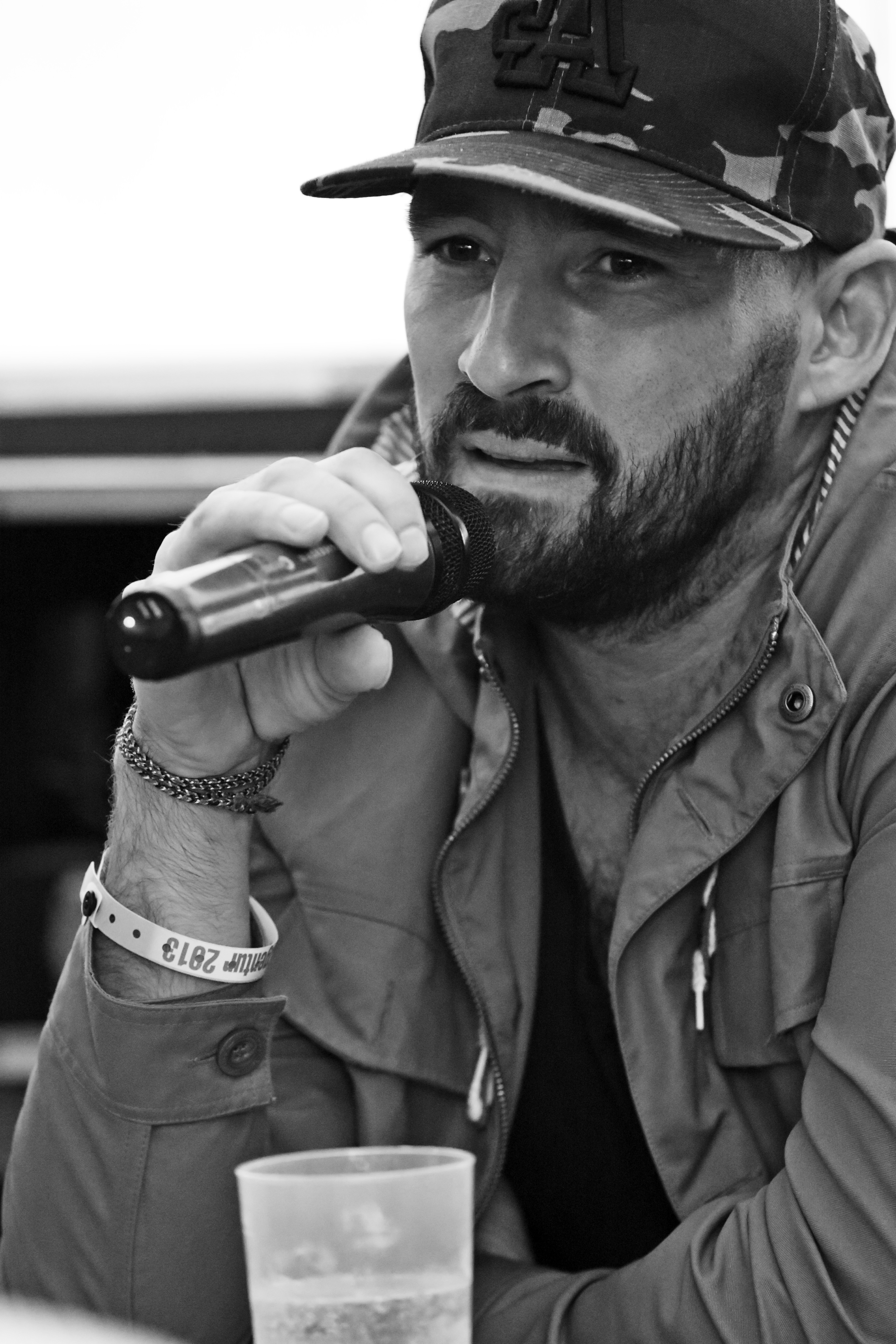
Gentleman

- 19. April: Gentleman, deutscher Reggae-Sänger
- 19. April: Susanne Kellermann, deutsche Kamerafrau, Regisseurin, Produzentin und Schauspielerin
- 19. April: Glenn Skram, norwegischer Nordischer Kombinierer
- 19. April: David Szlezak, österreichischer Handballspieler
- 20. April: Katja Danowski, deutsche Theater- und Filmschauspielerin
- 20. April: Karl Muggeridge, australischer Motorradrennfahrer
- 22. April: Chetan Bhagat, indischer Schriftsteller
- 22. April: Teddy Nordling, finnischer Handballspieler
- 22. April: Shavo Odadjian, US-amerikanischer Bassist armenischer Herkunft
- 23. April: Barry Watson, US-amerikanischer Schauspieler
- 23. April: Carlos Dengler, US-amerikanischer Musiker
- 24. April: Derek Luke, US-amerikanischer Schauspieler
- 25. April: Grant Achatz, US-amerikanischer Dreisternekoch
- 25. April: Gabrielle Odinis, deutsche Schauspielerin
- 25. April: Ursula Strauss, österreichische Schauspielerin und Sängerin
- 25. April: Susanne Wille, Schweizer Journalistin und Moderatorin
- 26. April: Bernd Arold, deutscher Koch
- 26. April: Paula Lambert, deutsche Autorin und Kolumnistin
- 27. April: Edgardo Alberto Adinolfi Duarte, uruguayischer Fußballspieler
- 27. April: Richard Mark Johnson, australischer Fußballspieler
- 27. April: Henning Wiechers, deutscher Handballtorwart
- 28. April: Emile Magellan Abraham, Radrennfahrer aus Trinidad und Tobago

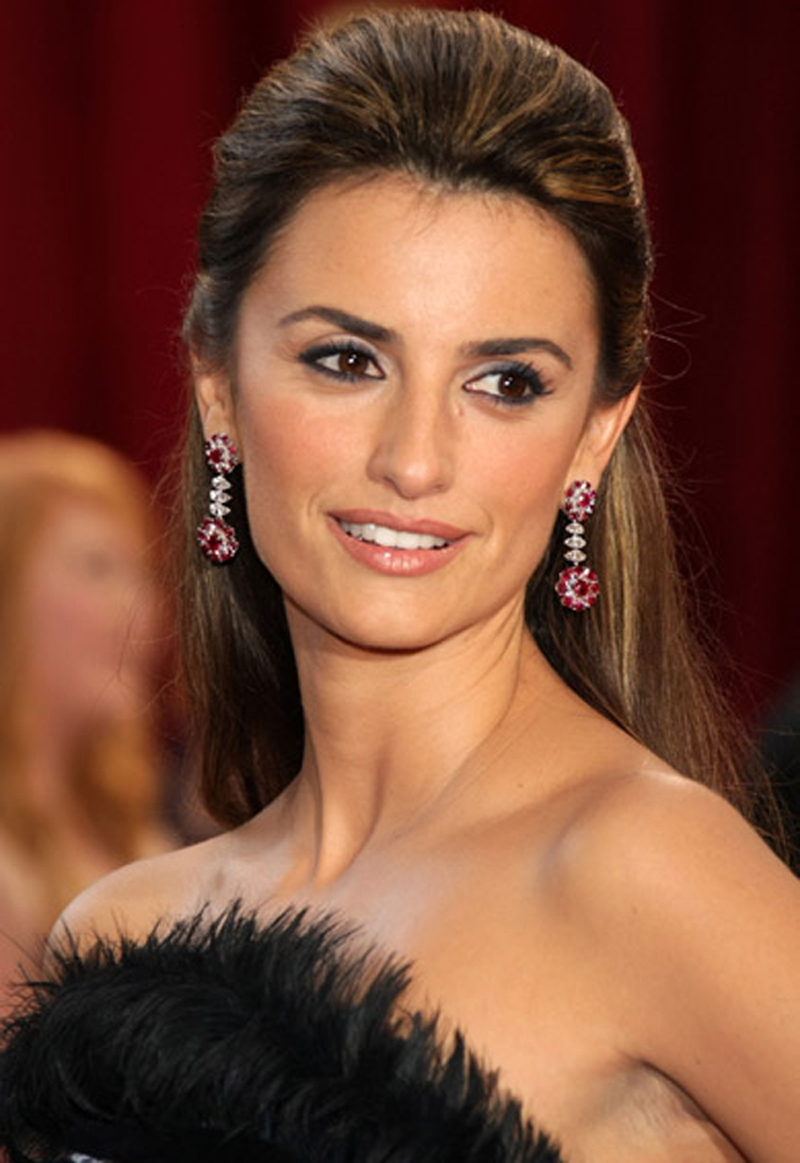
Penélope Cruz, 2006

- 28. April: Penélope Cruz, spanische Schauspielerin
- 28. April: Emanuele Negrini, italienischer Radrennfahrer
- 29. April: Anggun, indonesische Pop-Sängerin
- 29. April: Pascal Cygan, französischer Fußballspieler
- 30. April: Lars Löllmann, deutscher Schauspieler

### Mai
- 01. Mai: Marc Seliger, deutscher Eishockeytorhüter
- 02. Mai: Laura Dünnwald, Fernsehmoderatorin der ARD
- 03. Mai: Jukka Hentunen, finnischer Eishockeyspieler
- 04. Mai: Krassimir Kotschew, bulgarischer Ringer († 2025)
- 05. Mai: Seiji Ara, japanischer Automobilrennfahrer
- 06. Mai: Jens-Uwe Maiwald, deutscher Schach-Großmeister
- 07. Mai: Ben Bostrom, US-amerikanischer Motorradrennfahrer
- 07. Mai: Breckin Meyer, US-amerikanischer Schauspieler
- 10. Mai: Séverine Caneele, französische Schauspielerin
- 10. Mai: Leandro Maria Alves, osttimoresischer Geistlicher

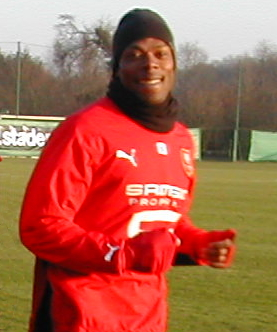
Sylvain Wiltord

- 10. Mai: Sylvain Wiltord, französischer Fußballspieler
- 11. Mai: Simon Olof Karl Aspelin, schwedischer Tennisspieler
- 12. Mai: Paweł Niedźwiecki, polnischer Radrennfahrer
- 13. Mai: Birgit Stauber, österreichische Schauspielerin, Drehbuchautorin und Regisseurin
- 14. Mai: Keram Malicki-Sánchez, kanadischer Filmschauspieler
- 14. Mai: Florian Odendahl, deutscher Schauspieler
- 15. Mai: Nicola Trub, deutsche Schauspielerin
- 16. Mai: Josef Buchner, deutscher Nordischer Kombinierer
- 16. Mai: Laura Pausini, italienische Sängerin
- 17. Mai: Katja Frenzel, deutsche Schauspielerin
- 18. Mai: Carolyn Sampson, englische Sängerin
- 20. Mai: Marko Tratar, slowenischer Schachspieler
- 20. Mai: Marc Zwinz, deutscher Schauspieler
- 21. Mai: Bettina Hoppe, deutsche Schauspielerin
- 21. Mai: Claudia Müller, deutsche Fußballspielerin
- 21. Mai: Julia Thurnau, deutsche Schauspielerin
- 22. Mai: Christine Prayon, deutsche Schauspielerin und Kabarettistin
- 22. Mai: Daniel Reichelt, deutscher Jurist
- 22. Mai: Benjamin Schmidt, deutscher Jurist und Richter am Bundessozialgericht
- 22. Mai: Stefan Strauch, deutscher Handballspieler
- 23. Mai: Mellow Mark, deutscher Musiker

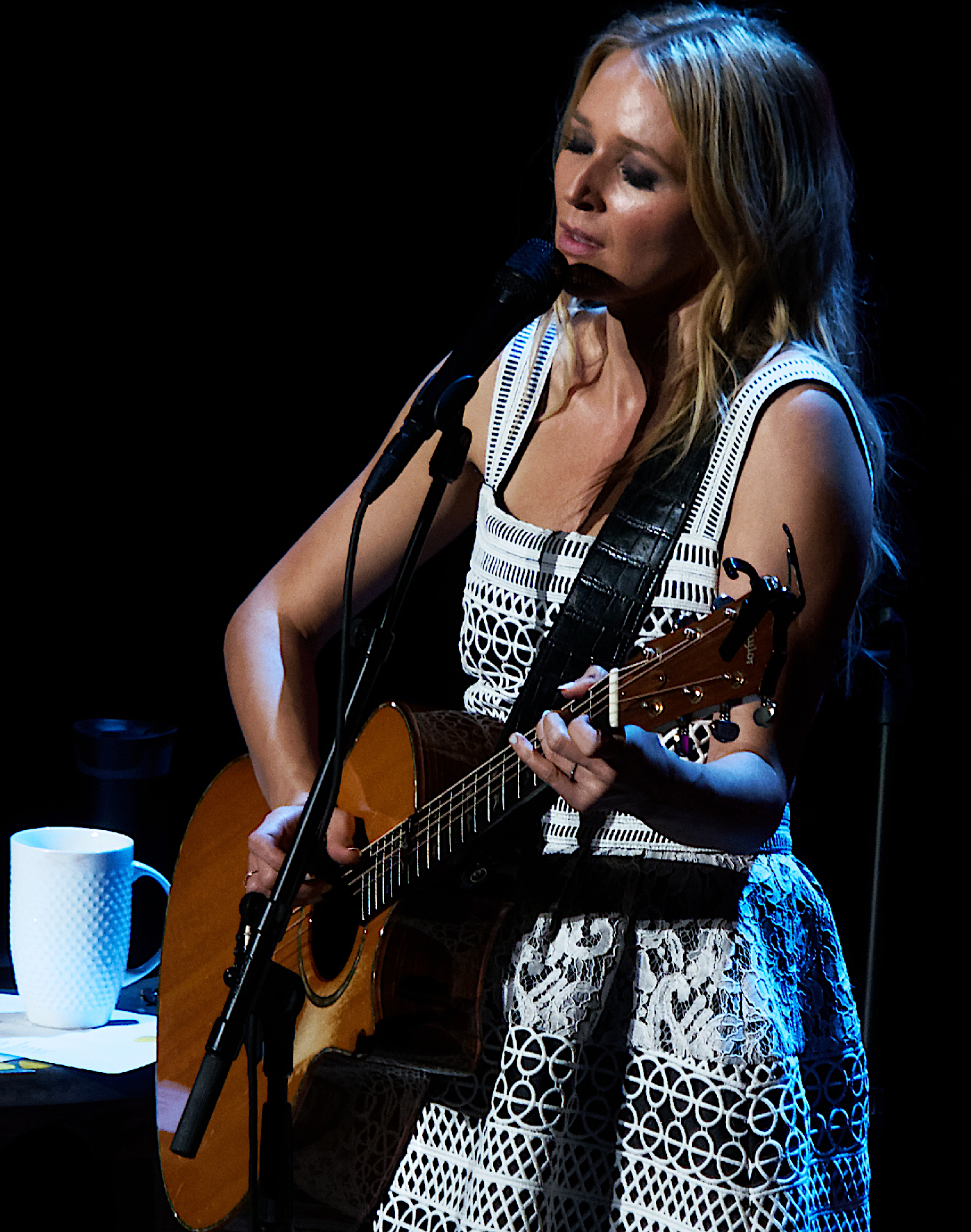
Jewel

- 23. Mai: Jewel, US-amerikanische Sängerin und Schauspielerin
- 23. Mai: Manuela Schwesig, deutsche Politikerin, Familienministerin
- 23. Mai: Gisa Zach, deutsche Schauspielerin
- 24. Mai: Carsten Mell, deutscher Illustrator und Comiczeichner
- 25. Mai: Dirk Brandes, deutscher Politiker
- 25. Mai: Oka Nikolov, mazedonischer Fußballspieler
- 25. Mai: Frank Klepacki, US-amerikanischer Computerspiel-Komponist
- 26. Mai: Kozue Amano, japanische Manga-Zeichnerin
- 26. Mai: Sílvio Antônio, brasilianischer Fußballspieler
- 27. Mai: Robert Kolar, österreichischer Schauspieler
- 28. Mai: Hans Jörg Butt, deutscher Fußballspieler
- 29. Mai: Oliver Fleischer, deutscher Schauspieler
- 30. Mai: Big L, Rapper († 1999)
- 30. Mai: Sergei Wiktorowitsch Jekimow, russischer Komponist
- 30. Mai: Marco Jakobs, deutscher Leichtathlet und Bobfahrer (Olympiasieger)
- 30. Mai: Peter Wrolich, österreichischer Radrennfahrer

### Juni

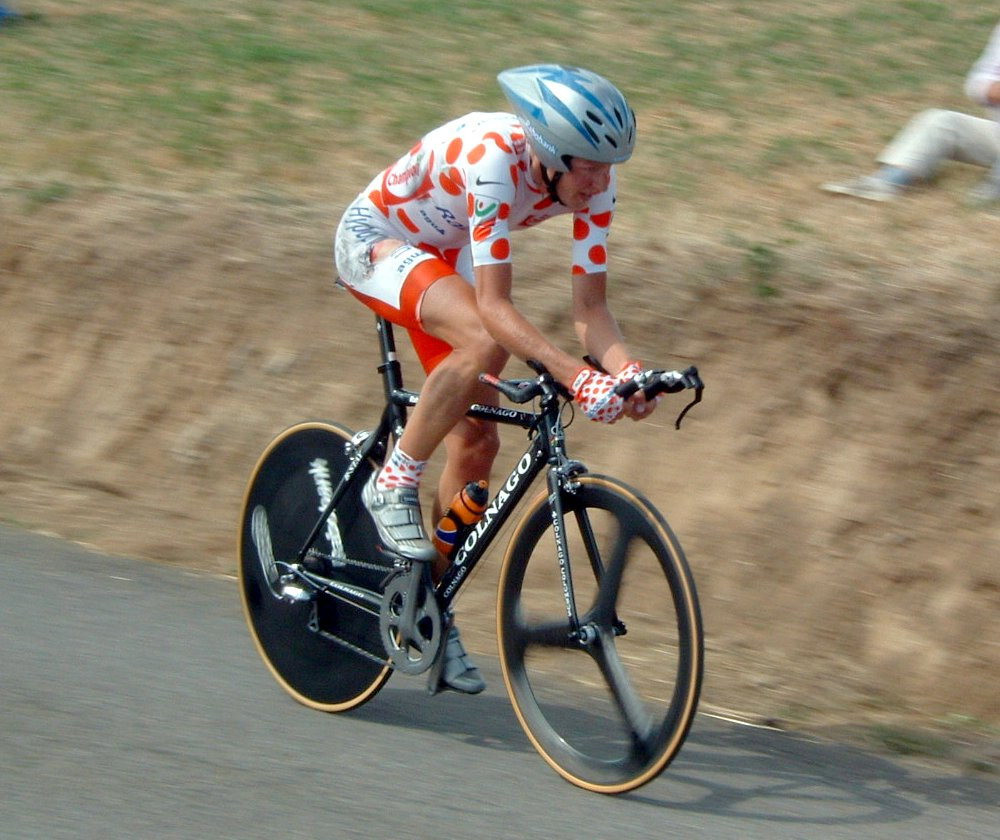
Michael Rasmussen

- 01. Juni: Michael Rasmussen, dänischer Radrennfahrer
- 01. Juni: Alanis Morissette, kanadische Sängerin und Musikerin
- 02. Juni: Gata Kamsky, US-amerikanischer Schachgroßmeister mit tatarisch-russischen Wurzeln
- 02. Juni: Sergei Pogorelow, russischer Handballspieler († 2019)
- 02. Juni: Henning Siemens, deutscher Handballspieler
- 03. Juni: Jonne Järvelä, finnischer Gitarrist, Sänger, Komponist und Frontmann der Metal-Band Korpiklaani
- 03. Juni: Serhij Rebrow, ukrainischer Fußballspieler
- 04. Juni: Alexander Mierzwa, deutscher Handballspieler
- 05. Juni: Barbara Terpoorten, Schweizer Schauspielerin
- 06. Juni: Dunja Hayali, deutsche Journalistin und Fernsehmoderatorin irakischer Herkunft
- 06. Juni: Peter Ketnath, deutscher Schauspieler
- 06. Juni: Barbara Niedernhuber, deutsche Rodlerin
- 07. Juni: Mahesh Bhupathi, indischer Tennisspieler
- 07. Juni: Bear Grylls, britischer Abenteurer
- 07. Juni: Giorgio Marengo, italienischer Bischof und Kardinal, Apostolischer Präfekt von Ulaanbaatar
- 08. Juni: Emel, Schweizer Soulsängerin
- 08. Juni: Anfilogino Guarisi, brasilianisch-italienischer Fußballspieler
- 09. Juni: Alexander Aeschbach, Schweizer Profi-Radrennfahrer
- 10. Juni: Anders Buchardt, norwegischer Unternehmer und Automobilrennfahrer
- 10. Juni: Dustin Lance Black, US-amerikanischer Drehbuchautor
- 10. Juni: Mohamed Emara, ägyptischer Fußballspieler
- 11. Juni: Richard Graf von der Schulenburg, deutscher Keyboarder
- 12. Juni: Markus Anfang, deutscher Fußballspieler
- 12. Juni: Christine Francke, deutsche Fußballspielerin
- 13. Juni: Kati Bellowitsch, österreichische Fernseh- und Radiomoderatorin
- 13. Juni: Steve-O, US-amerikanischer Aktionskünstler
- 14. Juni: Markus Aspelmeyer, österreichischer Physiker und Universitätsprofessor
- 15. Juni: Marzio Bruseghin, italienischer Radrennfahrer
- 15. Juni: John Norman Jnr, kanadischer Dartspieler

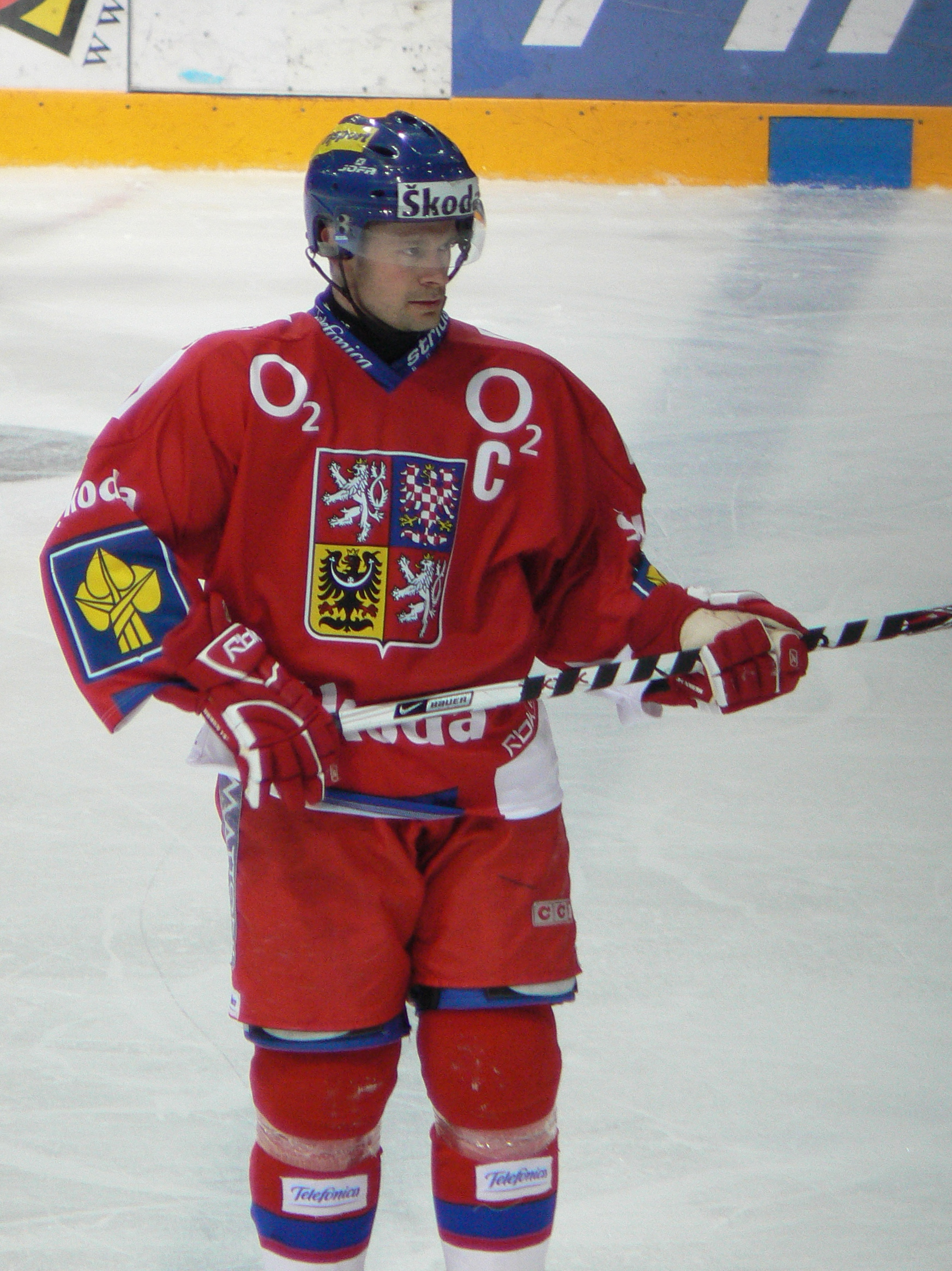
Radek Hamr

- 15. Juni: Radek Hamr, tschechischer Eishockeyspieler und -trainer
- 15. Juni: Shirana Shahbazi, Schweizer Fotografin
- 15. Juni: Andrejs Vlascenko, deutsch-lettischer Eiskunstläufer und Trainer
- 16. Juni: Adrian Weyermann, schweizerischer Indiepop-Sänger
- 17. Juni: Krayzie Bone, US-amerikanischer Rapper
- 18. Juni: König Boris, deutscher Rapper
- 18. Juni: Vincenzo Montella, italienischer Fußballspieler
- 19. Juni: Bülent Ataman, türkischer Fußballtorhüter
- 20. Juni: Christian Hagemann, belgischer Handballspieler
- 20. Juni: Lorenzo Squizzi, italienischer Fußballspieler
- 21. Juni: Tina Schüßler, deutsche Profisportlerin Boxen, Kickboxen, Bodybuilding
- 21. Juni: Maggie Siff, US-amerikanische Schauspielerin
- 21. Juni: Roman Simon, deutscher Politiker
- 21. Juni: Altin Volaj, albanischer Komponist und Musikpädagoge
- 22. Juni: Ruslan Alexejewitsch Adschindschal, russisch-abchasischer Fußballspieler
- 22. Juni: Dennis Andersen, dänischer Automobilrennfahrer
- 22. Juni: Jo Cox, britische Politikerin († 2016)
- 22. Juni: Christian Montillon, deutscher Science-Fiction-Autor
- 24. Juni: Tamina Kallert, deutsche Fernsehmoderatorin
- 25. Juni: Ceylan Avcı, türkisch-kurdische Sängerin
- 26. Juni: Dieter Kalt, österreichischer Eishockeyspieler
- 26. Juni: Stephan Zinner, deutscher Kabarettist, Musiker und Schauspieler
- 27. Juni: Dendemann, deutscher Musiker
- 27. Juni: Sébastien Dumez, französischer Automobilrennfahrer
- 27. Juni: Kristin Meyer, deutsche Schauspielerin
- 27. Juni: Christopher O’Neill, britisch-amerikanischer Geschäftsmann
- 28. Juni: Helene Grass, deutsche Schauspielerin
- 28. Juni: Kirsty Mitchell, schottische Schauspielerin
- 29. Juni: Rogier Bosman, niederländischer Jazzmusiker
- 29. Juni: Mirja Mahir, deutsche Schauspielerin
- 29. Juni: Tobias Rose, deutscher Ruderer
- 29. Juni: Selma Üsük, türkisch-deutsche Fernsehmoderatorin
- 30. Juni: Juli Zeh, deutsche Schriftstellerin und Juristin
- 30. Juni: Hezekiél Sepeng, südafrikanischer Mittelstreckenläufer

### Juli
- 01. Juli: Raoul Biltgen, Luxemburger Schauspieler und Schriftsteller
- 01. Juli: Michele Krasnoo, US-amerikanische Schauspielerin

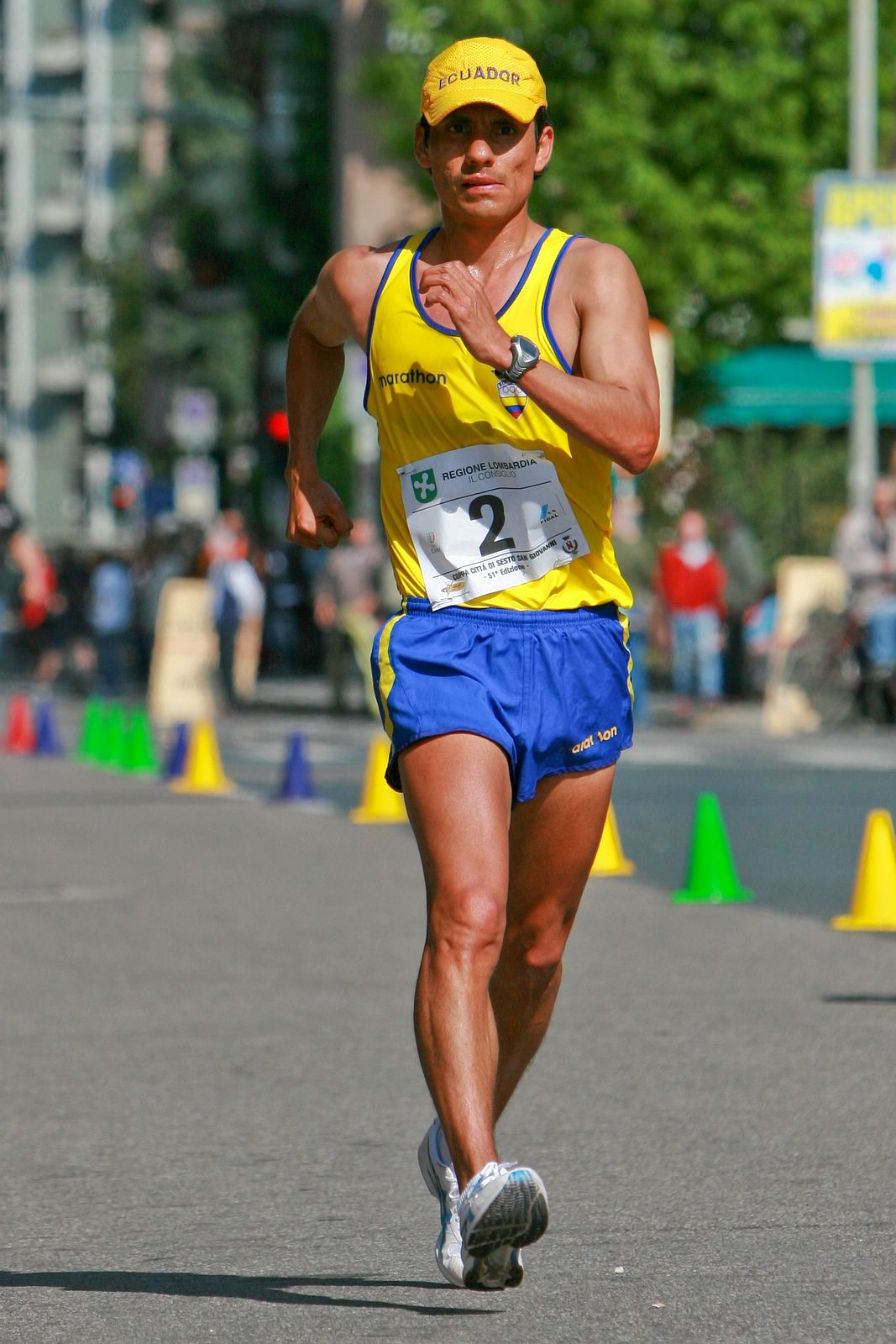
Jefferson Pérez, 2008

- 01. Juli: Jefferson Pérez, ecuadorianischer Leichtathlet und Olympiasieger
- 02. Juli: Matthew Reilly, australischer Schriftsteller
- 03. Juli: Stephan Luca, deutscher Schauspieler
- 03. Juli: Gabor Schablitzki, deutscher DJ, Musiker und Musikproduzent
- 04. Juli: Jakob Larsen, grönländischer Handballspieler und -trainer
- 05. Juli: Márcio Amoroso, brasilianischer Fußballspieler
- 05. Juli: Moritz Freise, deutscher Filmmusikkomponist
- 05. Juli: Roberto Locatelli, italienischer Motorradrennfahrer
- 05. Juli: Gard Myhre, norwegischer Nordischer Kombinierer
- 06. Juli: Diego Fernando Klimowicz, argentinischer Fußballspieler
- 06. Juli: Zé Roberto, brasilianischer Fußballspieler
- 07. Juli: Ingo Rasper, deutscher Regisseur und Drehbuchautor
- 07. Juli: Liv Grete Skjelbreid, norwegische Biathletin
- 08. Juli: Elvir Baljić, bosnischer Fußballspieler der Nationalmannschaft
- 08. Juli: Thierry van den Bosch, französischer Motorradrennfahrer
- 08. Juli: Marco Fortin, italienischer Fußballtorhüter
- 08. Juli: Schanna Wladimirowna Friske, russische Schauspielerin und Sängerin († 2015)
- 08. Juli: Ulrich Kaufmann, österreichischer Filmemacher, Video- und Installationskünstler
- 09. Juli: Ross Antony, deutscher Popsänger und Musical-Darsteller
- 09. Juli: Adriane Rickel, deutsche Quizspielerin
- 09. Juli: Nikola Sarcevic, schwedischer Sänger und Musiker
- 10. Juli: Daniele Adani, italienischer Fußballspieler
- 10. Juli: Patricia Lueger, deutsche Schauspieler
- 10. Juli: Andrea Nuyt, niederländische Eisschnellläuferin
- 11. Juli: Robert Arnesen, norwegischer Bandyspieler
- 11. Juli: Michael Hartmann, deutscher Fußballspieler
- 11. Juli: Sotiria Loucopoulos, deutsche Schauspielerin
- 12. Juli: Olivier Adam, französischer Schriftsteller und Drehbuchautor
- 12. Juli: Sharon Janny den Adel, niederländische Sängerin und Songschreiberin
- 13. Juli: Deborah Cox, kanadische Sängerin
- 13. Juli: Caroline Kiesewetter, deutsche Schauspielerin
- 13. Juli: Oriol Servià, spanischer Automobilrennfahrer
- 13. Juli: Jarno Trulli, italienischer Formel-1-Rennfahrer

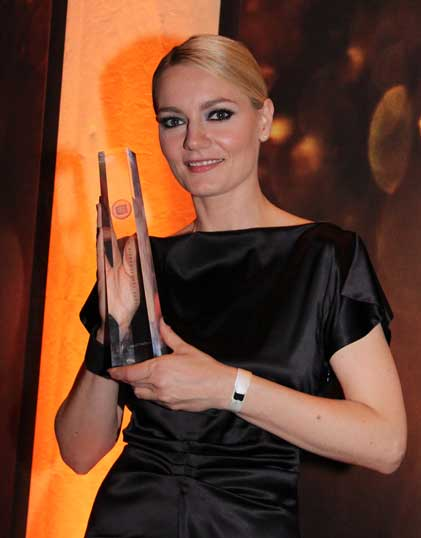
Martina Hill, 2012

- 14. Juli: Martina Hill, deutsche Schauspielerin, Komikerin und Synchronsprecherin
- 16. Juli: Jens Scharping, deutscher Fußballspieler
- 16. Juli: Chris Pontius, US-amerikanischer Aktionskünstler
- 16. Juli: Alexander Maier, österreichischer Snowboarder
- 17. Juli: Hassan Annouri, marokkanischer Musiker und Produzent
- 17. Juli: Boris Collardi, schweizerisch-italienischer Bankmanager
- 17. Juli: Claudio Javier López, argentinischer Fußballspieler
- 18. Juli: Derek Lamot Anderson, US-amerikanischer Basketballspieler
- 19. Juli: Ole Martin Årst, norwegischer Fußballspieler
- 19. Juli: Francisco Copado, spanisch-deutscher Fußballspieler
- 21. Juli: Rajko Tavčar, slowenischer Fußballspieler
- 22. Juli: Fabrice Michel Claude Anthamatten, französisch-schweizerischer Krimineller
- 22. Juli: Mogamed Ibragimow, aserbaidschanischer Ringer
- 22. Juli: Ian James, britischer Autorennfahrer

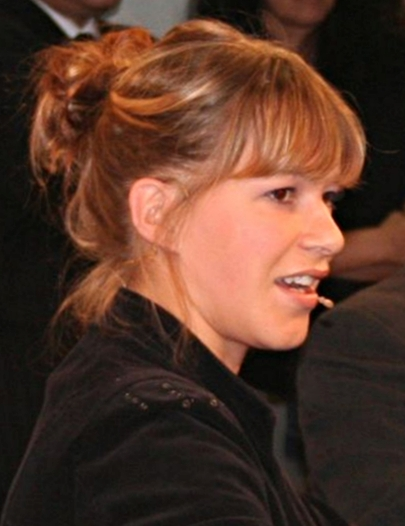
Franka Potente, 2005

- 22. Juli: Franka Potente, deutsche Schauspielerin
- 22. Juli: Philipp Weber, deutscher Kabarettist und Autor
- 23. Juli: Martin Amerhauser, österreichischer Profifußballspieler
- 23. Juli: Maurice Greene, US-amerikanischer Leichtathlet
- 23. Juli: Frode Hagen, norwegischer Handballspieler
- 23. Juli: Dokter Renz, deutscher Rapper
- 23. Juli: Rik Verbrugghe, belgischer Radsportler
- 24. Juli: Olimpia Ajakaiye, polnische Schauspielerin und Moderatorin
- 24. Juli: Pedro Arreitunandia Quintero, spanischer Radrennfahrer
- 25. Juli: Gareth Thomas, britischer Rugbyspieler
- 26. Juli: Daniel Negreanu, kanadischer Pokerspieler
- 26. Juli: Sebastian Sorger, deutscher Regisseur
- 27. Juli: Alfons Sánchez, andorranischer Fußballspieler
- 28. Juli: Lisandro Abadie, argentinischer Bassbariton
- 28. Juli: Afroman, US-amerikanischer Rapper
- 28. Juli: Alexis Tsipras, griechischer Politiker
- 29. Juli: Viktoria Tolstoy, schwedische Jazzsängerin
- 29. Juli: Josh Radnor, US-amerikanischer Schauspieler
- 29. Juli: Maja Sommerlund, dänische Handballspielerin
- 30. Juli: Jacek Dukaj, polnischer Science-Fiction- und Fantasy-Schriftsteller

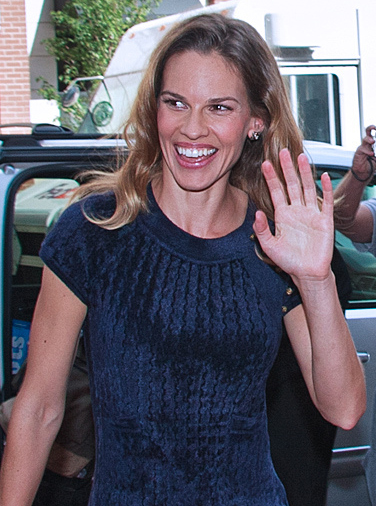
Hilary Swank

- 30. Juli: Hilary Swank, US-amerikanische Schauspielerin
- 31. Juli: Emilia Fox, britische Schauspielerin

### August
- 01. August: Enie van de Meiklokjes, deutsche Fernseh-Moderatorin
- 04. August: Kily González, argentinischer Fußballspieler
- 05. August: Kajol, indische Schauspielerin
- 05. August: Christian Vann, britischer Automobilrennfahrer
- 06. August: Aleksandr Jaschewski, weißrussischer römisch-katholischer Bischof
- 08. August: David Juříček, tschechischer Handballspieler
- 08. August: Mikael Torfason, isländischer Schriftsteller, Journalist und Filmregisseur
- 09. August: Senta Auth, deutsche Schauspielerin
- 09. August: Miriam Lahnstein, deutsche Schauspielerin
- 09. August: Raphaël Poirée, französischer Biathlet
- 09. August: Nicola Stapleton, britische Schauspielerin
- 11. August: Catherine Bode, deutsche Schauspielerin
- 13. August: Andreas Larsson, schwedischer Handballspieler
- 13. August: Joe Perry, englischer Snooker-Spieler
- 14. August: Kenneth Lavon Atkins, US-amerikanischer Basketballspieler
- 14. August: Susanne Gärtner, deutsche Schauspielerin
- 14. August: Christopher Gorham, US-amerikanischer Schauspieler
- 14. August: Christopher Koskei, kenianischer Läufer
- 15. August: Birgit Wiedel Weidinger, deutsche Schauspielerin
- 15. August: Natasha Henstridge, kanadische Schauspielerin Natasha Henstridge, 2009

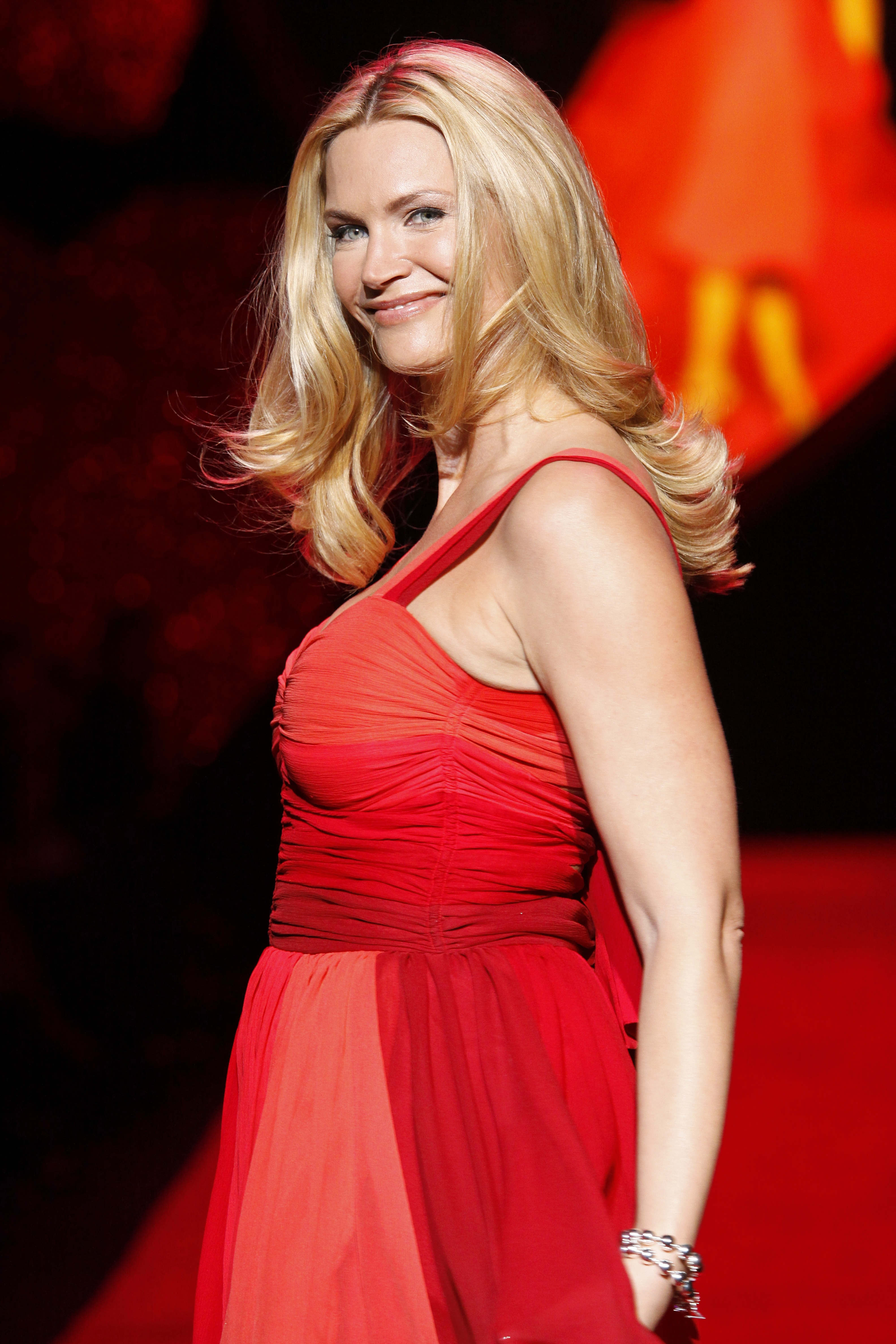
Natasha Henstridge, 2009

- 15. August: Maxim Wengerow, russischer Geiger
- 16. August: Iván Hurtado, ecuadorianischer Fußballspieler
- 16. August: Didier Cuche, Schweizer Skirennläufer
- 16. August: Krisztina Egerszegi, ungarische Schwimmerin
- 16. August: Mariana Harder-Kühnel, deutsche Politikerin
- 16. August: Elton Julian, US-amerikanischer Automobilrennfahrer und Rennstallbesitzer
- 17. August: Niclas Jensen, dänischer Fußballspieler
- 17. August: Daniel Schröteler, deutscher Jazzschlagzeuger
- 18. August: Andrej Klimovets, deutscher Handballspieler
- 19. August: Charli Baltimore, US-amerikanische Rapperin
- 20. August: Misha Collins, US-amerikanischer Schauspieler
- 20. August: Amy Adams, US-amerikanische Schauspielerin
- 20. August: Big Moe, US-amerikanischer Rapper († 2007)
- 23. August: Toni Brunner, Schweizer Politiker und Landwirt
- 23. August: Astrid Posner, deutsche Schauspielerin, Tänzerin und Choreografin
- 23. August: Shifty Shellshock, US-amerikanischer Sänger († 2024)
- 24. August: Jennifer Lien, US-amerikanische Schauspielerin
- 24. August: Achim Petry, deutscher Musiker
- 25. August: Mario Jeckle, deutscher Informatiker († 2004)
- 25. August: Tatjana Logwin, österreichische Handballspielerin und -trainerin
- 26. August: Federico Aubele, argentinischer Musiker
- 26. August: Meredith Eaton, US-amerikanische Schauspielerin
- 27. August: Christian Bärthel, deutscher Politiker
- 28. August: Carsten Jancker, deutscher Fußballspieler
- 29. August: Nicola Amoruso, italienischer Fußballspieler
- 30. August: Dennis Weiland, deutscher Fußballspieler
- 31. August: Cəmil Ağamalıyev, aserbaidschanischer Schachspieler und -trainer
- 31. August: Andrij Medwedjew, ukrainischer Tennisspieler
- 31. August: Raimund Hedl, österreichischer Profifußballspieler
- 31. August: Ono Ngcala, deutscher Rapper und Sänger

### September
- 01. September: Isaac Asare, ghanaischer Fußballspieler
- 01. September: Jhonen Vasquez, Comic-Zeichner
- 02. September: Inari Vachs, US-amerikanische Pornodarstellerin
- 03. September: Didier André, französischer Automobilrennfahrer
- 03. September: Attila Árvai, ungarischer Radrennfahrer
- 03. September: Martin Butzke, deutscher Schauspieler und Hörspielsprecher
- 03. September: Martin Gerber, Schweizer Eishockey-Torhüter
- 04. September: Rita Atria, italienische Informantin der Justiz († 1992)
- 04. September: Sören Bartol, deutscher Politiker
- 04. September: Björn Spaeter, deutscher Ruderer
- 06. September: Tim Henman, britischer Tennisspieler
- 06. September: Cedric Notz, schweizerisch-aserbaidschanischer Skirennläufer
- 07. September: Mario Frick, Fußballspieler aus Liechtenstein
- 08. September: Tanaz Eshaghian, US-amerikanische Filmregisseurin
- 08. September: Marius van Heerden, südafrikanischer Leichtathlet († 2021)
- 09. September: Mathias Färm, schwedischer Gitarrist
- 10. September: Markus Bähr, deutscher Fußballspieler
- 10. September: Sylvester Heereman, deutscher Ordensgeistlicher
- 10. September: Stefano Perugini, italienischer Motorradrennfahrer
- 10. September: Ryan Phillippe, US-amerikanischer Schauspieler
- 11. September: Orlando Duque, kolumbianischer Klippenspringer
- 11. September: Nike Fuhrmann, deutsche Schauspielerin
- 12. September: Emebet Abossa, äthiopische Marathonläuferin
- 12. September: Nuno Valente, portugiesischer Fußballspieler
- 13. September: Ercan Öksüz, deutscher Schauspieler
- 13. September: Matt Patricia, US-amerikanischer American-Football-Trainer
- 14. September: Hicham El Guerrouj, marokkanischer Leichtathlet
- 14. September: Sunday Oliseh, nigerianischer Fußballspieler
- 15. September: Murat Yakin, Schweizer Fußballspieler türkischer Herkunft
- 15. September: Ingo Kantorek, deutscher Schauspieler († 2019)
- 16. September: Steffen Groth, deutscher Schauspieler und Regisseur
- 16. September: Loretta Stern, deutsche Sängerin und Schauspielerin
- 17. September: Rasheed Wallace, US-amerikanischer Basketballspieler
- 18. September: Xzibit, US-amerikanischer Hip-Hop-Künstler
- 19. September: Janosch Dziwior, deutscher Fußballspieler
- 19. September: Jimmy Fallon, US-amerikanischer Moderator und Schauspieler
- 20. September: Karina Borissowna Asnawurjan, russische Degenfechterin und zweifache Olympiasiegerin
- 20. September: Lars Gärtner, deutscher Schauspieler
- 21. September: Katharine Merry, britische Leichtathletin und Olympionikin
- 21. September: Henning Fritz, deutscher Handballer
- 21. September: Daniel Bogusz, polnischer Fußballspieler
- 22. September: Daniel Atienza Urendez, spanischer Radrennfahrer
- 22. September: Thomas Hengen, deutscher Fußballspieler
- 22. September: Barnaby Metschurat, deutscher Schauspieler
- 23. September: Matt Hardy, US-amerikanischer Profi-Wrestler
- 23. September: Félix Mantilla, spanischer Tennisspieler
- 23. September: Nathaniel Moran, US-amerikanischer Politiker
- 23. September: Jan-Pieter Martens, belgischer Fußballspieler und Fußballfunktionär
- 24. September: Nenad Lucic, deutscher Schauspieler
- 25. September: Pascal Arimont, belgischer Politiker
- 25. September: Ebony Browne, US-amerikanische Singer-Songwriterin († 2007)
- 25. September: Arnim Kahofer, österreichischer Karambolagespieler und Europameister
- 25. September: André Wiesler, deutscher Autor von Fantasy- und Science-Fiction-Romanen († 2017)
- 26. September: Lena Anderssen, färöisch-kanadische Singer-Songwriterin
- 26. September: Josh Arieh, US-amerikanischer Pokerspieler
- 26. September: Emerson Newton-John, US-amerikanischer Automobilrennfahrer
- 26. September: Andreas Scheuer, deutscher Politiker und MdB
- 27. September: Lodewijk Asscher, niederländischer Jurist und Politiker
- 28. September: Muhammad al-Dschahani, saudi-arabischer Fußballspieler
- 30. September: Liisa Anttila, finnische Orientierungsläuferin, Ski-Orientierungsläuferin und Skilangläuferin
- 30. September: Daniel Wu, amerikanisch-chinesischer Schauspieler

### Oktober
- 01. Oktober: Martin Ančička, deutsch-tschechischer Eishockeyspieler
- 01. Oktober: Keith Duffy, irischer Musiker und Schauspieler
- 02. Oktober: René Sommerfeldt, deutscher Skilangläufer
- 03. Oktober: Gunther Rost, deutscher Konzertorganist und Professor für Orgel
- 03. Oktober: Uwe Bossert, deutscher Gitarrist
- 03. Oktober: Martin Scholz, deutscher Sänger und Fernsehmoderator
- 04. Oktober: Mafalda Arnauth, portugiesische Sängerin
- 04. Oktober: Tom Askey, US-amerikanischer Eishockeytorwart
- 04. Oktober: Jonny Clayton, walisischer Dartspieler
- 04. Oktober: Doreen Dietel, deutsche Schauspielerin, Reality-Show-Teilnehmerin und Gastronomin

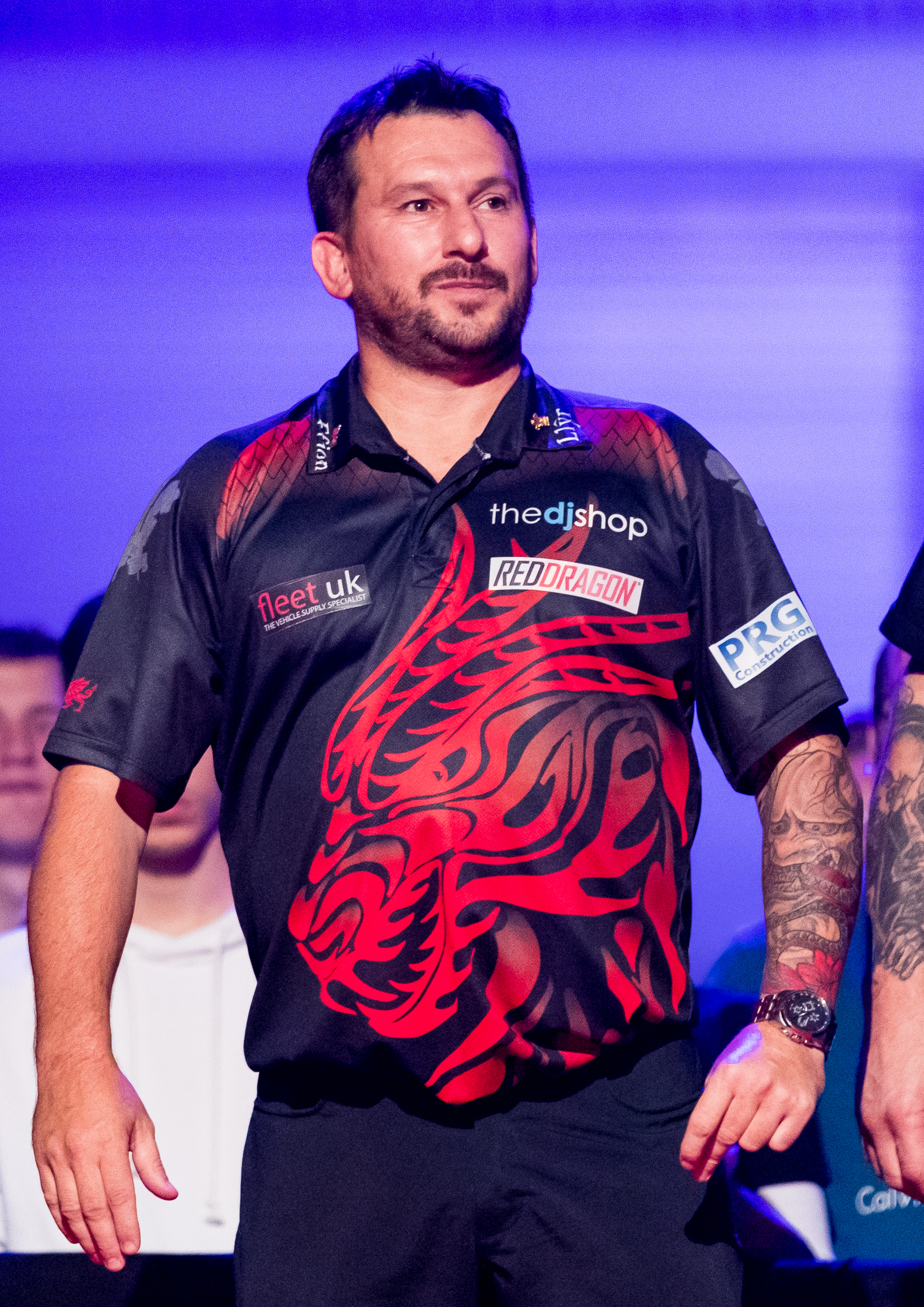
Jonny Clayton, 2019

- 05. Oktober: Robert Mateja, polnischer Skispringer und Skisprungtrainer
- 05. Oktober: Martín Rodríguez, argentinischer Segler
- 05. Oktober: Jeff Strasser, luxemburgischer Fußballspieler
- 06. Oktober: Kai Fagaschinski, deutscher Jazzklarinettist und Improvisationsmusiker
- 06. Oktober: Jeremy Sisto, US-amerikanischer Schauspieler und Filmproduzent
- 07. Oktober: Allison Munn, US-amerikanische Schauspielerin
- 07. Oktober: Charlotte Perrelli, schwedische Sängerin
- 08. Oktober: Kevyn W. Adams, US-amerikanischer Eishockeyspieler
- 08. Oktober: Aneela, dänische Sängerin
- 08. Oktober: Didier Angibeaud Nguidjol, kamerunischer Fußballspieler
- 08. Oktober: Kōji Murofushi, japanischer Hammerwerfer und Olympiasieger
- 08. Oktober: Bruno Mantovani, französischer Komponist
- 08. Oktober: Rashaan Salaam, US-amerikanischer American-Football-Spieler († 2016)
- 09. Oktober: Antonio Arias Mujica, chilenischer Fußballspieler
- 09. Oktober: Kristofer Åström, schwedischer Singer-Songwriter
- 09. Oktober: Nicole Brandebusemeyer, deutsche Fußballspielerin
- 09. Oktober: Mauro Gerosa, italienischer Radrennfahrer
- 10. Oktober: Adeola Oluwatoyin Akinbiyi, nigerianischer Fußballspieler
- 10. Oktober: Christian Beermann, deutscher Schauspieler
- 10. Oktober: Marco Chiesa, Schweizer Politiker
- 10. Oktober: Julio Cruz, argentinischer Fußballspieler
- 10. Oktober: Naike Rivelli, italienische Schauspielerin und Model
- 10. Oktober: Chris Pronger, kanadischer Eishockeyspieler der National Hockey League
- 11. Oktober: Jason William Arnott, kanadischer Eishockeyspieler
- 11. Oktober: Rachel Barton Pine, US-amerikanische Geigerin
- 11. Oktober: Mehmet Emin Toprak, türkischer Schauspieler († 2002)
- 11. Oktober: Valerie Niehaus, deutsche Schauspielerin
- 11. Oktober: Jamie Thomas, professioneller Skateboarder
- 12. Oktober: René Frank, deutscher Komponist und Autor
- 12. Oktober: Lucas Arnold Ker, argentinischer Tennisspieler
- 12. Oktober: Stephen Lee, englischer Snooker-Spieler
- 12. Oktober: Ebru Gündeş, türkische Sängerin
- 12. Oktober: Kate Beahan, australische Schauspielerin
- 12. Oktober: Marie Wilson, kanadisch-griechische Schauspielerin
- 13. Oktober: Fabio Fabiani, italienischer Automobilrennfahrer
- 14. Oktober: Christina Benecke, deutsche Volleyballspielerin
- 14. Oktober: Jessica Drake, US-amerikanische Pornodarstellerin
- 15. Oktober: Simon Böer, deutscher Schauspieler
- 15. Oktober: Barry McCrea, irischer Literaturwissenschaftler und Schriftsteller
- 16. Oktober: Paul Kariya, kanadischer Eishockeyspieler
- 17. Oktober: Savatheda Fynes, bahamaische Sprinterin und Olympiasiegerin
- 18. Oktober: Michael Aničić, deutsch-serbischer Fußballspieler und Trainer
- 18. Oktober: Veronica Brenner, kanadische Freestyle-Skierin
- 18. Oktober: Zhou Xun, chinesische Schauspielerin
- 19. Oktober: Serginho, brasilianischer Fußballspieler († 2004)
- 19. Oktober: Silje Torp, norwegische Schauspielerin
- 19. Oktober: Wout van Dessel, belgischer DJ und Dance-Produzent
- 20. Oktober: Davide Formisano, italienischer Flötist
- 22. Oktober: Thomas de Jesus Fernandes, deutscher Politiker
- 22. Oktober: Timo Uster, deutsch-gambischer Fußballspieler
- 23. Oktober: María Abel, spanische Langstreckenläuferin
- 23. Oktober: Aravind Adiga, indischer Journalist und Schriftsteller
- 23. Oktober: Derek Landy, irischer Schriftsteller und Drehbuchautor
- 24. Oktober: César Aparecido Rodrigues, brasilianischer Fußballspieler
- 24. Oktober: Marco Remus, deutscher Techno-DJ
- 24. Oktober: Catherine Sutherland, US-amerikanische Schauspielerin
- 25. Oktober: Daniel Aichinger, deutscher Schauspieler
- 26. Oktober: Philipp Neubauer, deutscher Schauspieler
- 27. Oktober: Torben Hoffmann, deutscher Fußballspieler
- 28. Oktober: Naida Cole, kanadisch-amerikanische Pianistin und Flötistin

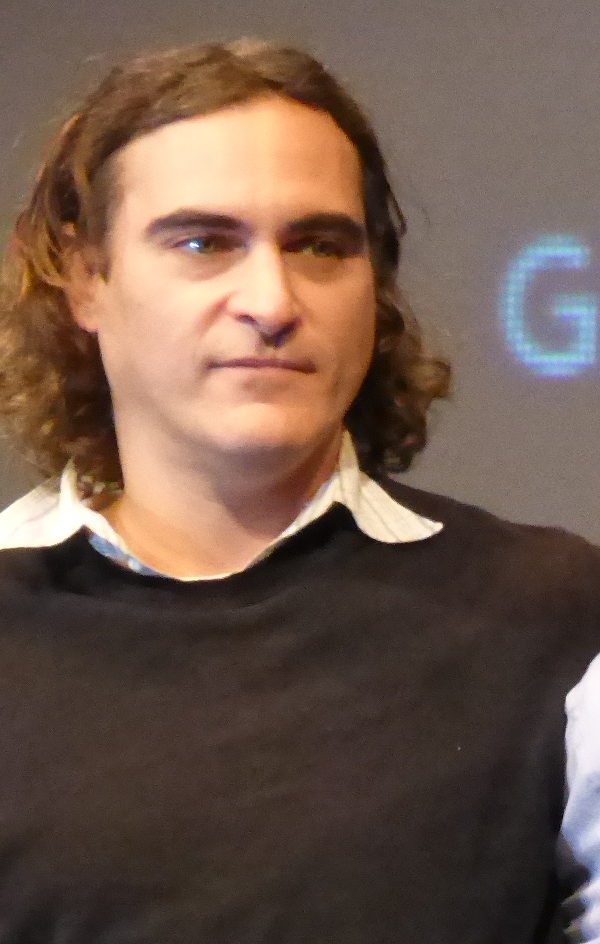
Joaquin Phoenix, 2013

- 28. Oktober: Joaquin Phoenix, US-amerikanischer Schauspieler
- 28. Oktober: Florian Schmidt-Foß, deutscher Schauspieler und Synchronsprecher
- 29. Oktober: Ronald Bahr, deutscher Handballspieler
- 29. Oktober: Sébastien Groulx, kanadischer Gewichtheber († 2025)
- 30. Oktober: Marie Bierstedt, deutsche Schauspielerin und Synchronsprecherin
- 30. Oktober: Stipe Erceg, deutscher Schauspieler
- 31. Oktober: Akiko Akazome, japanische Schriftstellerin († 2017)
- 31. Oktober: Ingrida Radzevičiūtė, deutsche Handballspielerin

### November

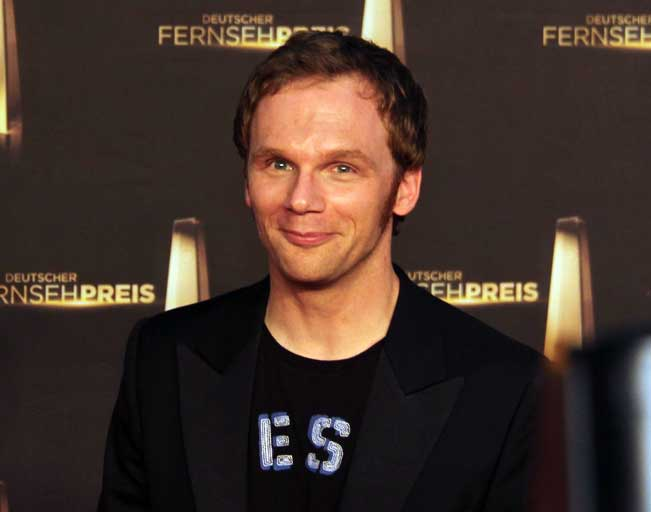
Ralf Schmitz

- 01. November: Emma George, australische Stabhochspringerin
- 02. November: Karin Anna Cheung, US-amerikanische Schauspielerin und Sängerin
- 02. November: Nelly, US-amerikanischer Rapper
- 02. November: Prodigy, US-amerikanischer Rapper († 2017)
- 02. November: August Wöginger, österreichischer Politiker
- 03. November: Tariq Abdul-Wahad, französischer Basketballspieler
- 03. November: Benedict Akwuegbu, nigerianischer Fußballspieler
- 03. November: Ralf Schmitz, deutscher Komiker, Schauspieler, Moderator und Autor
- 04. November: Louise Redknapp, englische Sängerin
- 05. November: Jane Saville, australische Leichtathletin, Olympionikin
- 05. November: Dado Pršo, kroatischer Fußballspieler
- 05. November: Ryan Adams, US-amerikanischer Musiker
- 05. November: Jerry Stackhouse, US-amerikanischer Basketballspieler
- 06. November: Frank Vandenbroucke, belgischer Radrennfahrer († 2009)
- 07. November: Simone Heher, österreichische Schauspielerin
- 07. November: Natalie Hünig, deutsche Schauspielerin
- 07. November: Steffen Kaltschmid, deutscher Komponist
- 08. November: Brandon Mull, US-amerikanischer Autor
- 08. November: Herbert Hindringer, deutscher Schriftsteller
- 08. November: Masashi Kishimoto, japanischer Mangaka

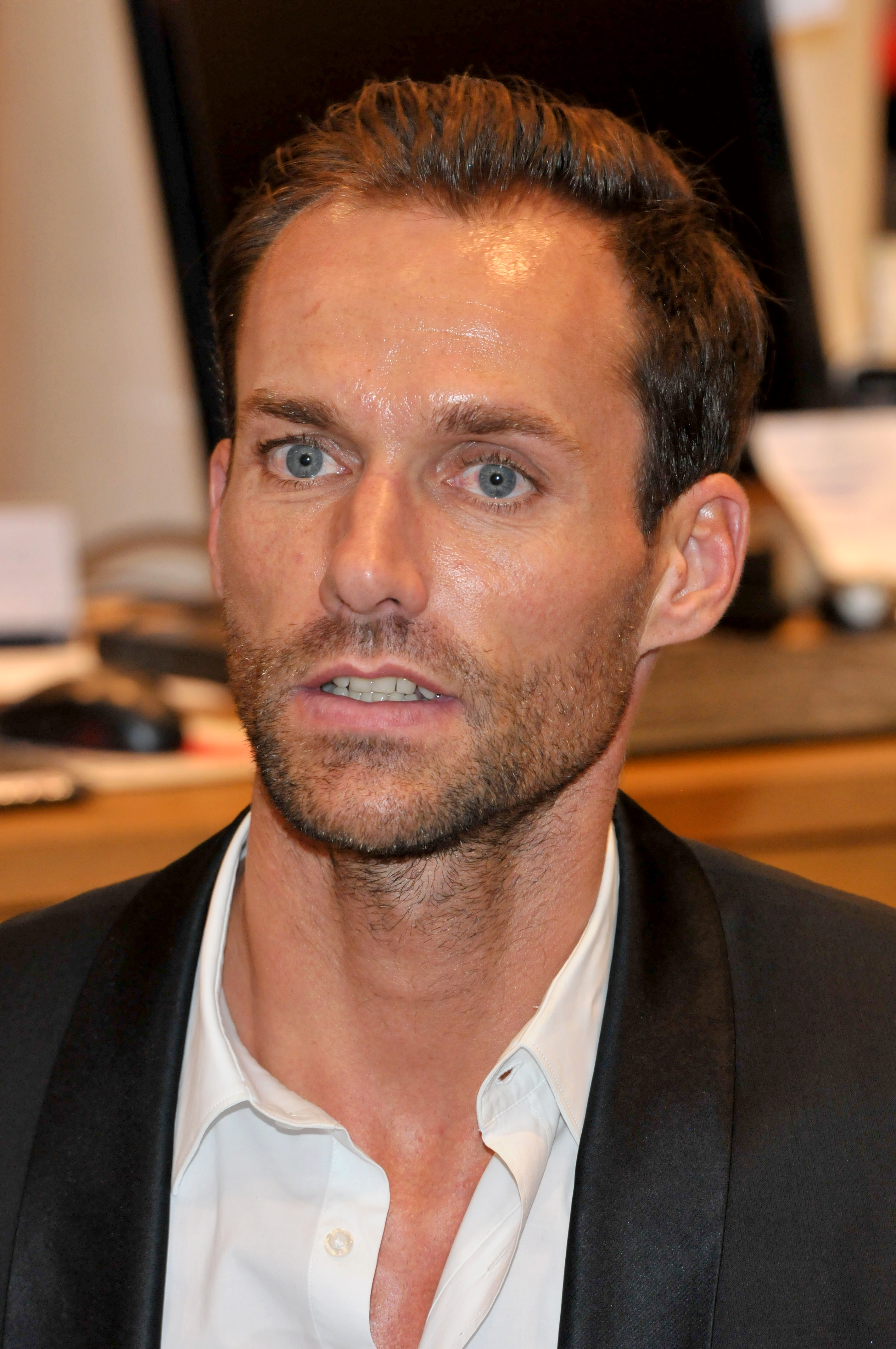
Sven Hannawald

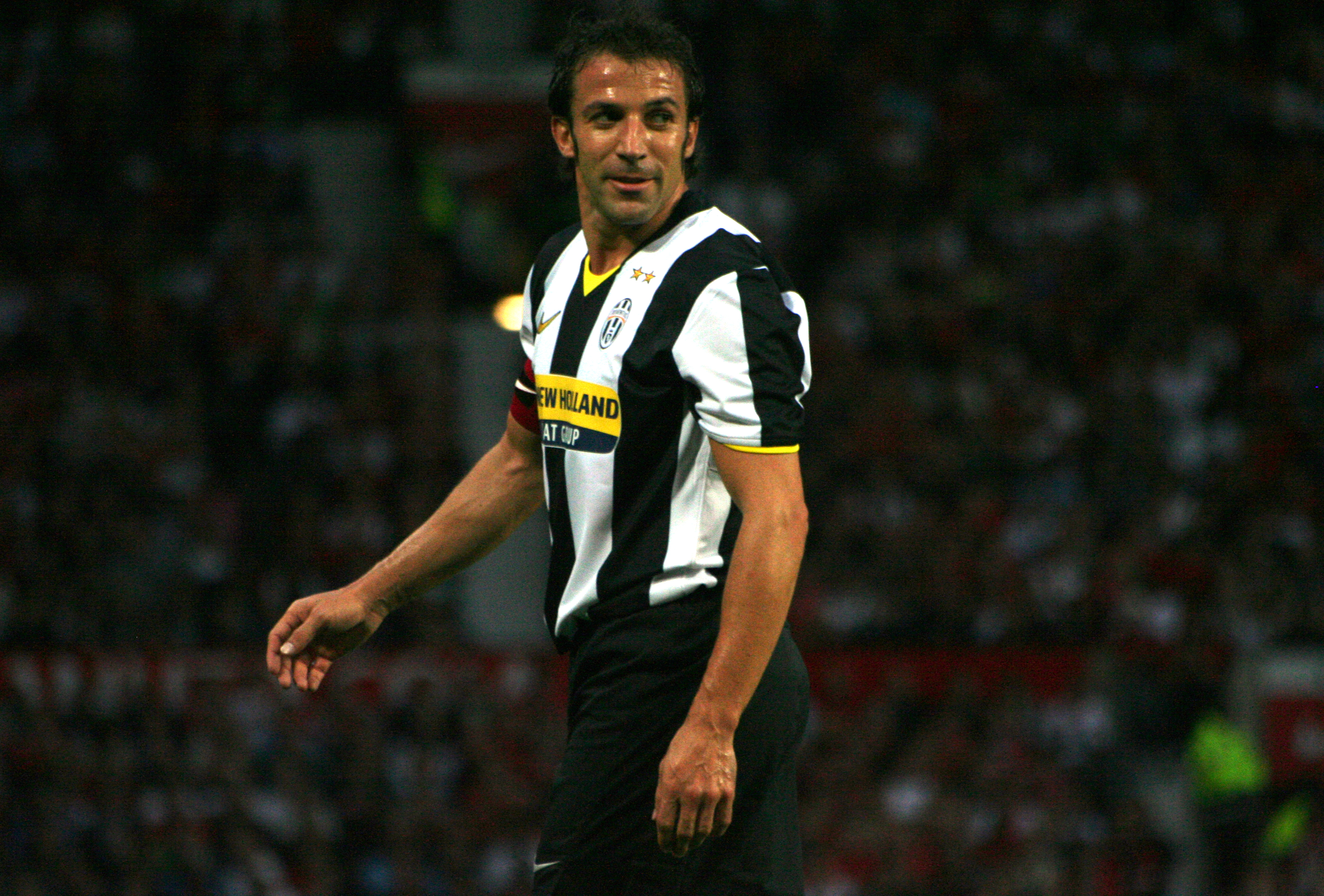
Alessandro Del Piero, 2008

- 09. November: Alessandro Del Piero, italienischer Fußballspieler
- 09. November: Sven Hannawald, deutscher Skispringer
- 09. November: Giovanna Mezzogiorno, italienische Schauspielerin
- 10. November: Giulia Siegel, deutsche Schauspielerin, Fernsehmoderatorin und Fotomodell
- 11. November: Matthias Knop, deutscher Radiomoderator, Fernsehshowmaster, Comedian und Schauspieler

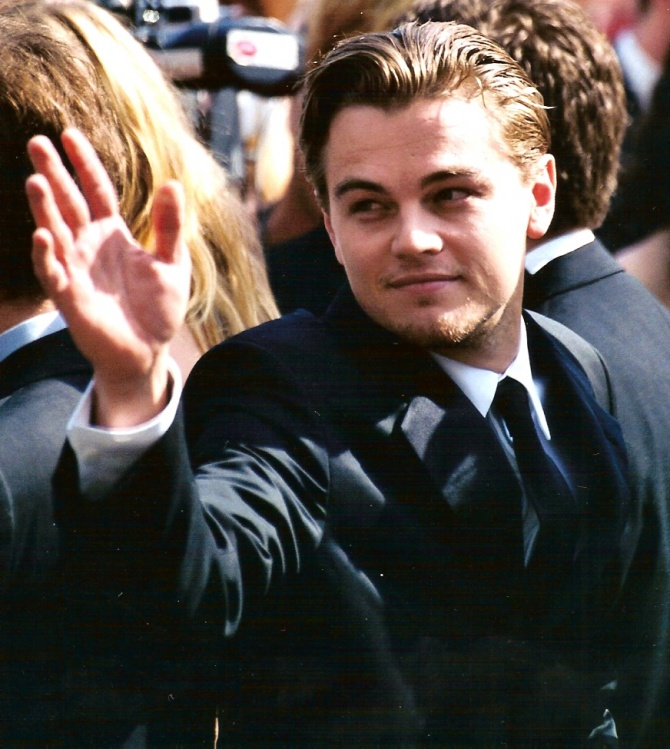
Leonardo DiCaprio, 2002

- 11. November: Leonardo DiCaprio, US-amerikanischer Schauspieler
- 12. November: Tareck Zaidan El Aissami Maddah, venezolanischer Politiker
- 12. November: Alessandro Birindelli, italienischer Fußballspieler
- 13. November: Christian Giménez, argentinischer Fußballspieler
- 13. November: Mark Poepping, deutscher Filmemacher
- 14. November: Karsten Wöhler, deutscher Handballspieler und -funktionär
- 13. November: Kim Director, US-amerikanische Schauspielerin
- 14. November: Michael Gwosdz, deutscher Politiker
- 14. November: Vutthikorn Inthraphuvasak, thailändischer Unternehmer und Automobilrennfahrer
- 15. November: Oleksij Ajdarow, ukrainischer Biathlet
- 15. November: Chad Robert Turton, kanadische Sänger und Gitarrist
- 15. November: Roland Schmaltz, deutscher Schachspieler
- 15. November: Isabella Müller-Reinhardt, deutsche Fernsehmoderatorin
- 16. November: Rob Barff, britischer Automobilrennfahrer
- 16. November: Brooke Elliott, US-amerikanische Schauspielerin und Sängerin
- 17. November: Eunice Barber, französische Leichtathletin
- 17. November: Leslie Bibb, US-amerikanische Schauspielerin Fotomodell
- 17. November: Tina Frank, deutsche Sängerin
- 17. November: Aldo Gonzalez, US-amerikanischer Schauspieler
- 18. November: Petter Solberg, norwegischer Rallyefahrer
- 19. November: Juli Fernández, andorranischer Fußballspieler
- 19. November: Gary Formato, südafrikanischer Automobilrennfahrer
- 20. November: Marina Andrievskaia, russische, später schwedische Badmintonspielerin
- 20. November: Daniela Anschütz, deutsche Eisschnellläuferin
- 20. November: Claudio Husaín, argentinischer Fußballspieler

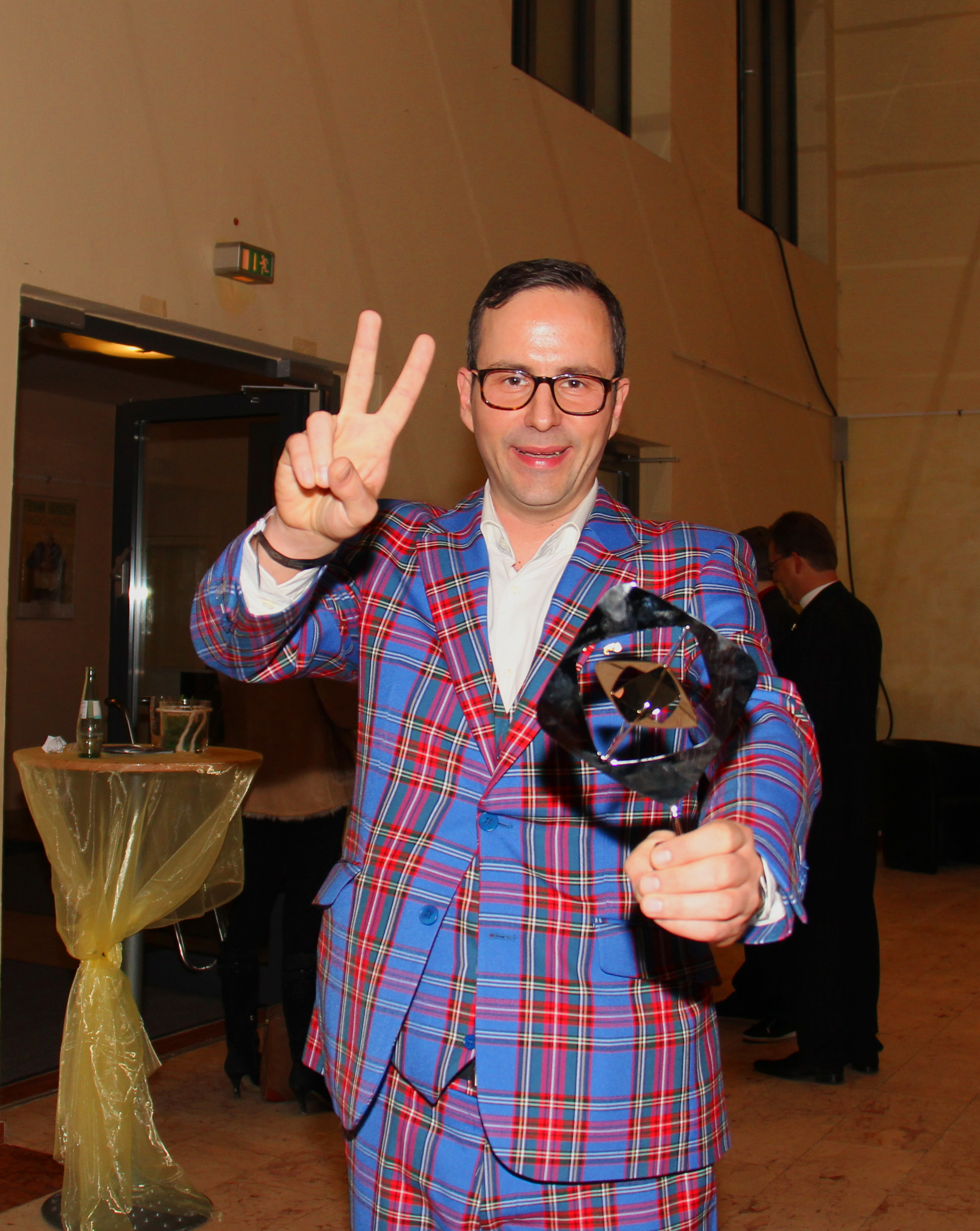
Kurt Krömer

- 20. November: Kurt Krömer, deutscher Kabarettist und Comedian
- 20. November: Florian David Fitz, deutscher Schauspieler
- 20. November: Stefen Schmitt, deutscher Filmeditor
- 21. November: Gabi Müller, Schweizer Kanutin
- 22. November: Meike Babel, deutsche Tennisspielerin
- 22. November: Finian Maynard, irischer Profi Windsurfer
- 23. November: Michael Ballweg, deutscher Unternehmer und politischer Aktivist
- 23. November: Saku Koivu, finnischer Eishockeyspieler
- 23. November: Susanna Wellenbrink, deutsche Schauspielerin
- 24. November: Stephen Merchant, britischer Drehbuchautor und Regisseur
- 25. November: Kenneth Mitchell, kanadischer Schauspieler († 2024)
- 25. November: Sandra Boner, Schweizer Fernsehmoderatorin
- 25. November: Kaspar Singer, Schweizer Cellist
- 25. November: Andreas Korn, deutscher Moderator
- 26. November: Roman Šebrle, tschechischer Leichtathlet
- 28. November: Jan Andres, deutscher Schauspieler
- 28. November: apl.de.ap, US-amerikanischer Musiker
- 29. November: Pavol Demitra, slowakischer Eishockeyspieler († 2011)
- 29. November: Susanne Petersen, deutsche Handballspielerin
- 29. November: Melanie Hoffmann, deutsche Fußballspielerin
- 30. November: Damián Austin Echemendía, kubanischer Boxer
- 30. November: Michael Knutson, US-amerikanischer Komponist und Musikpädagoge
- 30. November: Arnaud Vincent, französischer Motorradrennfahrer

### Dezember
- 01. Dezember: Costinha, portugiesischer Fußballspieler
- 01. Dezember: Érica Rivas, argentinische Schauspielerin, Komikerin und Filmproduzentin
- 02. Dezember: Martyn Ashton, britischer Trialbike-Fahrer
- 02. Dezember: Dario Cioni, italienischer Radsportler
- 02. Dezember: Duncan Pugh, australischer Bobfahrer († 2023)
- 02. Dezember: Armin Schlagwein, deutscher Schauspieler
- 03. Dezember: Albena Denkowa, bulgarische Eiskunstläuferin
- 03. Dezember: Marco Felder, liechtensteinischer Rennrodler
- 03. Dezember: Roland Opfer, deutscher Ruderer
- 04. Dezember: Jose Manuel García Luena, andorranischer Fußballspieler
- 04. Dezember: Manuela Henkel, deutsche Skilangläuferin
- 04. Dezember: Anke Huber, deutsche Profi-Tennisspielerin
- 04. Dezember: Daniela Seel, deutsche Künstlerin
- 06. Dezember: Gustaf Andersson, schwedischer Fußballspieler
- 06. Dezember: Stéphane Augé, französischer Radrennfahrer
- 07. Dezember: Mike Bell, US-amerikanischer Baseballspieler († 2021)
- 07. Dezember: Gerardo García León, spanischer Fußballspieler

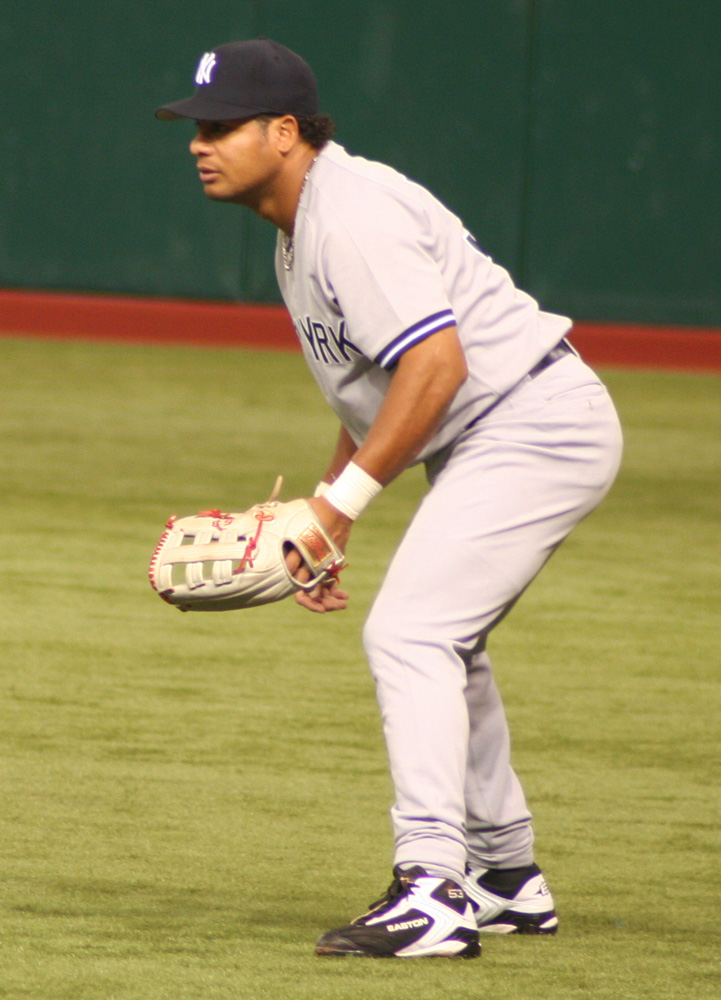
Marco Paulo Coimbra de Abreu

- 08. Dezember: Marco Abreu, angolanischer Fußballspieler
- 08. Dezember: Golineh Atai, deutsche Fernseh-Korrespondentin
- 08. Dezember: Irina Nikultschina, bulgarische Biathletin
- 09. Dezember: David Akers, US-amerikanischer American-Football-Spieler
- 09. Dezember: Daniel Franck, norwegischer Snowboarder
- 09. Dezember: Jason Heaver, englischer Dartspieler
- 09. Dezember: Torsten Schmidt, deutscher Diskuswerfer
- 10. Dezember: Tadahiro Nomura, japanischen Judoka, Olympiasiegerin
- 11. Dezember: Simon Addo, ghanaischer Fußballtorwart
- 11. Dezember: Rey Mysterio, US-amerikanischer Wrestler
- 11. Dezember: Julien Robert, französischer Biathlet
- 11. Dezember: Gete Wami, äthiopische Leichtathletin und Olympionikin
- 11. Dezember: Wang Pin, chinesische Schachspielerin
- 12. Dezember: Tomas Behrend, brasilianisch-deutscher Tennisspieler
- 12. Dezember: Bernard Lagat, kenianischer Leichtathlet und Olympiateilnehmer
- 13. Dezember: Mika Ahola, finnischer Endurosportler († 2012)
- 13. Dezember: Sara Cox, britische Radiomoderatorin und Autorin
- 13. Dezember: Gerit Winnen, deutscher Handballspieler
- 16. Dezember: Daniel Antonsson, schwedischer Gitarrist, Bassist und Musikproduzent
- 16. Dezember: Salim Aribi, algerischer Fußballspieler
- 17. Dezember: Christian Ahlmann, deutscher Springreiter
- 17. Dezember: Sarah Paulson, US-amerikanische Schauspielerin
- 17. Dezember: Giovanni Ribisi, US-amerikanischer Schauspieler
- 17. Dezember: Matthias Albrecht, deutscher Rapper
- 18. Dezember: Knut Schreiner, norwegischer Gitarrist
- 19. Dezember: Alexander Zuckowski, deutscher Komponist und Songwriter
- 20. Dezember: Carlos Da Cruz, französischer Radrennfahrer
- 20. Dezember: Pietro Piller Cottrer, italienischer Skilangläufer
- 21. Dezember: Daniela Kiefer, österreichische Schauspielerin
- 22. Dezember: Martin Bretschneider, deutscher Schauspieler
- 22. Dezember: Christian Hoffmann, österreichischer Skilangläufer
- 22. Dezember: Dagmar Mair unter der Eggen, italienische Snowboarderin
- 23. Dezember: Agustín Delgado, ecuadorianischer Fußballspieler
- 23. Dezember: Mieszko Talarczyk, schwedischer Musiker († 2004)
- 24. Dezember: César García Calvo, spanischer Radrennfahrer
- 24. Dezember: Henny Reents, deutsche Schauspielerin
- 24. Dezember: Marcelo Salas, chilenischer Fußballspieler
- 26. Dezember: Tony Brackens, US-amerikanischer American-Football-Spieler
- 26. Dezember: Julia Koschitz, österreichische Schauspielerin
- 27. Dezember: Warren Ostergard, US-amerikanischer Filmproduzent und Schauspieler
- 27. Dezember: Julia Stinshoff, deutsche Schauspielerin
- 28. Dezember: Spencer Pumpelly, US-amerikanischer Automobilrennfahrer
- 28. Dezember: Kay-Sölve Richter, deutsche Journalistin und Moderatorin
- 28. Dezember: Michèle Rohrbach, Schweizer Freestyle-Skierin
- 29. Dezember: Adrian von Arburg, schweizerischer Historiker
- 29. Dezember: Andrine Flemmen, norwegische Skirennläuferin
- 29. Dezember: Enrico Kulovits, österreichischer Fußballspieler
- 29. Dezember: Mekhi Phifer, US-amerikanischer Schauspieler
- 29. Dezember: Ryan Shore, kanadischer Komponist
- 30. Dezember: Alex Alves, brasilianischer Fußballspieler († 2012)
- 30. Dezember: Johan Landsberg, schwedischer Tennisspieler
- 31. Dezember: Joe Abercrombie, englischer Autor
- 31. Dezember: Mario Aerts, belgischer Radrennfahrer
- 31. Dezember: Bas Böttcher, erster deutschsprachiger Rap-Poet
- 31. Dezember: Tony Kanaan, brasilianischer Automobilrennfahrer

### Tag unbekannt

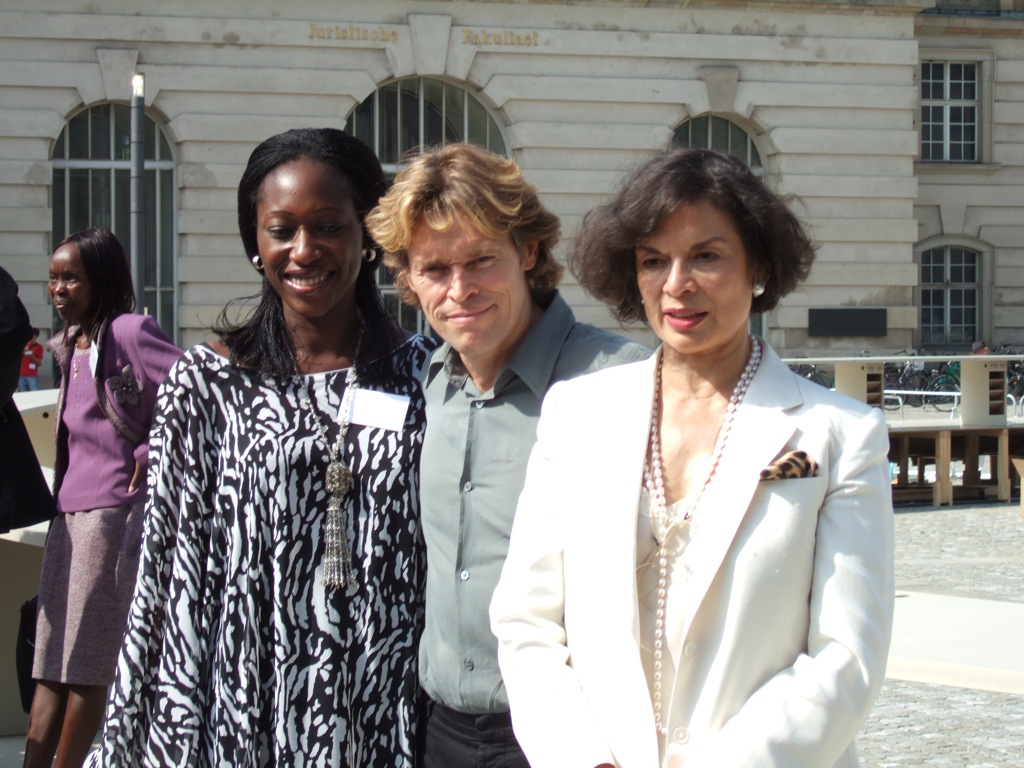
Hafsat Abiola, Willem Dafoe und Bianca Jagger (v. l.) beim Dropping Knowledge „Table of Free Voices“ in Berlin

- Hafsat Abiola, nigerianische Menschenrechtsaktivistin
- Siamak Aghaei, iranischer Santurspieler und Komponist
- Omair Ahmad, indischer Politikberater, Journalist und Schriftsteller
- Pegah Ahmadi, persische Dichterin, Literaturkritikerin und Übersetzerin
- Ari Ambrose, US-amerikanischer Jazz-Tenorsaxophonist und Bandleader
- Melanie Andernach, deutsche Filmproduzentin und Drehbuchautorin
- René Arbeithuber, deutscher Musiker und Künstler
- Aris Argiris, griechischer Opernsänger
- Ute Cantera-Lang, deutsche Übersetzerin
- John Douglas Arnold, US-amerikanischer Stifter
- Jovan Arsenić, serbischer Filmregisseur und Drehbuchautor
- Kali Arulpragasam, britische Schmuckdesignerin und Künstlerin
- Gurbannazar Aşyrow, turkmenischer Politiker
- Anja Augustin, deutsche Opern-, Oratorien-, Konzert- und Liedsängerin
- Wladimir Belunzow, russischer Komponist und Pianist
- Andreas Berg, deutscher Schauspieler
- Sabine Bernardi, deutsche Filmregisseurin und Drehbuchautorin
- Kristine Bilkau, deutsche Journalistin und Schriftstellerin
- Christoph Bleidorn, deutscher Biologe, Zoologe, Hochschullehrer und Museumsleiter
- Christiane Bräutigam, deutsche Kantorin, Organistin und Dirigentin
- Detlef Buch, deutscher Offizier, Militärsoziologe und Autor
- Jarrod Cagwin, US-amerikanischer Jazz-Perkussionist
- Mario Caroli, italienischer Flötist
- Serkan Cetinkaya, deutscher Schauspieler
- Nicholas Cords, US-amerikanischer Bratscher
- Mark Dasousa, spanischer Musikproduzent und Keyboarder
- Andreas Döhler, deutscher Schauspieler
- Dennis Ehrhardt, deutscher Schriftsteller, Hörspielregisseur und -produzent
- Christoph Glaubacker, deutscher Schauspieler
- Felix Goeser, deutscher Schauspieler
- Andy Groll, deutscher Filmkomponist
- Benjamin Grüter, Schweizer Schauspieler
- Mathias Harrebye-Brandt, deutsch-dänischer Schauspieler
- John B Hedges, US-amerikanischer Komponist und Dirigent
- Lee Henderson, kanadischer Schriftsteller und Journalist
- Mike Hoffmann, deutscher Schauspieler
- Benjamin Höppner, deutscher Schauspieler
- Eike Hosenfeld, deutscher Komponist
- Timo Jacobs, deutscher Schauspieler
- Mathias Junge, deutscher Schauspieler
- Toks Körner, deutscher Schauspieler und Autor
- Tilla Kratochwil, deutsche Schauspielerin
- Peter Lieb, deutscher Militärhistoriker
- Derek Machan, US-amerikanischer Komponist, Pianist und Musikpädagoge
- Aurel Manthei, deutscher Schauspieler
- Annette Maye, deutsche Klarinettistin und Musikwissenschaftlerin
- Barbara Maria Messner, deutsche Schauspielerin und Sprecherin
- Gabriele Monschau, deutsche Juristin und Vizepräsidentin des Bundesnachrichtendienstes
- Flo Mounier, kanadischer Schlagzeuger
- Na Hong-jin, südkoreanischer Filmregisseur und Drehbuchautor
- Nachlader, deutscher Pop-Sänger
- Lars Nagel, deutscher Schauspieler
- Malte Refardt, deutscher Fagottist
- Joakim Reiter, schwedischer Diplomat
- Nicolas Romm, deutscher Schauspieler
- Dean Rosenthal, US-amerikanischer Komponist
- Eva Roth, Schweizer Schriftstellerin
- Margrit Sartorius, deutsche Schauspielerin
- Olaf Schubert, deutscher Fotojournalist und Buchautor
- Katharina Spiering, deutsche Schauspielerin und Synchronsprecherin
- Mirjam Strunk, deutsche Autorin und Theaterregisseurin
- Stefan Unterberger, deutscher Kameramann
- Tom Van Laere, belgischer Singer-Songwriter
- Alexander Weise, deutscher Schauspieler
- Marcus Werner, deutscher Synchronsprecher, Jurist, Autor und Moderator
- Antje Widdra, deutsche Schauspielerin
- Steffen Will, deutscher Schauspieler

## Gestorben

### Januar
- 02. Januar: Mark Fax, US-amerikanischer Komponist und Musikpädagoge (* 1911)
- 02. Januar: Heinrich Glasmeyer, deutscher Politiker (* 1893)
- 02. Januar: Tex Ritter, Country-Sänger und Schauspieler (* 1905)
- 02. Januar: Alex Willenberg, Politiker, MdB (* 1897)
- 03. Januar: Gino Cervi, italienischer Filmschauspieler (* 1901)
- 04. Januar: Abdul Ghafur Breshna, afghanischer Künstler, Komponist und Dichter (* 1907)
- 05. Januar: Wolfgang Anheisser, deutscher Opernsänger (* 1929)

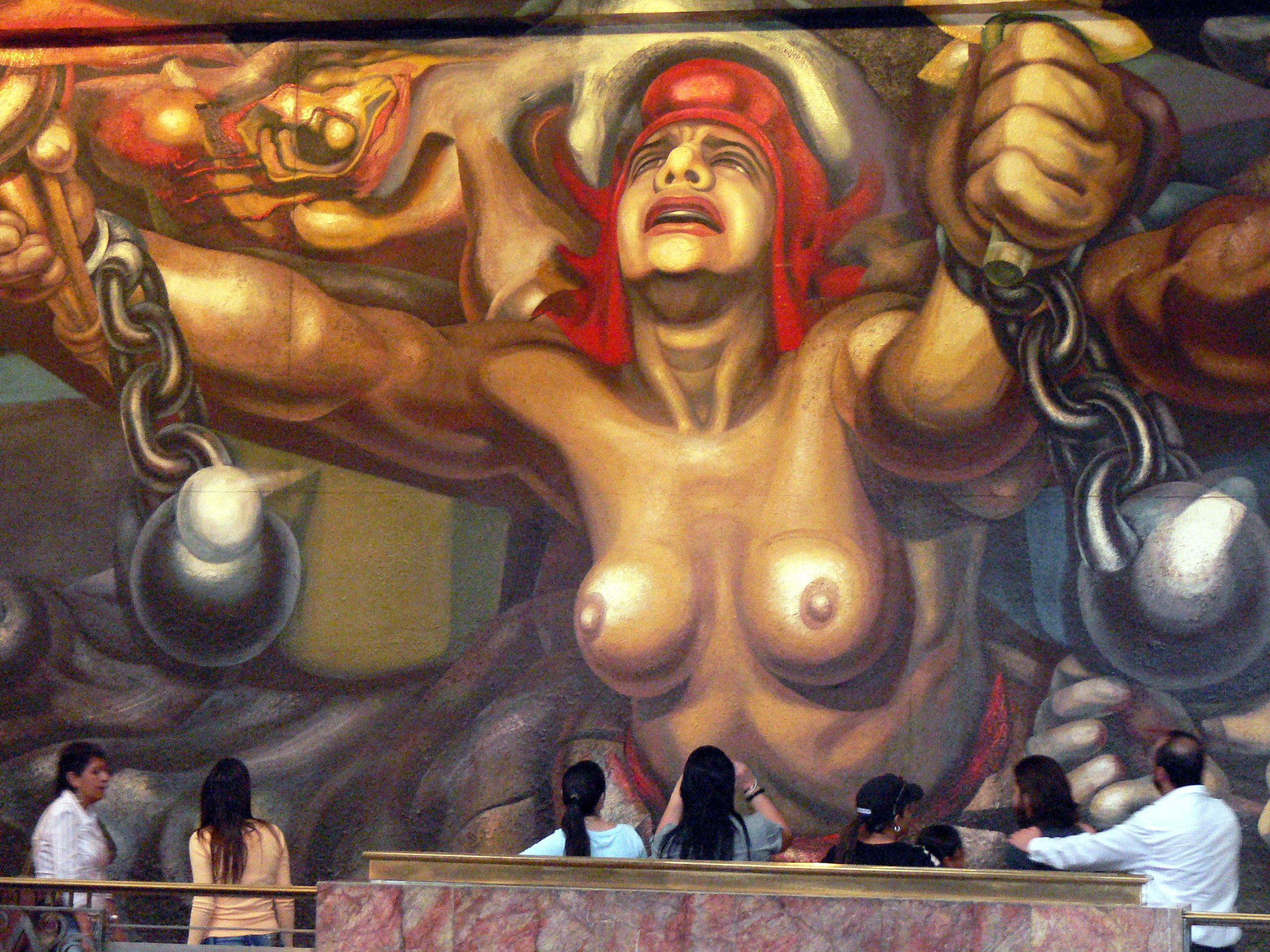
Wandgemälde David Alfaro Siqueiros: Die neue Demokratie (1945) im Palacio de Bellas Artes in Mexiko-Stadt

- 06. Januar: David Alfaro Siqueiros, mexikanischer Maler und Grafiker (* 1896)
- 06. Januar: Margit Slachta, ungarische Ordensgründerin und katholische Politikerin (* 1884)
- 07. Januar: William R. Laird, US-amerikanischer Politiker (* 1916)
- 08. Januar: Rosa Münch, Schweizer Politikerin (* 1886)
- 08. Januar: Konrat Ziegler, klassischer Philologe (* 1884)
- 09. Januar: Heinz Kähler, deutscher Archäologe (* 1905)
- 10. Januar: Henriette Betty Elisabeth Heick, deutsche Malerin (* 1878)
- 10. Januar: Martin Scherber, deutscher Komponist und Musikpädagoge (* 1907)
- 11. Januar: John R. Barrows, US-amerikanischer Hornist (* 1913)
- 11. Januar: Yamamoto Yūzō, japanischer Schriftsteller (* 1887)
- 12. Januar: Heinrich Schneider, deutscher Politiker (* 1907)
- 16. Januar: Fred Andrew Seaton, US-amerikanischer Politiker (* 1909)
- 16. Januar: Johnny Barfield, US-amerikanischer Old-Time- und Country-Musiker (* 1909)
- 19. Januar: Paul Desmarteaux, kanadischer Schauspieler (* 1905)
- 19. Januar: Franz Nabl, österreichischer Schriftsteller (* 1883)
- 21. Januar: Lewis Lichtenstein Strauss, US-amerikanischer Politiker und Vorsitzender der Atomenergiebehörde (* 1896)
- 22. Januar: Eugeniusz Arct, polnischer Maler und Hochschullehrer (* 1899)
- 24. Januar: Helene Elisabeth Prinzessin von Isenburg, 1. Präsidentin des Vereins Stille Hilfe für Kriegsgefangene und Internierte (* 1900)
- 26. Januar: Wiktor Łabuński, polnisch-amerikanischer Komponist, Pianist und Musikpädagoge (* 1895)
- 26. Januar: Julius Patzak, österreichischer Opern- und Liedsänger (Tenor) (* 1898)
- 26. Januar: Siegfried von Vegesack, deutscher Schriftsteller (* 1888)
- 27. Januar: Leo Geyr von Schweppenburg, deutscher Panzergeneral im Zweiten Weltkrieg (* 1886)
- 27. Januar: Georgios Grivas, zypriotischer Patriot (* 1898)
- 27. Januar: Paula Ludwig, österreichische Lyrikerin, Malerin und Schauspielerin (* 1900)
- 27. Januar: Giuseppe Moro, italienischer Fußballspieler (* 1921)
- 29. Januar: Dillon Anderson, US-amerikanischer Jurist (* 1906)
- 29. Januar: Martynas Anysas, litauischer Jurist, Historiker und Diplomat (* 1925)
- 29. Januar: Klaus Dieter Arndt, deutscher Politiker (* 1927)
- 30. Januar: Frida Hockauf, Weberin im VEB Mechanische Weberei Zittau (* 1903)
- 30. Januar: Olav Roots, estnischer Dirigent und Pianist (* 1910)
- 31. Januar: Samuel Goldwyn, US-amerikanischer Filmproduzent (* 1879)
- 31. Januar: August Sonnefeld, Leiter der Abteilung Astrooptik bei Carl Zeiss (* 1886)
- 00. Januar: Joseph Seiden, US-amerikanischer Regisseur und Produzent des jiddischen Films (* 1892)

### Februar
- 02. Februar: Jean Absil, belgischer Komponist und Professor (* 1893)
- 02. Februar: Marieluise Fleißer, deutsche Schriftstellerin (* 1901)

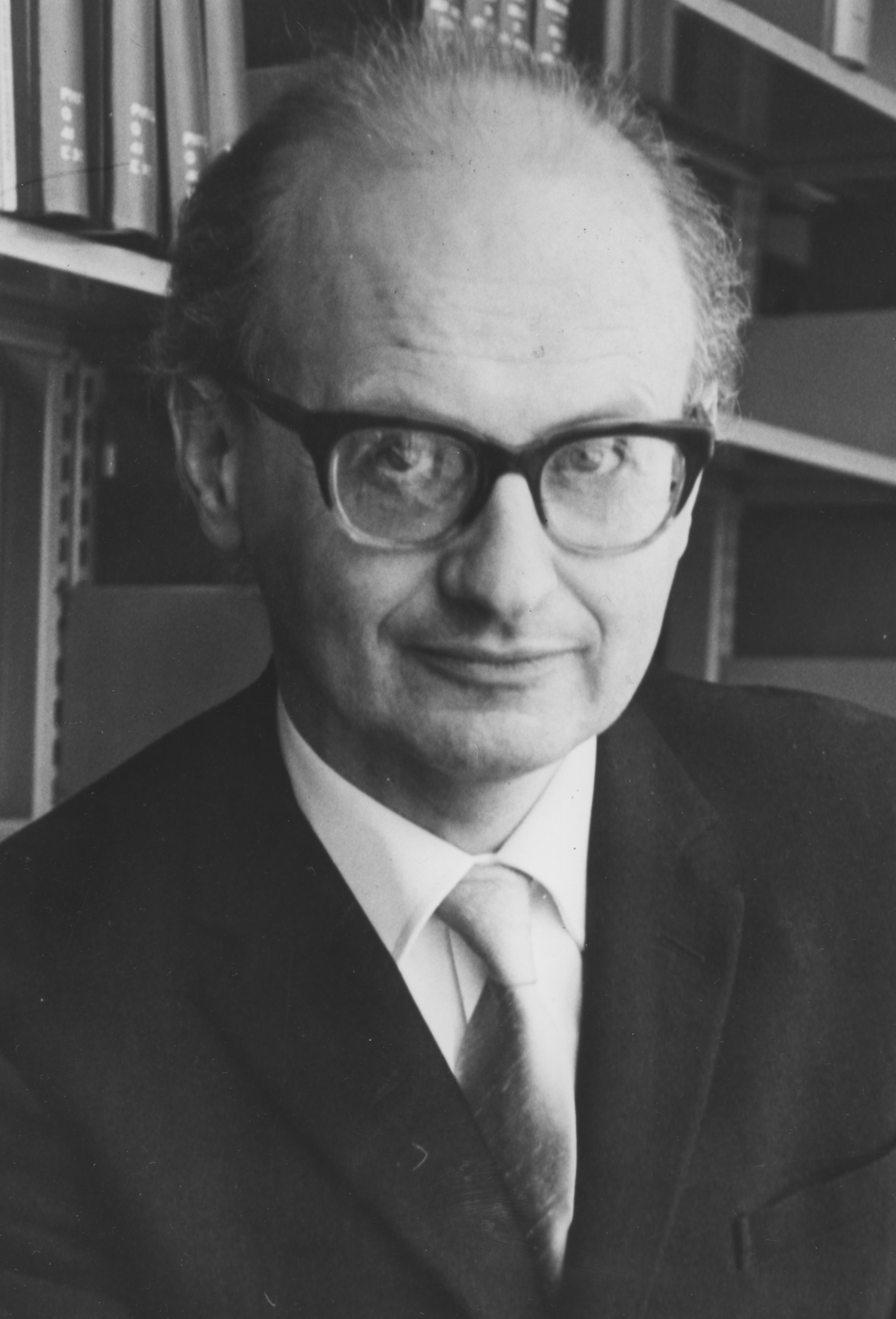
Imre Lakatos

- 02. Februar: Imre Lakatos, Mathematiker, Physiker und Wissenschaftsphilosoph (* 1922)
- 03. Februar: Erhart Kästner, deutscher Schriftsteller und Bibliothekar (* 1904)
- 04. Februar: Satyendranath Bose, Physiker (* 1894)
- 04. Februar: Ozaki Kihachi, japanischer Schriftsteller (* 1892)
- 04. Februar: Max zu Schaumburg-Lippe, Automobilrennfahrer (* 1898)
- 08. Februar: Fern Andra, Schauspielerin, Artistin, Regisseurin, Drehbuchautorin (* 1893)
- 09. Februar: Wilhelm Groß, Künstler und Prediger (* 1883)
- 10. Februar: David W. Stewart, US-amerikanischer Politiker (* 1887)
- 11. Februar: Wladimir Smirnow, russisch-sowjetischer Mathematiker (* 1887)
- 13. Februar: Adolf Arndt, deutscher Politiker (* 1904)
- 13. Februar: Leslie Munro, neuseeländischer Politiker, Botschafter von Neuseeland in den USA (* 1901)
- 15. Februar: Kurt Atterberg, schwedischer Komponist, Dirigent und Musikkritiker (* 1887)
- 15. Februar: Hugh O’Donel Alexander, irischer Schachmeister (* 1909)
- 18. Februar: Manuel Apolinario Odría Amoretti, Militärherrscher Perus von 1948 bis 1956 (* 1897)
- 18. Februar: Bernard Voorhoof, belgischer Fußballspieler (* 1910)
- 23. Februar: Hans Bernd Gisevius, Widerstandskämpfer des 20. Juli 1944 (* 1904)
- 23. Februar: William F. Knowland, US-amerikanischer Politiker (* 1908)
- 23. Februar: Harry Ruby, US-amerikanischer Komiker (* 1895)
- 24. Februar: Martin Donisthorpe Armstrong, britischer Schriftsteller, Dichter, Herausgeber und Journalist (* 1882)
- 25. Februar: Frank Joseph Assunto, US-amerikanischer Bandleader und Trompeter (* 1932)
- 27. Februar: Placido Acevedo, puerto-ricanischer Trompeter, Orchesterleiter und Komponist (* 1904)
- 27. Februar: Anders Brems, dänischer Sänger, Klarinettist und Musikpädagoge (* 1877)
- 28. Februar: Carlos Keller Rueff, Chefideologe der Nationalsozialistischen Bewegung Chiles (* 1897)

### März
- 02. März: Salvador Puig Antich, spanischer Anarchist (* 1948)
- 02. März: Georg Michael Welzel, DDR-Staatsbürger und eines der letzten Opfer der Todesstrafe in Spanien (* 1944)
- 03. März: Carl Jacob Burckhardt, Schweizer Diplomat, Essayist und Historiker (* 1891)
- 03. März: Ludwig Grote, deutscher Kunsthistoriker (* 1893)
- 03. März: Frank Seno, US-amerikanischer American-Football-Spieler (* 1921)
- 03. März: Frank Wilcox, US-amerikanischer Schauspieler (* 1907)
- 04. März: Bill Aston, britischer Automobilrennfahrer (* 1900)
- 04. März: Adolph Gottlieb, US-amerikanischer Maler (* 1903)
- 09. März: Earl Wilbur Sutherland, US-amerikanischer Physiologe (* 1915)
- 10. März: Bolesław Kominek, Erzbischof von Wrocław und Kardinal der römisch-katholischen Kirche (* 1903)
- 10. März: Arthur Piechler, deutscher Komponist und Organist (* 1896)
- 10. März: Quinto Maganini, US-amerikanischer Komponist und Dirigent (* 1897)
- 11. März: César Concepción, puerto-ricanischer Trompeter, Arrangeur, Orchesterleiter und Komponist (* 1909)
- 15. März: Paul Grupp, deutscher Kameramann (* 1904)
- 15. März: B. Everett Jordan, US-amerikanischer Politiker (* 1896)
- 17. März: Paul Andres, schweizerischer Arzt und Politiker (* 1882)
- 17. März: Louis I. Kahn, US-amerikanischer Architekt und Stadtplaner (* 1901)
- 18. März: Hans Döllgast, deutscher Architekt und Graphiker (* 1891)
- 18. März: Hertta Kuusinen, finnische kommunistische Politikerin (* 1904)
- 19. März: Otto Krone, deutscher Schauspieler (* 1898)
- 21. März: Candy Darling, US-amerikanischer Transvestit und Filmschauspieler (* 1944)
- 22. März: Edward Molyneux, französischer Modedesigner (* 1891)
- 22. März: Roland Rohlfs, US-amerikanischer Testpilot (* 1892)
- 25. März: Ludwig Claussen, deutscher Politiker (* 1906)
- 25. März: Otto Waldis, österreichischer Schauspieler (* 1901)
- 26. März: Edward Condon, US-amerikanischer Physiker (* 1902)
- 26. März: Werner Kohlmeyer, deutscher Fußballspieler (* 1924)
- 28. März: Arthur Crudup, US-amerikanischer Blues-Musiker (* 1905)
- 30. März: Karl Hohmann, deutscher Fußballspieler (* 1908)

### April
- 01. April: Alice Ruth Elly Abramowitsch, deutsche Tänzerin, Choreografin und Repräsentantin des Modernen Tanzes (* 1907)
- 01. April: Josef Suttner, Hornist und Professor (* 1881)
- 02. April: Josef Lokvenc, österreichischer Schachspieler (* 1899)

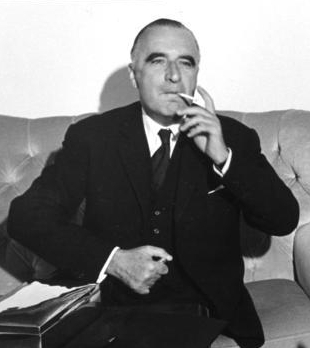
Georges Pompidou, 1965

- 02. April: Georges Pompidou, französischer Politiker (* 1911)
- 03. April: Franz Arzdorf, deutscher Schauspieler und Regisseur (* 1923)

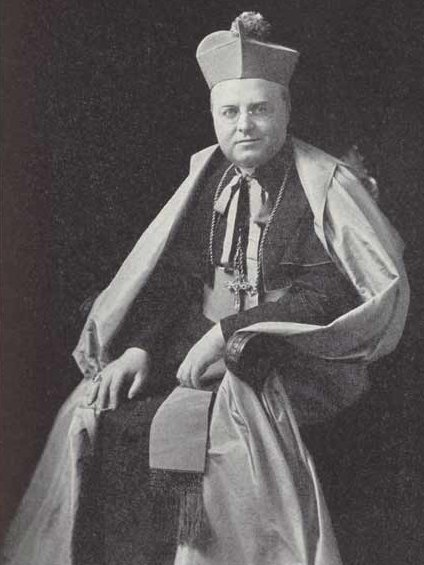
James Charles Kardinal McGuigan

- 06. April: James Charles McGuigan, Erzbischof von Toronto und Kardinal (* 1894)
- 06. April: Willem Marinus Dudok, Architekt aus den Niederlanden (* 1884)
- 08. April: Charles Drouin, französischer Automobilrennfahrer (* 1890)
- 08. April: Ferruccio Novo, italienischer Fußballtrainer und -funktionär (* 1897)
- 11. April: Rolf Gustav Haebler, deutscher Politiker und Heimatforscher (* 1888)
- 14. April: Philip Pandely Argenti, griechischer Diplomat, Rechtsanwalt, Genealoge und Historiker (* 1891)
- 16. April: Johnston Murray, US-amerikanischer Politiker (* 1902)
- 17. April: Herbert Elwell, US-amerikanischer Komponist und Musikpädagoge (* 1898)
- 17. April: Heinrich Greinacher, Schweizer Physiker (* 1880)
- 18. April: Nicolae Buicliu, rumänischer Komponist und Musikpädagoge (* 1906)
- 18. April: Marcel Pagnol, französischer Schriftsteller, Dramaturg und Regisseur (* 1895)
- 20. April: Muhammed Ayub Khan, pakistanischer Offizier, Politiker und Staatspräsident (* 1907)
- 20. April: Richard Huelsenbeck, deutscher Schriftsteller, Lyriker, Dramatiker, Arzt und Psychoanalytiker (* 1892)
- 23. April: Walter Hollweg, deutscher reformierter Theologe und Landessuperintendent (* 1883)
- 24. April: Bud Abbott, berühmter US-amerikanischer Schauspieler, Produzent und Comedian (* 1895)

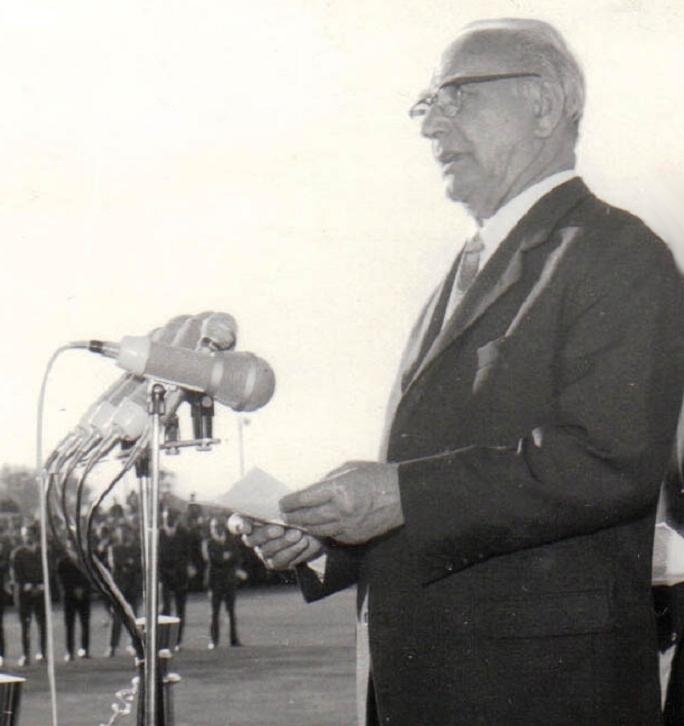
Franz Jonas, 1969

- 24. April: Franz Jonas, Wiener Bürgermeister und österreichischer Bundespräsident (* 1899)
- 25. April: Guus Lutjens, niederländischer Fußballspieler (* 1884)
- 30. April: Agnes Moorehead, US-amerikanische Schauspielerin (* 1900)
- 30. April: Boris Roubakine, kanadischer Pianist und Musikpädagoge (* 1908)

### Mai

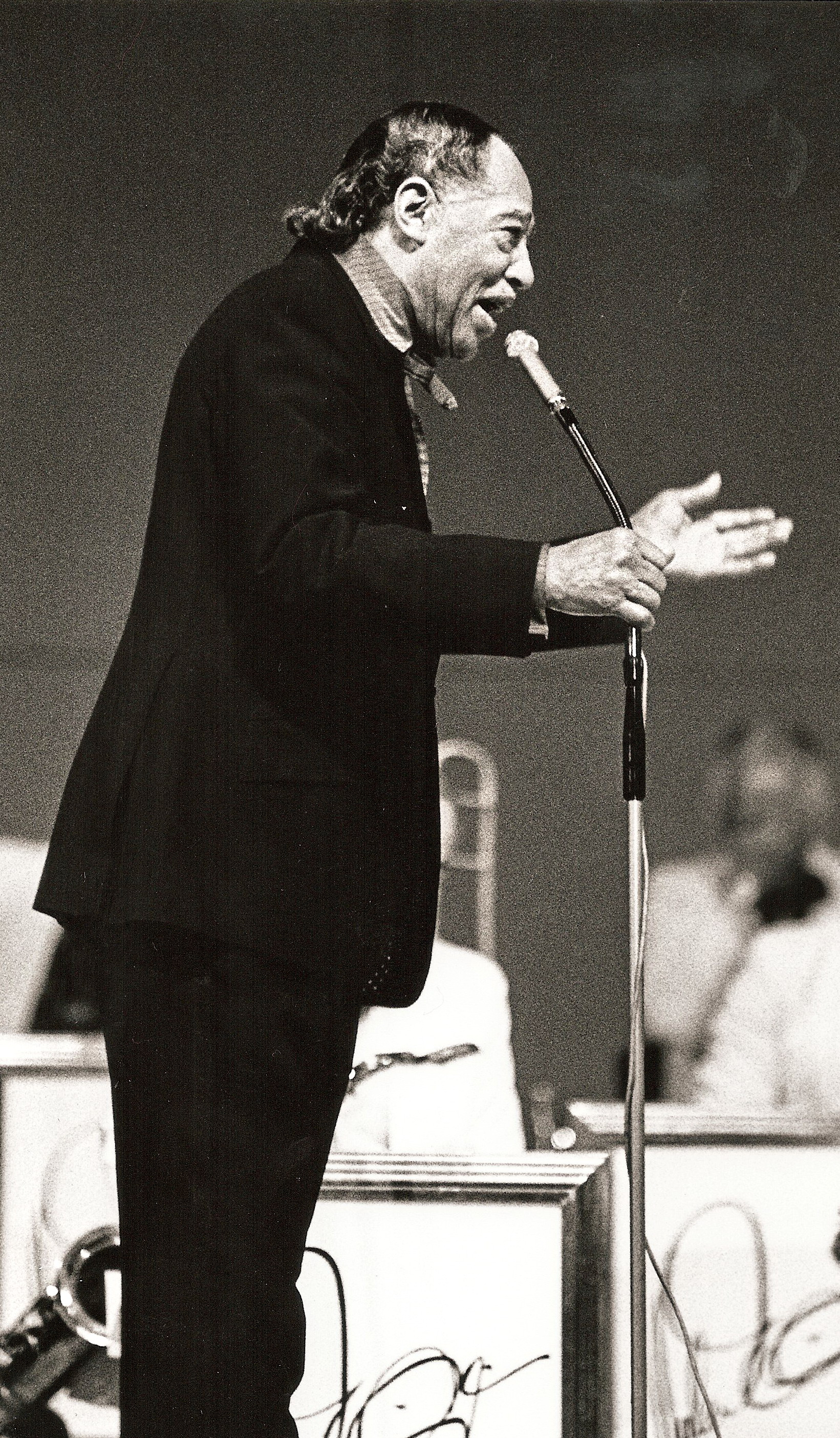
Duke Ellington († 24. Mai)

- 04. Mai: Franz Angel, österreichischer Mineraloge, Petrograph und Hochschullehrer (* 1887)
- 04. Mai: Maurice Ewing, US-amerikanischer Physiker (* 1906)
- 04. Mai: Otton Marcin Nikodým, polnischer Mathematiker (* 1887)
- 04. Mai: Gerhard Lamprecht, deutscher Regisseur (* 1897)
- 07. Mai: Thomas Roch Agniswami, Bischof von Kottar (* 1891)
- 08. Mai: Graham Bond, englischer Jazz- und Blues-Musiker (* 1937)
- 10. Mai: Roland Gregory Austin, britischer Altphilologe (* 1901)
- 10. Mai: Hal Mohr, US-amerikanischer Kameramann (* 1894)
- 14. Mai: Hipólito Lázaro, spanischer Opernsänger (Tenor) (* 1887)
- 14. Mai: Jacob Levy Moreno, Begründer des Psychodramas (* 1889)
- 15. Mai: Adolf Jobst, Restaurator und Maler (* 1900)
- 15. Mai: Fritz Baade, deutscher Wirtschaftswissenschaftler, Politiker der SPD und Reichstagsabgeordneter (* 1893)
- 16. Mai: Götz Briefs, katholischer Sozialethiker, Sozialphilosoph und Nationalökonom (* 1889)
- 17. Mai: Maurice Lehmann, französischer Theater- und Filmregisseur, Theaterleiter, Produzent und Schauspieler (* 1895)
- 18. Mai: Adolf Ahrens, deutscher Unternehmer und Politiker (* 1898)
- 20. Mai: Jean Daniélou, Jesuit und Kardinal der römisch-katholischen Kirche (* 1905)
- 24. Mai: Duke Ellington, US-amerikanischer Jazz-Komponist, -Pianist und -Bandleader (* 1899)
- 25. Mai: Donald Crisp, britischer Schauspieler und Regisseur (* 1882)
- 25. Mai: Willi Krug, deutscher Elektrotechniker und Hochschullehrer (* 1894)
- 26. Mai: Edouard Probst, Schweizer Automobilrennfahrer (* 1898)
- 26. Mai: Hoke Rice, US-amerikanischer Country-Musiker (* 1909)
- 27. Mai: Alfred Führer, deutscher Orgelbauer (* 1905)
- 28. Mai: Hans Georg Wunderlich, deutscher Geologe (* 1928)

### Juni
- 02. Juni: Arnold Lunn, britischer Skipionier, Bergsteiger und Schriftsteller (* 1888)
- 03. Juni: Klara Marie Faßbinder, Aktivistin der deutschen Frauen- und Friedensbewegung (* 1890)
- 04. Juni: Ernst Nebhut, deutscher Schriftsteller, Librettist und Drehbuchautor (* 1898)
- 04. Juni: Wilhelm Ahrens, deutscher Uhrmacher, Redakteur, Widerstandskämpfer gegen den Nationalsozialismus, Amtsvorsteher und Politiker (* 1898)
- 05. Juni: Bruno Brehm, österreichischer Schriftsteller sudetendeutscher Herkunft (* 1892)
- 9. Juni: Miguel Ángel Asturias, guatemaltekischer Schriftsteller, Nobelpreisträger für Literatur (* 1899)
- 10. Juni: Heinrich Wilhelm, Herzog von Gloucester, britischer Prinz und Generalgouverneur von Australien (* 1900)
- 11. Juni: Julius Evola, italienischer Kulturphilosoph (* 1898)
- 15. Juni: Fritz Johlitz, deutscher Politiker der NSDAP und Reichstagsabgeordneter (* 1898)
- 17. Juni: Rabbe Arnfinn Enckell, finnlandschwedischer Schriftsteller, Dichter und Maler (* 1903)
- 17. Juni: Charles Coleman, britischer Offizier (* 1903)
- 18. Juni: Georgi Konstantinowitsch Schukow, sowjetischer General und vierfacher Held der Sowjetunion (* 1896)
- 20. Juni: Ulrich Buchholz, deutscher General (* 1893)
- 20. Juni: Andrew Hockenhull, US-amerikanischer Politiker (* 1877)
- 20. Juni: Horace Lindrum, australischer Snooker- und Billardspieler (* 1912)
- 22. Juni: Darius Milhaud, französischer Komponist (* 1892)
- 25. Juni: Cornelius Lanczos, ungarischer Mathematiker und Physiker (* 1893)
- 26. Juni: Ernest Gruening, US-amerikanischer Politiker (* 1887)
- 27. Juni: Anton Cargnelli, österreichischer Fußballspieler und -trainer (* 1889)
- 28. Juni: Vannevar Bush, US-amerikanischer Wissenschaftler (* 1890)
- 29. Juni: Immanuel Baumann, Bessarabiendeutscher Geistlicher (* 1900)
- 30. Juni: Louis Pichard, französischer Automobilrennfahrer (* 1897)

### Juli

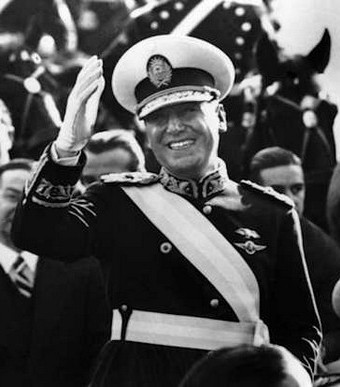
Juan Perón, 1946

- 01. Juli: Juan Perón, argentinischer Soldat, Politiker und zweimaliger Präsident (* 1895)
- 02. Juli: Carlos Isamitt, chilenischer Komponist und Maler (* 1887)
- 05. Juli: Georgette Heyer, englische Schriftstellerin (* 1902)
- 05. Juli: Henry Grob, Schweizer Schachmeister (* 1904)
- 08. Juli: Louis Rigal, französischer Automobilrennfahrer (* 1887)
- 09. Juli: Earl Warren, Gouverneur von Kalifornien und Oberster Richter der USA (* 1891)
- 11. Juli: Émile Bourdon, französischer Organist und Komponist (* 1884)
- 11. Juli: Pär Lagerkvist, schwedischer Schriftsteller und Dichter (* 1891)
- 12. Juli: Juri Pawlowitsch Annenkow, russischer Künstler (* 1889)
- 12. Juli: Karl Sesta, österreichischer Fußballspieler (* 1906)
- 13. Juli: Lily Abegg, Schweizer Journalistin und Autorin (* 1901)
- 13. Juli: Patrick Maynard Stuart Blackett, englischer Physiker und Nobelpreisträger (* 1897)
- 15. Juli: Erik Charell, deutscher Regisseur und Schauspieler (* 1894)
- 15. Juli: Christine Chubbuck, US-amerikanische TV-Moderatorin (* 1944)
- 18. Juli: Andreas Predöhl, deutscher Ökonom (* 1893)
- 21. Juli: Josef Brinkmann, deutscher Schmied, Amateurornithologe und Vogelfotograf (* 1904)
- 23. Juli: Norm Gerrard Armstrong, kanadischer Eishockeyspieler (* 1938)
- 23. Juli: Matthias Gelzer, Schweizer Althistoriker (* 1886)
- 24. Juli: József Antall, ungarischer Jurist und Politiker (* 1896)
- 24. Juli: James Chadwick, englischer Physiker (* 1891)
- 25. Juli: İsmail Kılıç Kökten, türkischer Archäologe (* 1904)
- 27. Juli: Lightnin’ Slim, US-amerikanischer Blues-Musiker (* 1913)
- 28. Juli: Don McCafferty, US-amerikanischer American-Football-Trainer (* 1921)
- 29. Juli: Cass Elliot, US-amerikanische Sängerin und Mitglied der Band The Mamas and the Papas (* 1941)

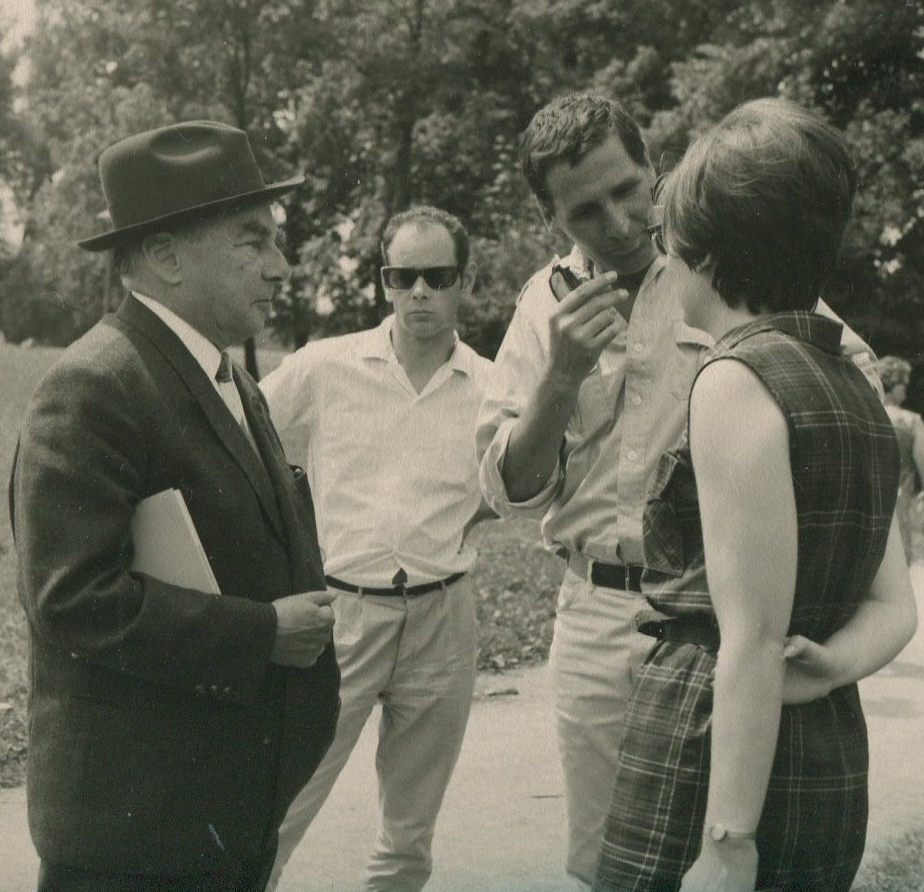
Erich Kästner, 1968

- 29. Juli: Erich Kästner, deutscher Schriftsteller, Drehbuchautor und Kabarettist (* 1899)
- 29. Juli: Georg Klaus, deutscher Philosoph, Schachspieler und Schachfunktionär. (* 1912)
- 30. Juli: Eddie Johnson, US-amerikanischer Automobilrennfahrer (* 1919)
- 30. Juli: Lew Konstantinowitsch Knipper, russischer Komponist (* 1898)
- 30. Juli: Joseph Rous, französischer Politiker (* 1881)

### August

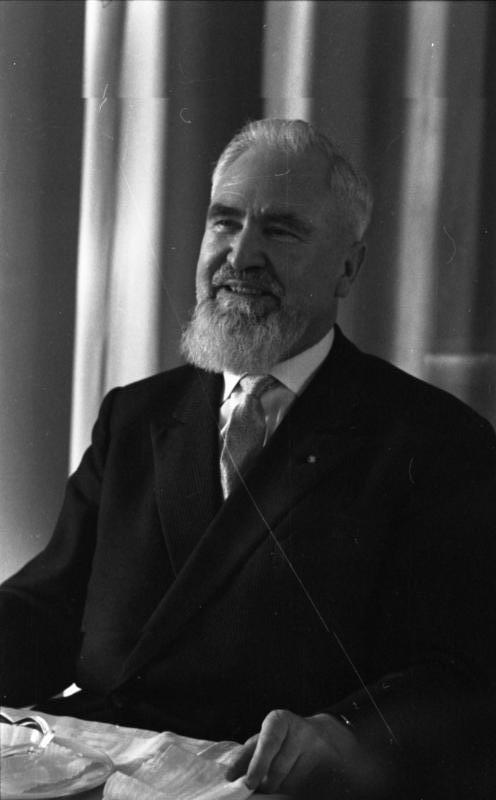
Alois Hundhammer (1963)

- 01. August: Alois Hundhammer, bayerischer Minister und stellvertretender Ministerpräsident (* 1900)
- 01. August: Ildebrando Antoniutti, Kardinal der römisch-katholischen Kirche (* 1898)
- 02. August: Douglas Hawkes, britischer Unternehmer und Automobilrennfahrer (* 1893)
- 03. August: Joachim Ritter, deutscher Philosoph (* 1903)
- 03. August: Almira Sessions, US-amerikanische Schauspielerin (* 1888)
- 06. August: Gene Ammons, US-amerikanischer Tenorsaxophonist (* 1925)
- 07. August: Virginia Apgar, US-amerikanische Chirurgin und Anästhesistin (* 1909)
- 08. August: Elisabeth Abegg, deutsche Widerstandskämpferin (* 1882)
- 08. August: Baldur von Schirach, deutscher Politiker und Reichsjugendführer (* 1907)
- 10. August: Ivor Dean, britischer Schauspieler (* 1917)
- 10. August: Danny Mummert, US-amerikanischer Schauspieler (* 1934)
- 10. August: Theodore McKeldin, US-amerikanischer Politiker (* 1900)
- 11. August: Gerhard Außner, deutscher Politiker (* 1909)
- 11. August: Vicente Emilio Sojo, venezolanischer Komponist (* 1887)
- 11. August: Jan Tschichold, Kalligraf, Typograf, Autor und Lehrer (* 1902)
- 13. August: Anselm Ahlfors, finnischer Ringer (* 1897)
- 13. August: Ernst Forsthoff, deutscher Staatsrechtler (* 1902)
- 13. August: Kate O’Brien, irische Schriftstellerin (* 1897)
- 14. August: Arnulf Klett, von 1945 bis 1974 Oberbürgermeister von Stuttgart (* 1905)
- 15. August: Otto Braun, deutscher Schriftsteller, KPD-Funktionär und 1. Sekretär des Schriftstellerverbandes der DDR (* 1900)
- 17. August: Aldo Palazzeschi, italienischer Schriftsteller und Lyriker (* 1885)
- 18. August: John Anderson, US-amerikanischer Trompeter (* 1921)
- 18. August: Laura Clifford Barney, US-amerikanische Autorin (* 1879)
- 19. August: Ada Anna Arena, italienische Schauspielerin (* 1919)
- 19. August: Fernando Cerchio, italienischer Regisseur, Drehbuchautor und Filmproduzent (* 1914)
- 21. August: Paweł Lewiecki, polnischer Pianist und Musikpädagoge (* 1896)
- 22. August: Charles Wheeler, britischer Bildhauer, Maler und Medailleur (* 1892)
- 22. August: Alfredo Edmead, dominikanischer Baseballspieler (* 1956)
- 23. August: Roberto Assagioli, italienischer Arzt, Psychiater und Psychotherapeut (* 1888)
- 24. August: Alexander Procofieff De Seversky, US-amerikanischer Luftfahrtingenieur russischer Herkunft (* 1894)
- 25. August: Caberto Conelli, italienischer Automobilrennfahrer und Adliger (* 1889)
- 25. August: Ernesto Joaquim Maria dos Santos, brasilianischer Volksmusiker (* 1890)
- 26. August: Maurice Dumesnil, französischer Pianist (* 1884)

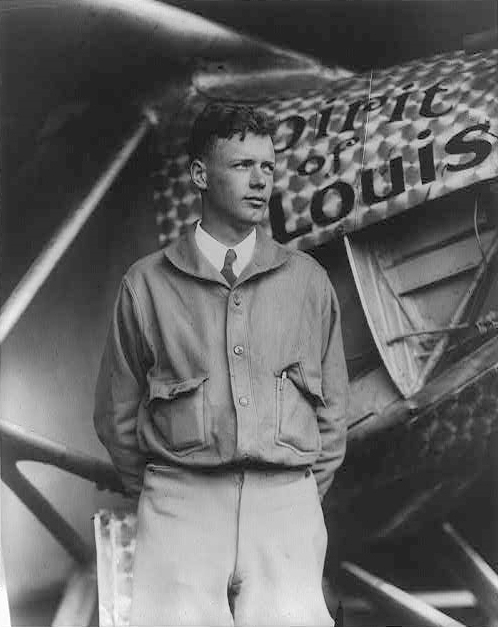
Charles Lindbergh, 1927

- 26. August: Charles Lindbergh, US-amerikanischer Pilot (* 1902)
- 27. August: Otto Strasser, nationalsozialistischer Politiker (* 1897)
- 27. August: Erwin Jürgens, deutscher Politiker (* 1895)
- 28. August: Franz Baumann, österreichischer Architekt (* 1892)

### September
- 04. September: Marcel-Auguste Ferréol, französischer Dramatiker und Drehbuchautor (* 1899)
- 04. September: Creighton Williams Abrams junior, US-amerikanischer General (* 1914)
- 04. September: Lewi Pethrus, Pastor, Initiator und Leiter der Pfingstbewegung in Schweden (* 1884)
- 05. September: Leonid Abramowitsch Anulow, sowjetischer Spion (* 1897)
- 06. September: Benno Gellenbeck, deutscher Schauspieler (* 1910)
- 08. September: Wolfgang Windgassen, deutscher Tenor (* 1914)
- 09. September: Lily Hildebrandt, deutsche Malerin und Grafikerin (* 1887)
- 14. September: René A. Spitz, Psychoanalytiker (* 1887)
- 15. September: Arishima Ikuma, japanischer Schriftsteller und Maler (* 1882)
- 16. September: Phog Allen, US-amerikanischer Basketballtrainer (* 1885)
- 16. September: Ludwig Auber, österreichischer Ornithologe (* 1899)
- 17. September: René Graetz, deutscher Bildhauer und Grafiker (* 1908)
- 19. September: Soltan Hacıbəyov, aserbaidschanischer Komponist (* 1919)
- 20. September: Charles Gossett, US-amerikanischer Politiker (* 1888)
- 21. September: Walter Brennan, US-amerikanischer Schauspieler (* 1894)
- 23. September: Jacques Ary, französischer Boxer, Ringer, Wrestler, Saxophonist, Orchesterleiter, Drehbuchautor und Schauspieler (* 1919)
- 23. September: Hanada Kiyoteru, japanischer Literaturkritiker (* 1909)
- 23. September: Willem van der Woude, niederländischer Mathematiker (* 1876)
- 24. September: Hans-Joachim Fricke, deutscher Politiker (* 1904)
- 24. September: Konrad Pöhner, bayerischer Unternehmer, Verbandspräsident und Staatsminister der Finanzen (* 1901)
- 28. September: Arnold Fanck, deutscher Filmregisseur (* 1889)

### Oktober
- 01. Oktober: Fritz Berendsen, deutscher Politiker (* 1904)
- 01. Oktober: Spyridon Marinatos, griechischer Archäologe (* 1901)
- 02. Oktober: Nurul Amin, pakistanischer Politiker (* 1893)
- 02. Oktober: Ina Seidel, deutsche Schriftstellerin (* 1885)
- 02. Oktober: Franz Weiß, deutscher Politiker (* 1887)
- 04. Oktober: Leo Nebelsiek, deutscher Prähistoriker und Heimatforscher (* 1886)
- 04. Oktober: Anne Sexton, US-amerikanische Dichterin (* 1928)

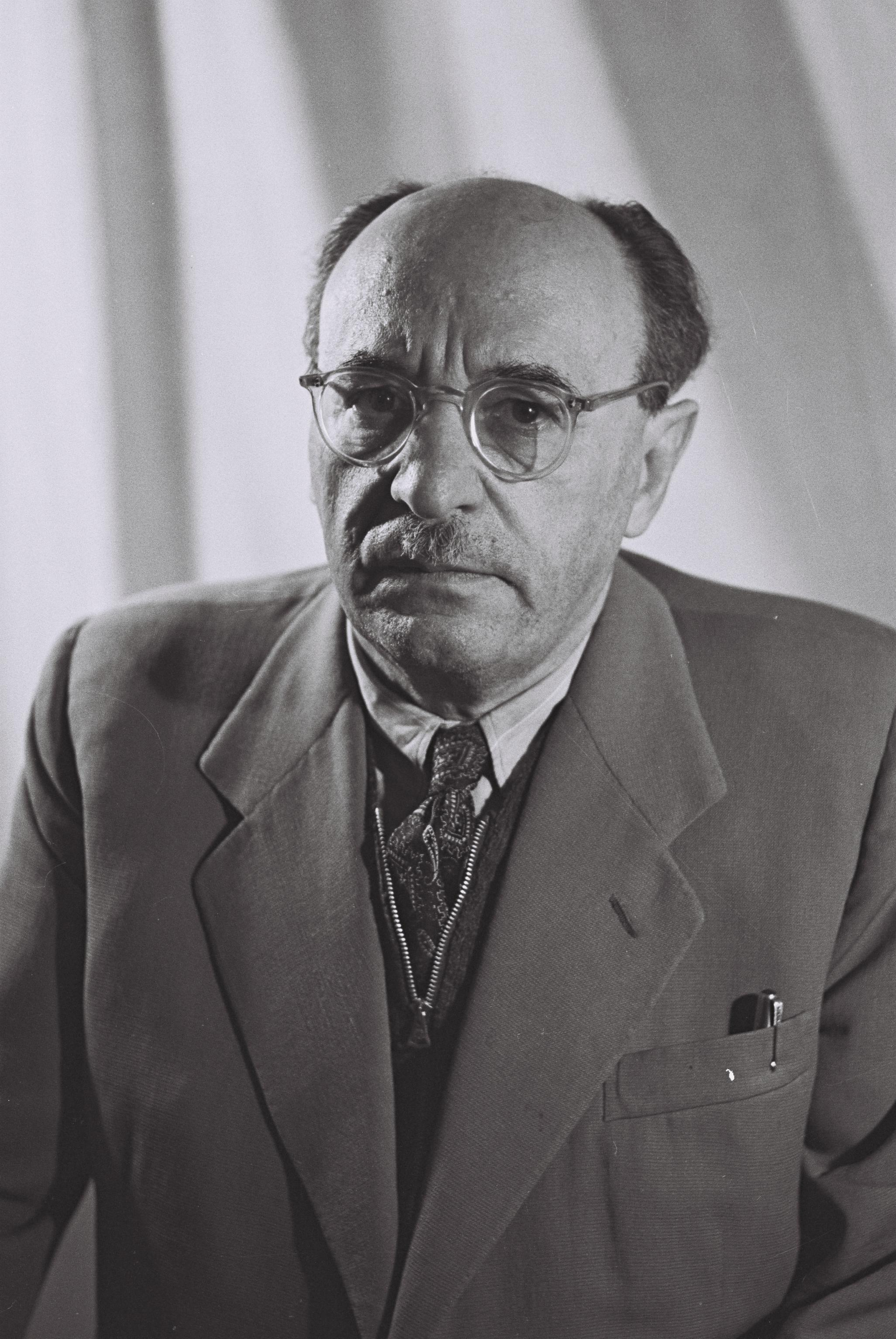
Salman Schasar (1951)

- 05. Oktober: Salman Schasar, israelischer Politiker und dritter Präsident Israels (* 1889)
- 06. Oktober: Guillermo Castillo Bustamante, venezolanischer Pianist und Komponist (* 1910)
- 06. Oktober: Luther Hodges, US-amerikanischer Politiker (* 1898)
- 06. Oktober: Helmut Koinigg, österreichischer Automobilrennfahrer (* 1948)
- 09. Oktober: Franz Neumann, deutscher Politiker (* 1904)
- 09. Oktober: Oskar Schindler, sudetendeutscher Industrieller, der etwa 1.200 Juden vor dem Tod bewahrte (* 1908)
- 09. Oktober: Karl Gengler, deutscher Politiker (* 1886)
- 10. Oktober: Marie Luise Kaschnitz, deutsche Lyrikerin und Autorin von Erzählungen (* 1901)
- 11. Oktober: Erich Wewel, deutscher Verleger (* 1894)
- 12. Oktober: Pink Anderson, US-amerikanischer Blues-Musiker (* 1900)
- 12. Oktober: Felix Hurdes, österreichischer Politiker, Mitbegründer der ÖVP (* 1901)
- 13. Oktober: Ed Sullivan, US-amerikanischer Entertainer und Moderator (* 1901)
- 13. Oktober: Reuven Rubin, rumänischstämmiger, israelischer Maler, israelischer Botschafter in Rumänien (* 1893)
- 15. Oktober: Arie Aroch, israelischer Maler und Diplomat (* 1908)
- 18. Oktober: Gil Duggan, US-amerikanischer American-Football-Spieler (* 1914)
- 20. Oktober: Ernst Egli, österreichischer Architekt und Stadtplaner (* 1893)
- 20. Oktober: Margarete Wittkowski, deutsche Kommunistin, Wirtschaftswissenschaftlerin und Politikerin (* 1910)
- 21. Oktober: Frederik Jacobus Johannes Buytendijk, Biologe, Anthropologe und Psychologe (* 1887)
- 21. Oktober: Maruyama Kaoru, japanischer Schriftsteller (* 1899)
- 22. Oktober: Georg Friedrich Ahrens, deutscher Politiker (* 1896)
- 24. Oktober: David Fjodorowitsch Oistrach, russischer Geiger (* 1908)
- 25. Oktober: José López Alavez, mexikanischer Komponist (* 1889)
- 26. Oktober: Thomas J. Herbert, US-amerikanischer Politiker (* 1894)
- 26. Oktober: Werner Golz, deutscher Schachspieler und -journalist (* 1933)
- 27. Oktober: Rudolf Dassler, Gründer des Sportartikelherstellers Puma (* 1898)
- 28. Oktober: Bill Campbell, US-amerikanischer American-Football-Spieler (* 1920)
- 30. Oktober: Hanns Otto Münsterer, deutscher Mediziner, Schriftsteller und Volkskundler (* 1900)
- 31. Oktober: Micheil Tschiaureli, georgischer Filmregisseur (* 1894)

### November
- 02. November: Jean Dansereau, kanadischer Pianist und Musikpädagoge (* 1891)
- 04. November: Zeffiro Furiassi, italienischer Fußballspieler und -trainer (* 1923)
- 07. November: Alfonso Leng, chilenischer Komponist und Odontologe (* 1884)
- 07. November: Eric Linklater, schottischer Schriftsteller (* 1899)
- 08. November: Ivory Joe Hunter, US-amerikanischer R&B-Sänger, Pianist und Songschreiber (* 1914)
- 09. November: Gitta Lind, deutsche Schlagersängerin (* 1925)
- 09. November: Holger Meins, deutscher Terrorist und Mitglied der Rote Armee Fraktion (* 1941)
- 09. November: Egon Wellesz, österreichischer Komponist und Musikwissenschaftler (* 1885)
- 09. November: Paul Weitkus, deutscher Generalmajor (* 1898)
- 10. November: Günter von Drenkmann, deutscher Jurist und Präsident des Kammergerichts Berlin (* 1910)
- 12. November: Karl Ebert, Weihbischof des Apostolischen Administrators in Erfurt und Meiningen (* 1916)
- 13. November: Karen Silkwood, Gewerkschafts-Aktivistin und Chemie-Technikerin (* 1946)
- 13. November: Vittorio De Sica, italienischer Filmregisseur des Neorealismus und Schauspieler (* 1901)

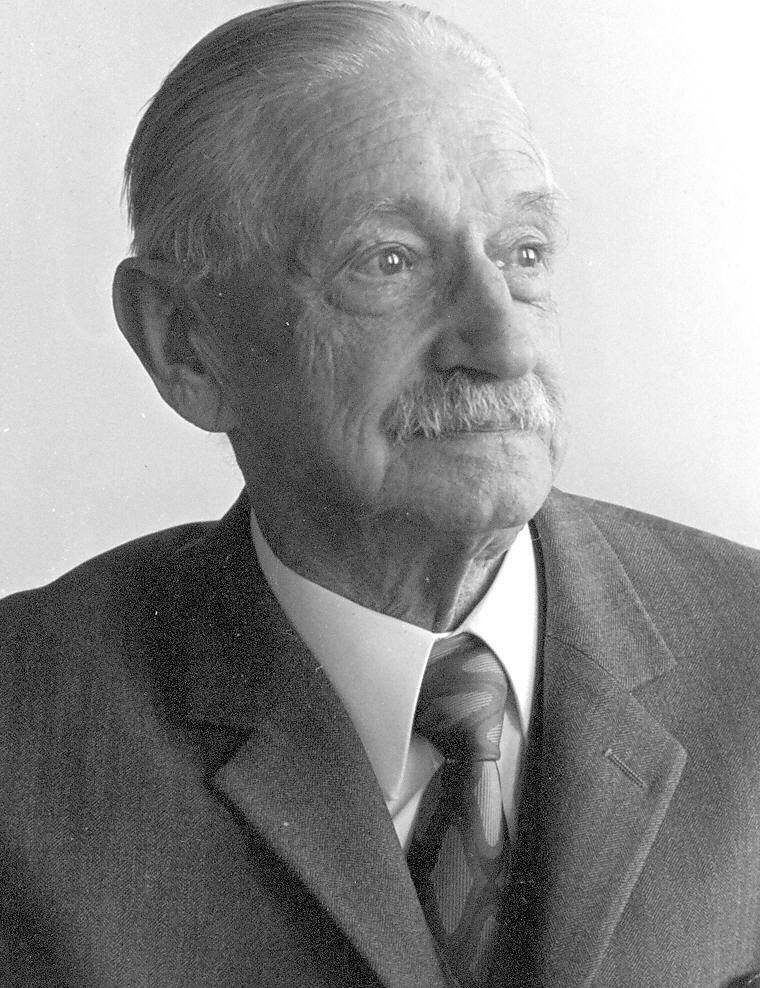
Walther Meißner.

- 15. November: Walther Meißner, deutscher Physiker (* 1882)
- 16. November: Friedrich J. Lucas, deutscher Historiker und Geschichtsdidaktiker (* 1927)
- 17. November: Erskine Hamilton Childers, vierter Präsident von Irland (* 1905)
- 17. November: Ursula Herking, Schauspielerin (* 1912)
- 18. November: Adolf Fux, Schweizer Politiker und Schriftsteller (* 1901)
- 18. November: Juan Francisco García, dominikanischer Komponist (* 1892)
- 20. November: Manuel Dicenta, spanischer Schauspieler (* 1905)
- 20. November: Laura Carola Mazirel, niederländische Juristin, Autorin, Widerstandskämpferin (* 1907)
- 21. November: Louis Bailly, kanadischer Violinist und Musikpädagoge (* 1882)
- 21. November: Marco Bontá, chilenischer Maler (* 1899)
- 21. November: David Knowles, englischer Historiker (* 1896)
- 21. November: Frank Martin, Schweizer Komponist (* 1890)
- 22. November: Boris Rajewsky, deutscher Biophysiker und Strahlenforscher russischer Herkunft (* 1893)
- 24. November: Aurelio Arturo Martínez, kolumbianischer Schriftsteller und Lyriker (* 1906)
- 24. November: Endelkachew Makonnen, äthiopischer Politiker (* 1927)
- 24. November: Adolf Süsterhenn, Politiker, Minister, Rechtsanwalt (* 1905)
- 25. November: Nick Drake, britischer Gitarrist und Liedermacher (* 1948)

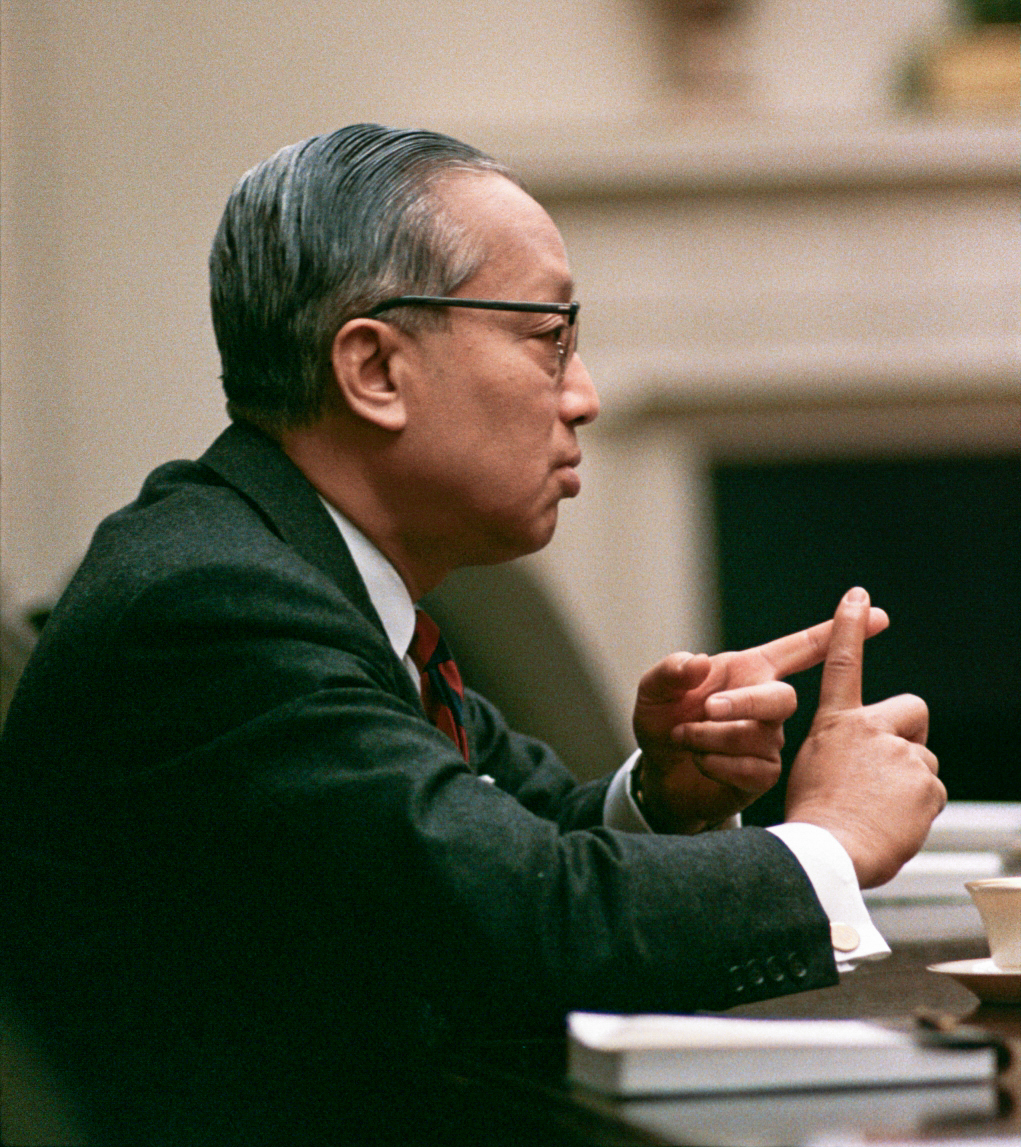
Sithu U Thant, 1968

- 25. November: Sithu U Thant, birmanischer Politiker, Generalsekretär der UN (1961–1971) (* 1909)
- 26. November: Hilary Minc, polnischer Ökonom und Politiker (* 1905)
- 27. November: Roman Chwalek, Minister für Arbeit der DDR (* 1898)
- 28. November: Konstantin Stepanowitsch Melnikow, russischer Architekt (* 1890)
- 28. November: El Sayed Mohammed Nosseir, ägyptischer Gewichtheber (* 1905)
- 29. November: Ludwig Preller, deutscher Politiker (* 1897)
- 29. November: Haroldson Hunt, US-amerikanischer Ölmilliardär (* 1889)
- 29. November: Jim Braddock, Boxer (* 1905)

### Dezember
- 01. Dezember: Erich Aehnelt, deutscher Veterinärmediziner und Hochschullehrer (* 1917)
- 02. Dezember: Max Weber, Schweizer Politiker (* 1897)
- 03. Dezember: Hans Leibelt, deutscher Schauspieler (* 1885)
- 04. Dezember: Lee Kinsolving, US-amerikanischer Schauspieler (* 1938)
- 05. Dezember: Zaharia Stancu, rumänischer Schriftsteller (* 1902)
- 06. Dezember: Maximilian de Angelis, österreichischer Generalmajor (* 1889)
- 07. Dezember: Robert Buchet, französischer Automobilrennfahrer (* 1922)
- 10. Dezember: Aristodemo Santamaria, italienischer Fußballspieler (* 1892)
- 12. Dezember: Karl Arnstein, österreichischer Ingenieur der Zeppelin- und Prallluftschiffkonstruktion (* 1887)
- 14. Dezember: Fritz Szepan, deutscher Fußballspieler (* 1907)
- 14. Dezember: Walter Lippmann, US-amerikanischer Schriftsteller (* 1889)
- 14. Dezember: Kurt Hahn, Pädagoge (* 1886)
- 14. Dezember: Wilhelm Pleyer, deutscher Autor (* 1901)
- 15. Dezember: Anatole Litvak, aus der Ukraine stammender Filmemacher (* 1902)
- 15. Dezember: Heinz-Joachim Heydorn, deutscher Pädagoge (* 1916)
- 19. Dezember: Anton Aulke, deutscher Schriftsteller (* 1887)
- 20. Dezember: Kaname Akamatsu, japanischer Ökonom (* 1896)
- 21. Dezember: Richard Long, US-amerikanischer Schauspieler (* 1927)
- 22. Dezember: Heinz Auerswald, deutscher Maler und Graphiker (* 1891)
- 22. Dezember: Sterling North, US-amerikanischer Schriftsteller (* 1906)
- 26. Dezember: Farid el Atrache, syrisch-ägyptischer Sänger, Komponist und Schauspieler (* 1915)

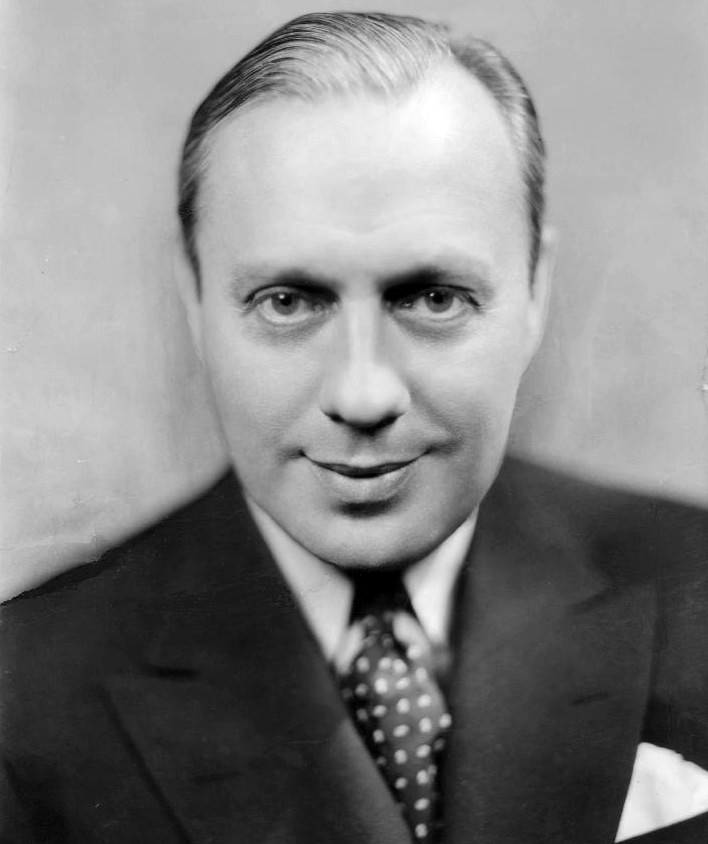
Jack Benny

- 26. Dezember: Jack Benny, US-amerikanischer Schauspieler und Radiomoderator (* 1894)
- 26. Dezember: Knudåge Riisager, dänischer Komponist (* 1897)
- 27. Dezember: Wladimir Alexandrowitsch Fock, russischer Physiker (* 1898)
- 29. Dezember: Enrique González Mántici, kubanischer Dirigent, Violinist und Komponist (* 1912)
- 30. Dezember: George Howard Earle, US-amerikanischer Politiker (* 1890)
- 31. Dezember: Robert Margulies, deutscher Politiker (* 1908)
- 31. Dezember: Charles E. Bohlen, US-amerikanischer Diplomat (* 1904)

### Tag unbekannt
- Muhammad Abu Zahra, ägyptischer Alim (* 1898)
- Oscar Zeta Acosta, US-amerikanischer Rechtsanwalt, Schriftsteller, Politiker und Aktivist (* 1935)
- Ahmad Amir-Ahmadi, Generalleutnant der iranischen Armee, Minister und Senator in Iran (* 1884)
- Lloyd Thomas Andrews, kanadischer Eishockeyspieler (* 1894)
- Lew Abramowitsch Aronson, sowjetischer Schachspieler (* 1924)
- Ludwig Arps, deutscher Wissenschaftler und Autor (* 1907)
- Karl Augustin, deutscher Politiker (* 1877)
- Rudolf Ausleger, deutscher Maler (* 1897)
- Luigi Cavanna, italienischer Motorrad- und Automobilrennfahrer (* 1906)